# Fridays for Future

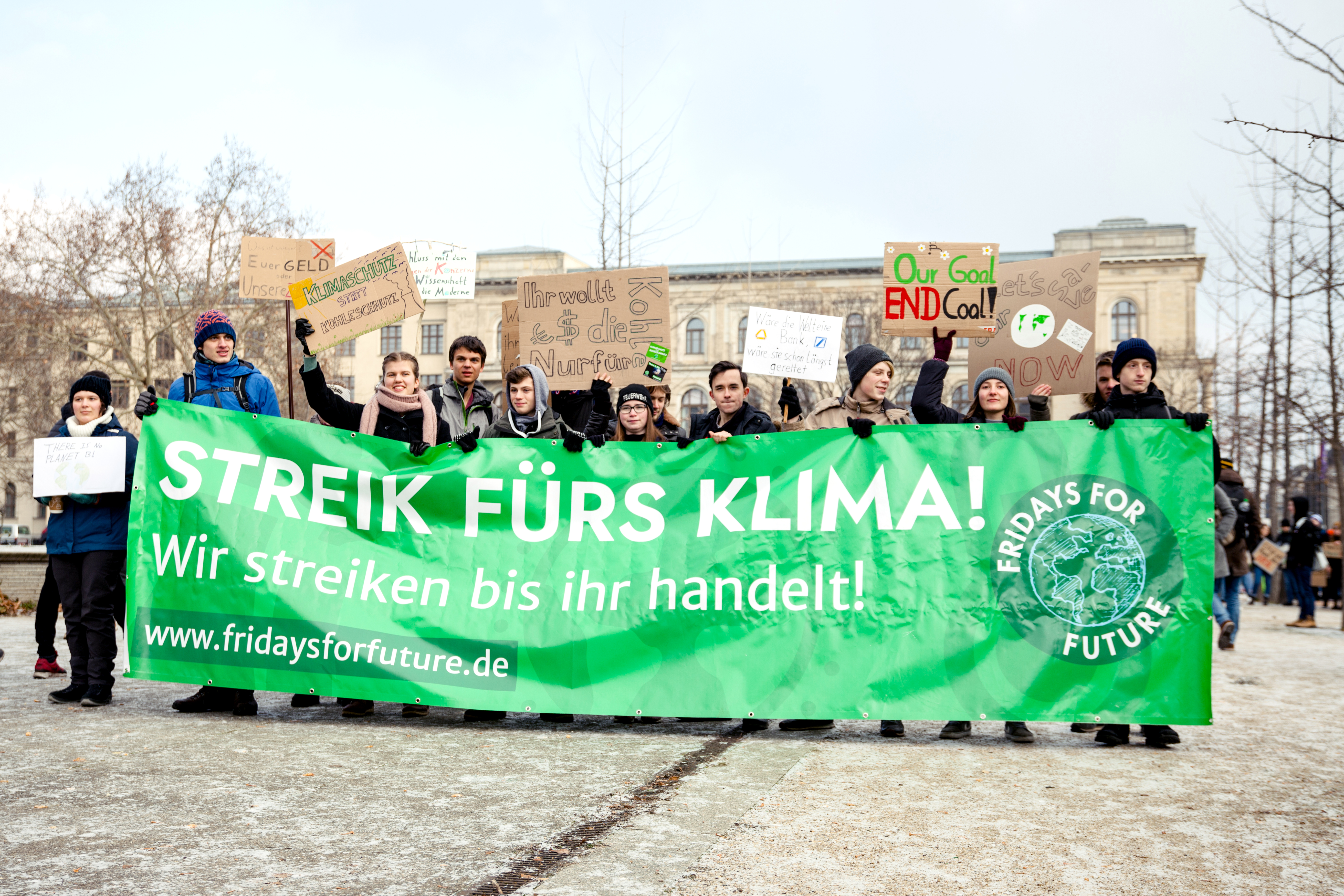
Demonstration „Fridays for Future“ in Berlin im Januar 2019

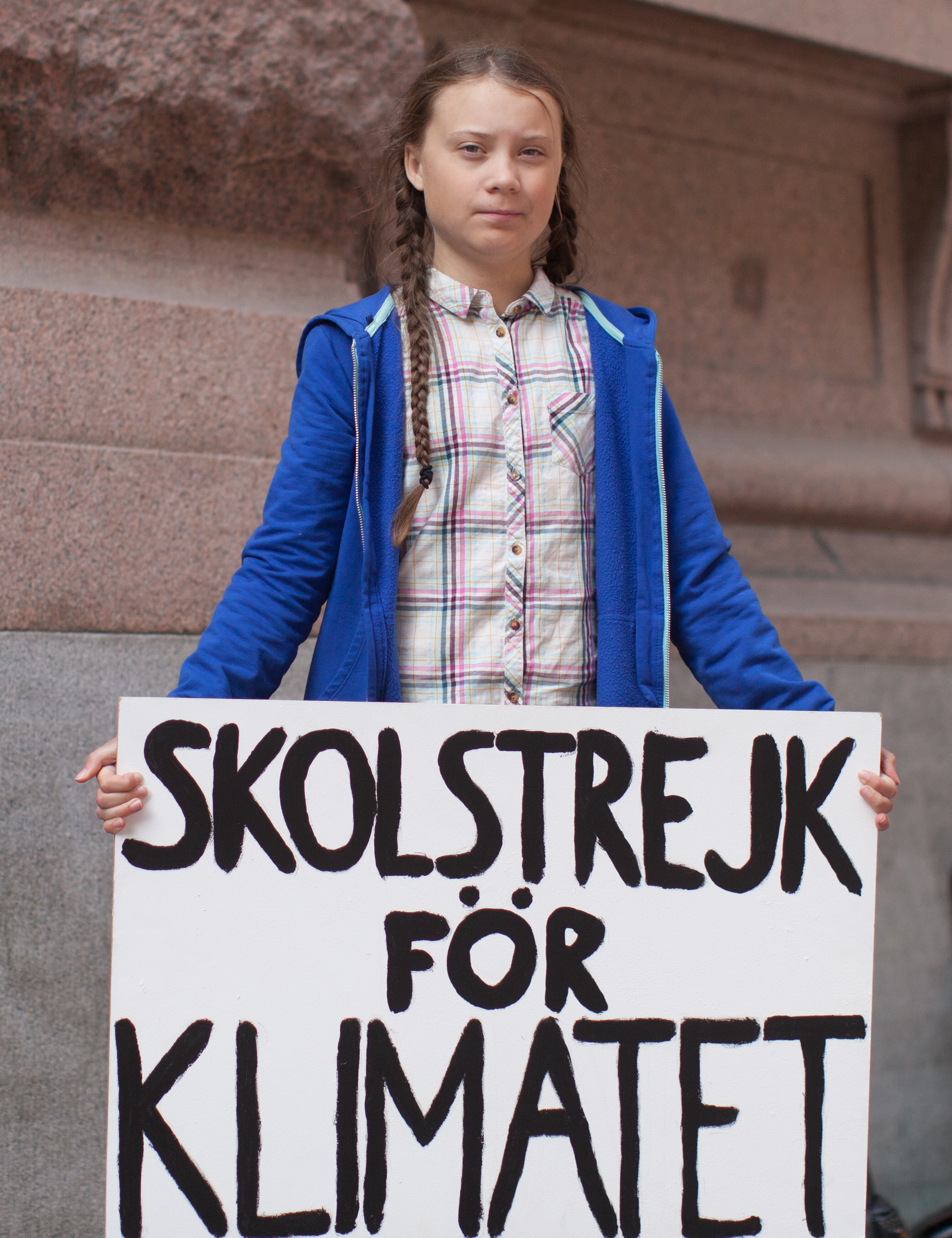
Greta Thunberg vor dem schwedischen Parlament, 2018

Fridays for Future (deutsch „Freitage für [die] Zukunft“; kurz FFF, auch FridaysForFuture bzw. Schulstreik für das Klima bzw. Klimastreik, im Original schwedisch „Skolstrejk för Klimatet“) ist eine globale soziale Bewegung ausgehend von Schülern und Studierenden, die sich für möglichst umfassende, schnelle und effiziente Klimaschutz-Maßnahmen einsetzen. Zentrales Ziel ist das auf der UN-Klimakonferenz in Paris 2015 (COP 21) im Weltklimaabkommen beschlossene 1,5-Grad-Ziel der Vereinten Nationen noch einzuhalten. Fridays for Future ist Teil der weltweiten Klimabewegung. Nach dem Vorbild der Initiatorin Greta Thunberg bestreiken Schüler freitags den Unterricht und gehen auf die Straße, um für eine wirksame Klimapolitik zu demonstrieren. Der Protest verbreitete sich weltweit und wird von den Schülern und Studierenden organisiert. In Wissenschaft und Zivilgesellschaft bildeten sich zahlreiche Unterstützergruppen.
Fridays for Future ist in Deutschland als nicht rechtsfähige Personenvereinigung organisiert und versteht sich als basisdemokratische Graswurzelbewegung (Oktober 2019). Einen durch die Basis legitimierten Vorstand oder Sprecher gibt es nicht. Infolge der Berichterstattung wurden einzelne Personen bekannter gemacht. Diese personenzentrierte Berichterstattung ist in der Bewegung umstritten.

## Ziele

### Generelle Ziele

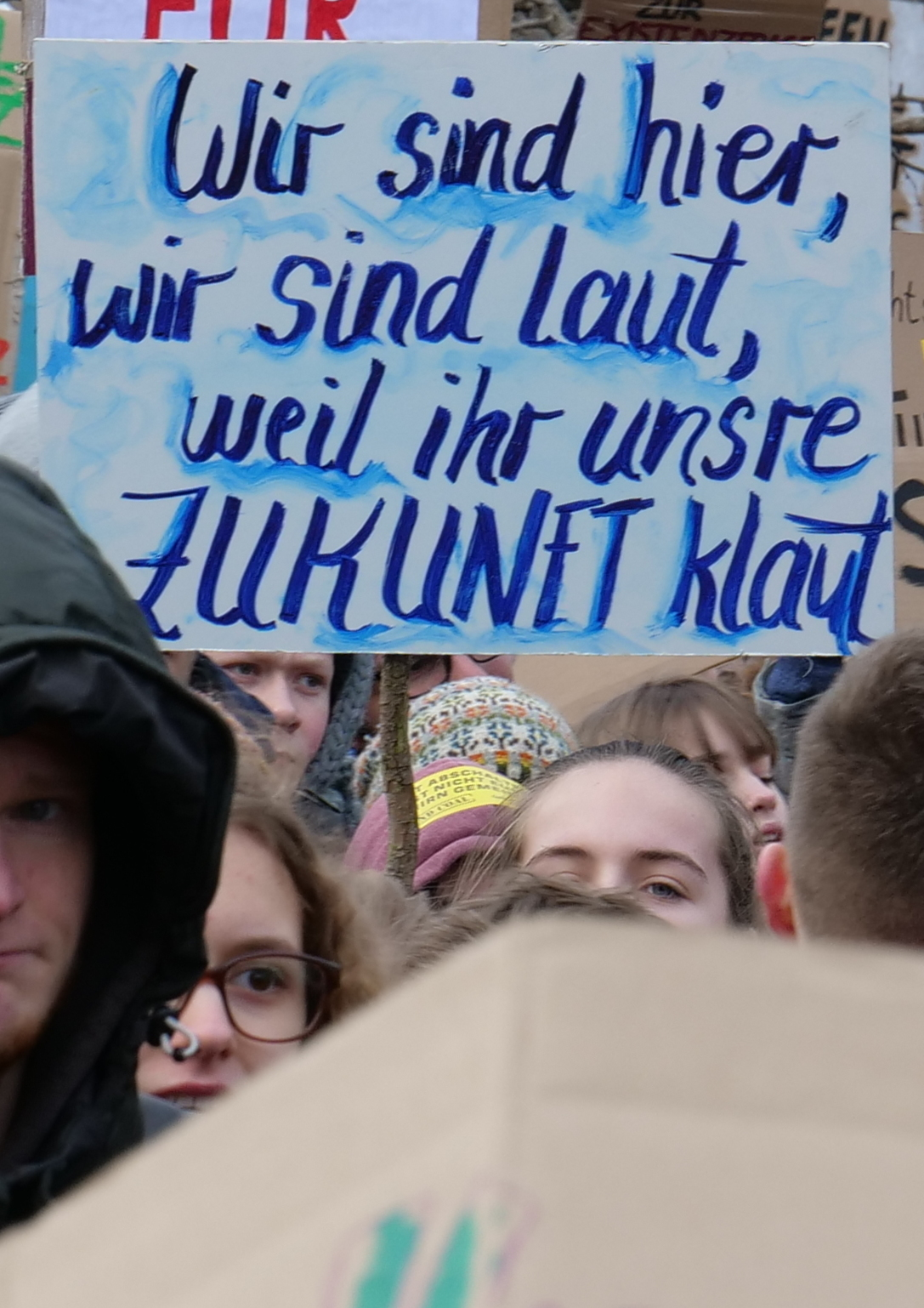
Deutscher Slogan: „Wir sind hier, wir sind laut, weil ihr unsere Zukunft klaut“

Ziel der Klimastreiks ist es, auf klimapolitische Missstände aufmerksam zu machen und Maßnahmen für Klimagerechtigkeit einzuleiten. Insbesondere soll die Einhaltung des Übereinkommens von Paris sichergestellt werden.
Die Schulstreiks wenden sich gegen das Versagen der politisch Verantwortlichen gegenüber dem durch Treibhausgasemissionen verursachten menschengemachten Klimawandel. FFF argumentieren, der Klimawandel stelle mit seinen Folgen eine „schon lange bestehende reale Bedrohung für die Erde und die Menschheit“ dar und bedrohe die Zukunft der Demonstranten und nachfolgender Generationen. Sie fordern, dass sich Klimapolitik nicht nur auf Konzerne beziehen soll, die durch Kohleabbau CO2-Emissionen fördern, sondern insbesondere auf die Menschen, die unter den Folgen leiden und keine klare, sichere Zukunft vor sich haben. Klimapolitik wird somit als soziale Politik gesehen. Der Streik ist laut FFF nicht gegen Schulen und Universitäten gerichtet, sondern soll zum Handeln ermahnen. Man brauche nicht für eine Zukunft zu lernen, die nicht lebenswert ist. Den existenziellen Herausforderungen wird seitens FFF mehr Wert beigemessen als dem freitäglichen Schulbesuch. Der Klimawandel warte nicht auf Studien- oder Schulabschluss. Die Kernforderung ist: „Handelt endlich – damit wir eine Zukunft haben!“
Zu den wichtigsten Teilzielen der Proteste gehören:
- Beendigung des Abbaus fossiler Brennstoffe im Rahmen einer ökologischen Energiewende;
- Abschaffung der Subventionen für fossile Energieerzeugung;
- Steigerung der Investitionen in erneuerbare Energien;
- Ausbau des öffentlichen Personennahverkehrs im Rahmen einer Verkehrswende.

Des Weiteren soll das aktive Wahlrecht bereits mit 16 Jahren erworben werden, um die Partizipationsmöglichkeiten junger Menschen zu erweitern.

### Ziele für Deutschland
Am 8. April 2019 veröffentlichte Fridays for Future Deutschland (FFFD) im Rahmen einer Pressekonferenz einen Forderungskatalog mit kurz- und langfristigen Zielen. Diese Forderungen wurden laut FFFD zusammen mit Wissenschaftlern entwickelt (explizit wurden die HTW Berlin und das Fraunhofer-Institut für Energiewirtschaft und Energiesystemtechnik erwähnt) und sind:
Die Senkung der Treibhausgasemissionen in Deutschland bis 2035 auf netto null, die Umsetzung des Kohleausstiegs bis 2030 und 100 % erneuerbare Energien in der Energieversorgung bis 2035.
Zudem sollten bis Ende 2019 folgende Ziele umgesetzt werden: die Abschaffung der Subventionen für fossile Energien, die Abschaltung eines Viertels aller Kohlekraftwerke und die Einführung einer Kohlenstoffsteuer auf alle Treibhausgasemissionen in Höhe der erwarteten Folgekosten der Erderwärmung, um die Lasten zukünftiger Generationen zu kompensieren. Laut Umweltbundesamt wäre dies ein CO2-Preis von ca. 180 Euro pro Tonne.
Im Juli 2023 veröffentlichte FFFD ein Klimaschutz-Sofortprogramm für den Verkehrssektor, nachdem im Jahr 2022 im deutschen Verkehrs- und Gebäudesektor mehr Emissionen ausgestoßen wurden, als es das Bundes-Klimaschutzgesetz erlaubt.

Frontbanner einiger Demonstrationen
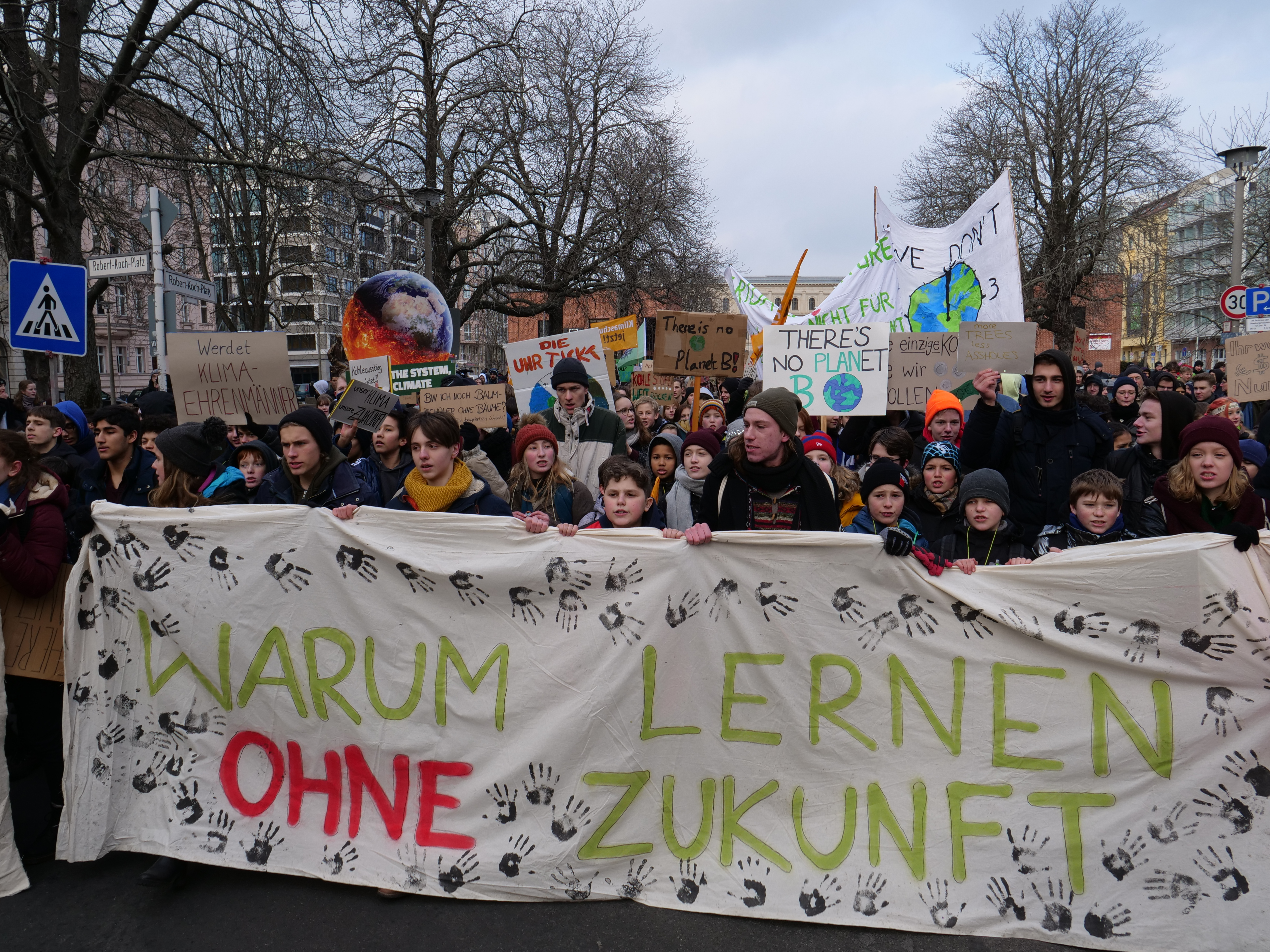
„Warum lernen ohne Zukunft“ – Berlin, 25. Januar 2019
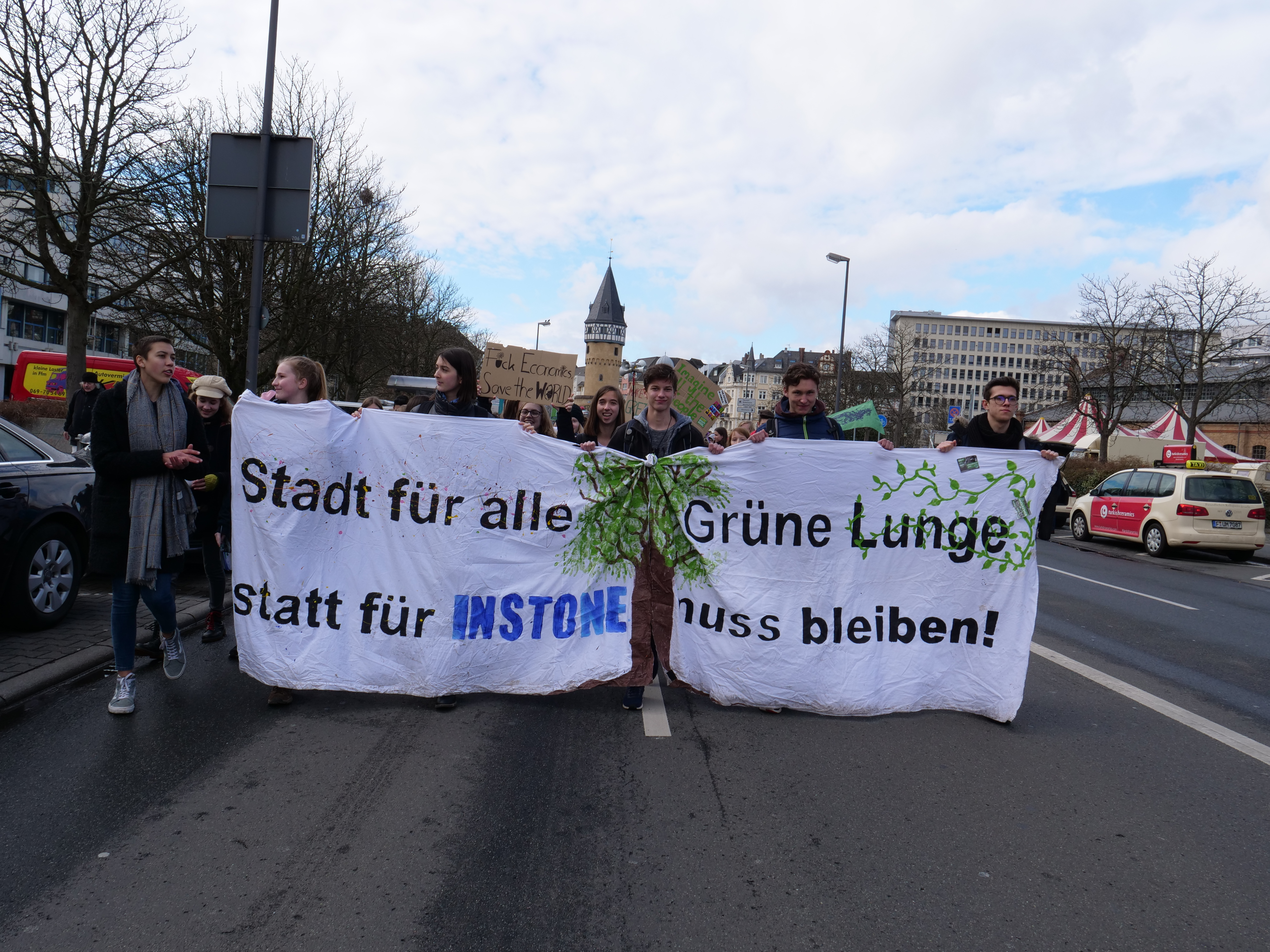
„Stadt für alle statt für Instone. Grüne Lunge muss bleiben!“ – Frankfurt am Main, 8. März 2019
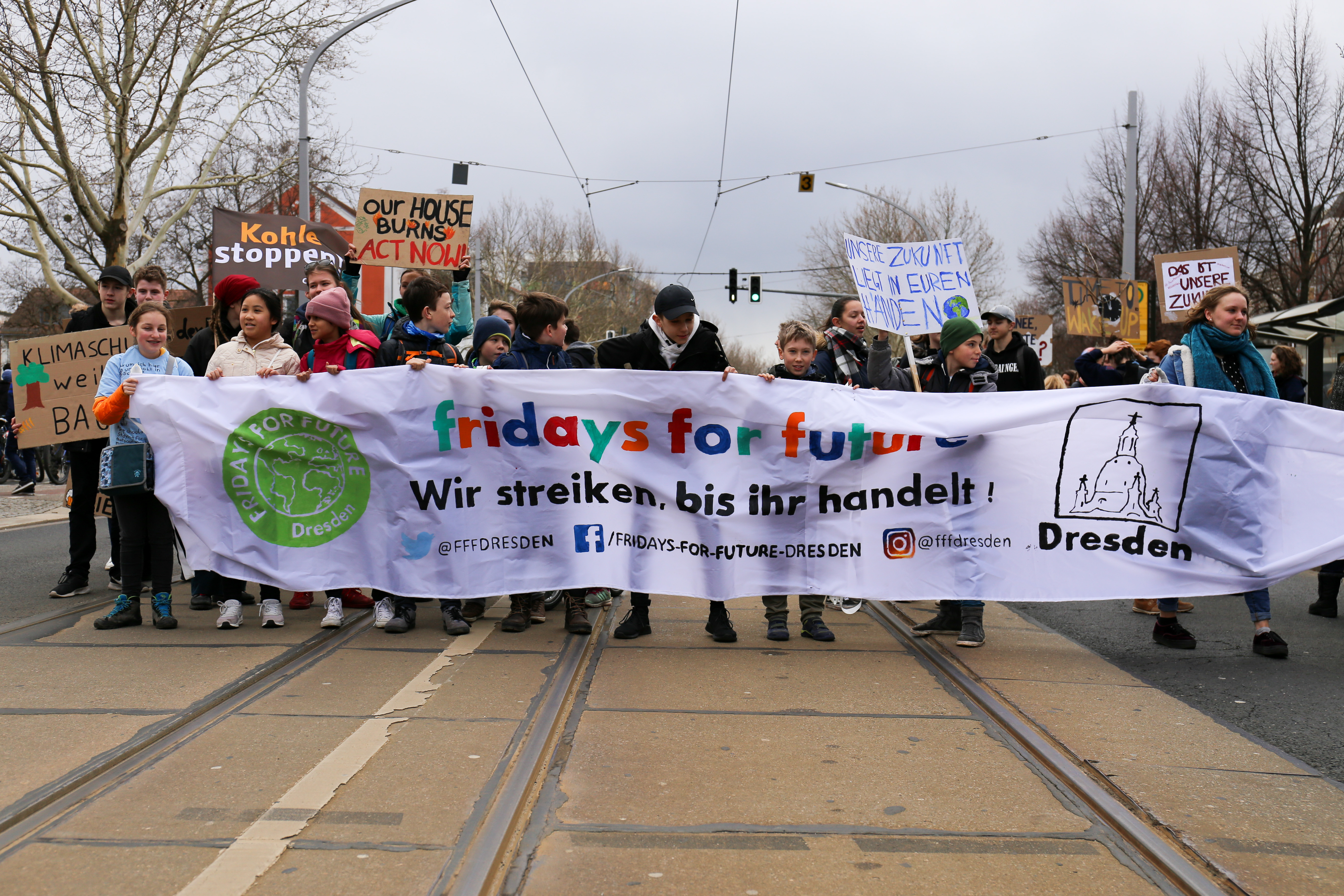
„Wir streiken, bis ihr handelt!“ – Dresden, 15. März 2019
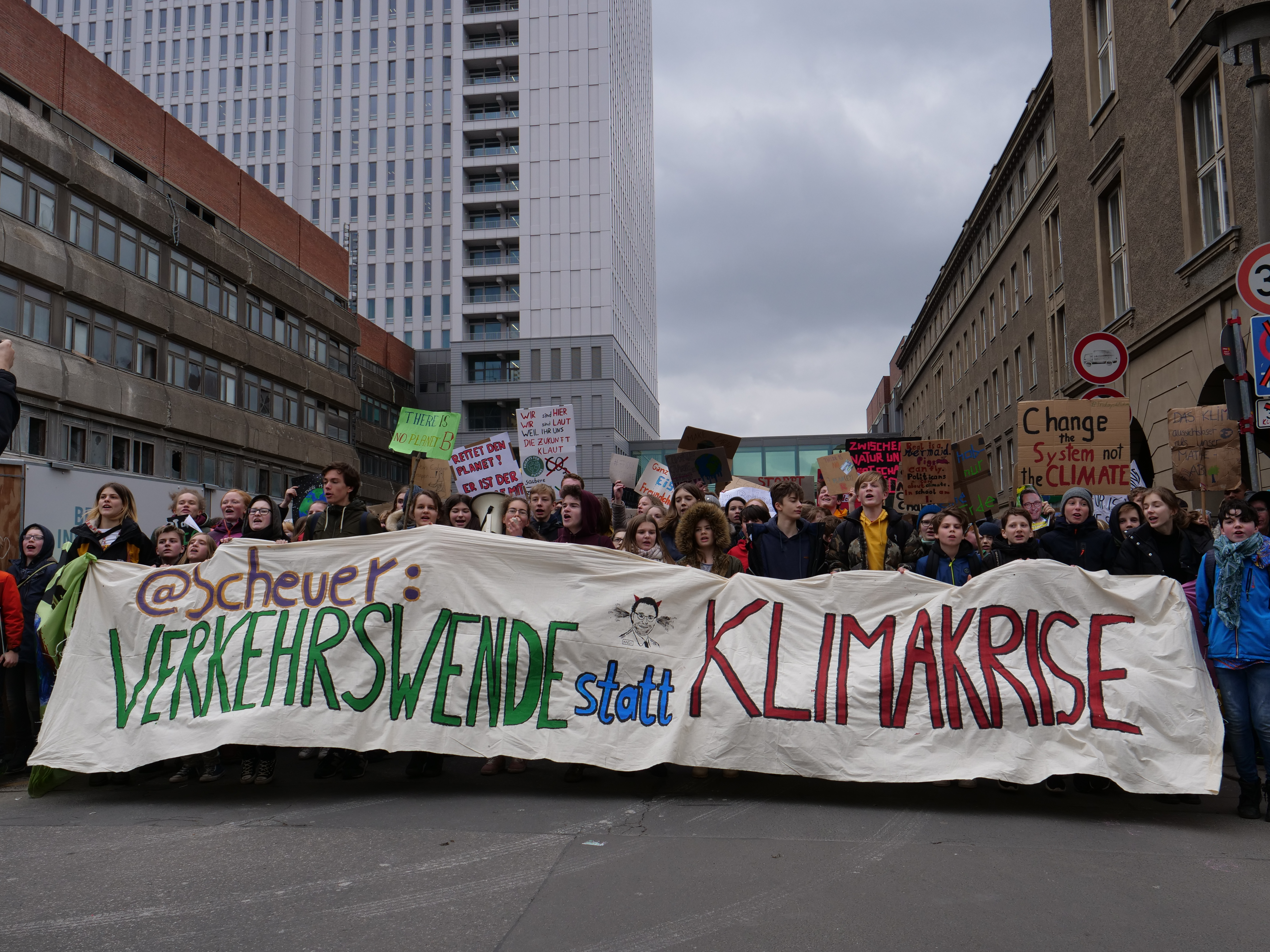
„@Scheuer: Verkehrswende statt Klimakrise“ – Berlin, 15. März 2019
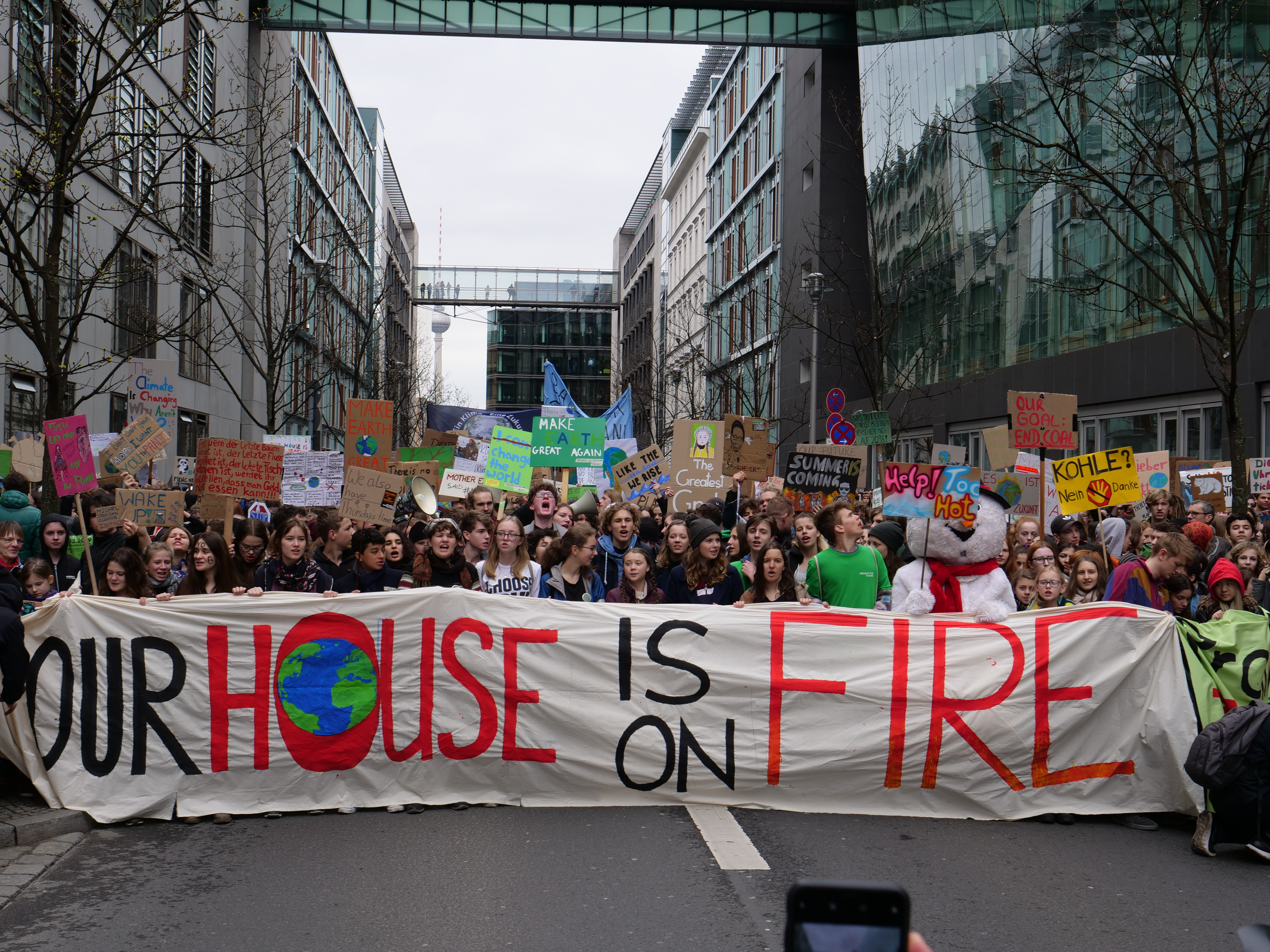
„Our house is on fire“ (deutsch: „Unser Haus steht in Flammen“) – Berlin, 29. März 2019
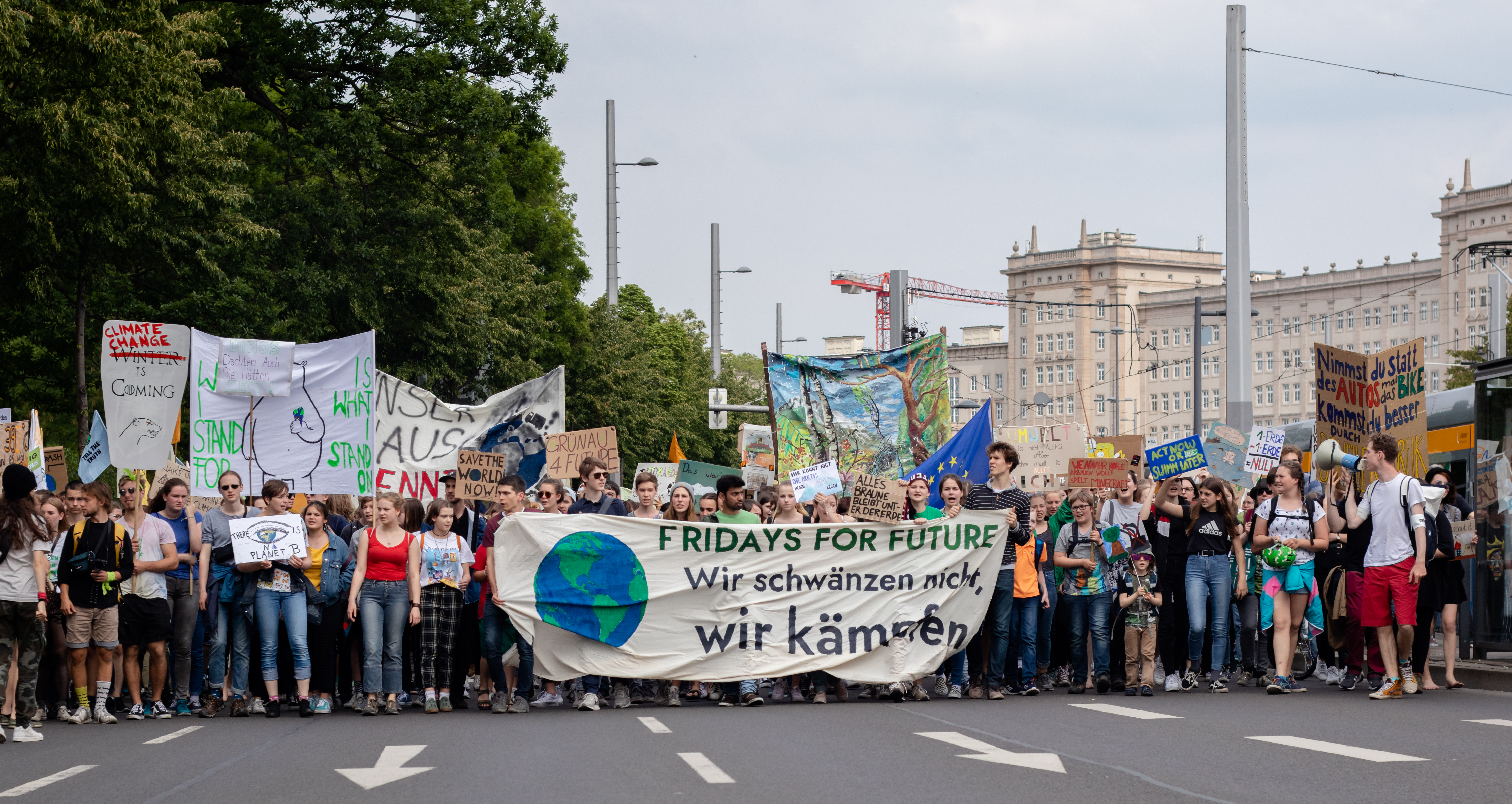
„Fridays for Future – Wir schwänzen nicht, wir kämpfen!“ – Leipzig, 24. Mai 2019
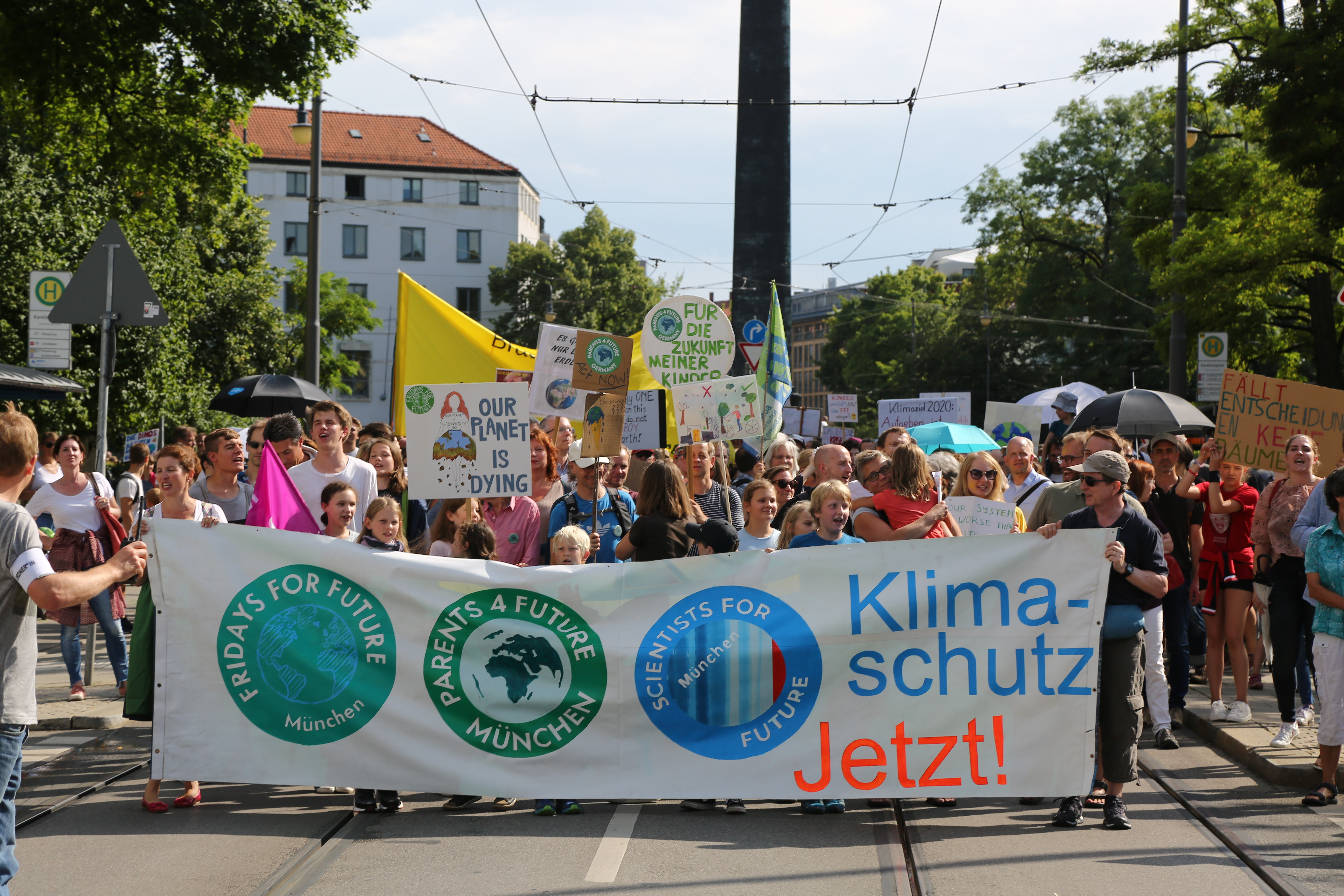
Munich for Future. Gemeinsame Demonstration von Fridays for Future, Parents for Future und Scientists for Future am Sonntag, 21. Juli 2019
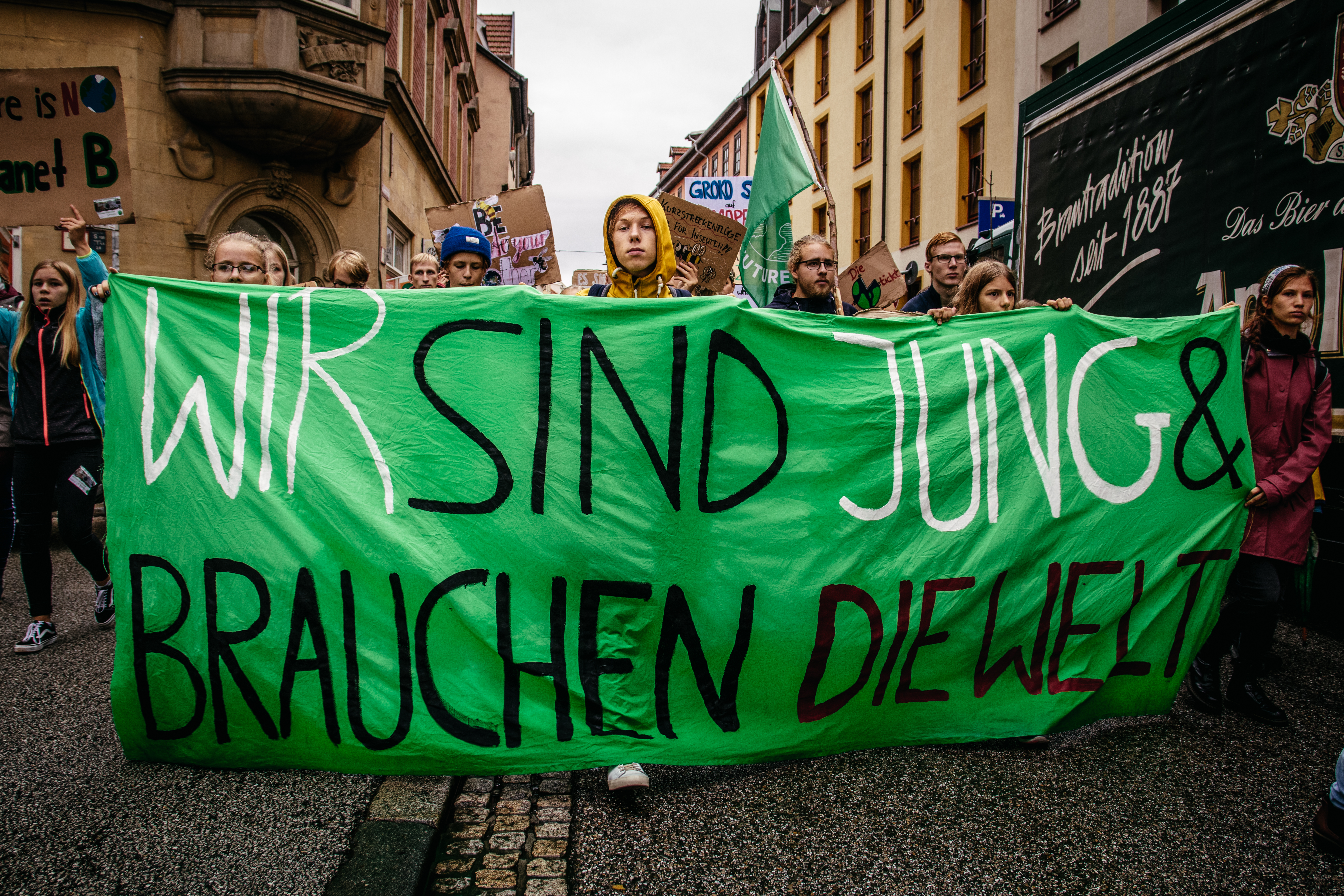
„Wir sind jung & brauchen die Welt“ – Erfurt, 27. September 2019

### Ziele für Österreich

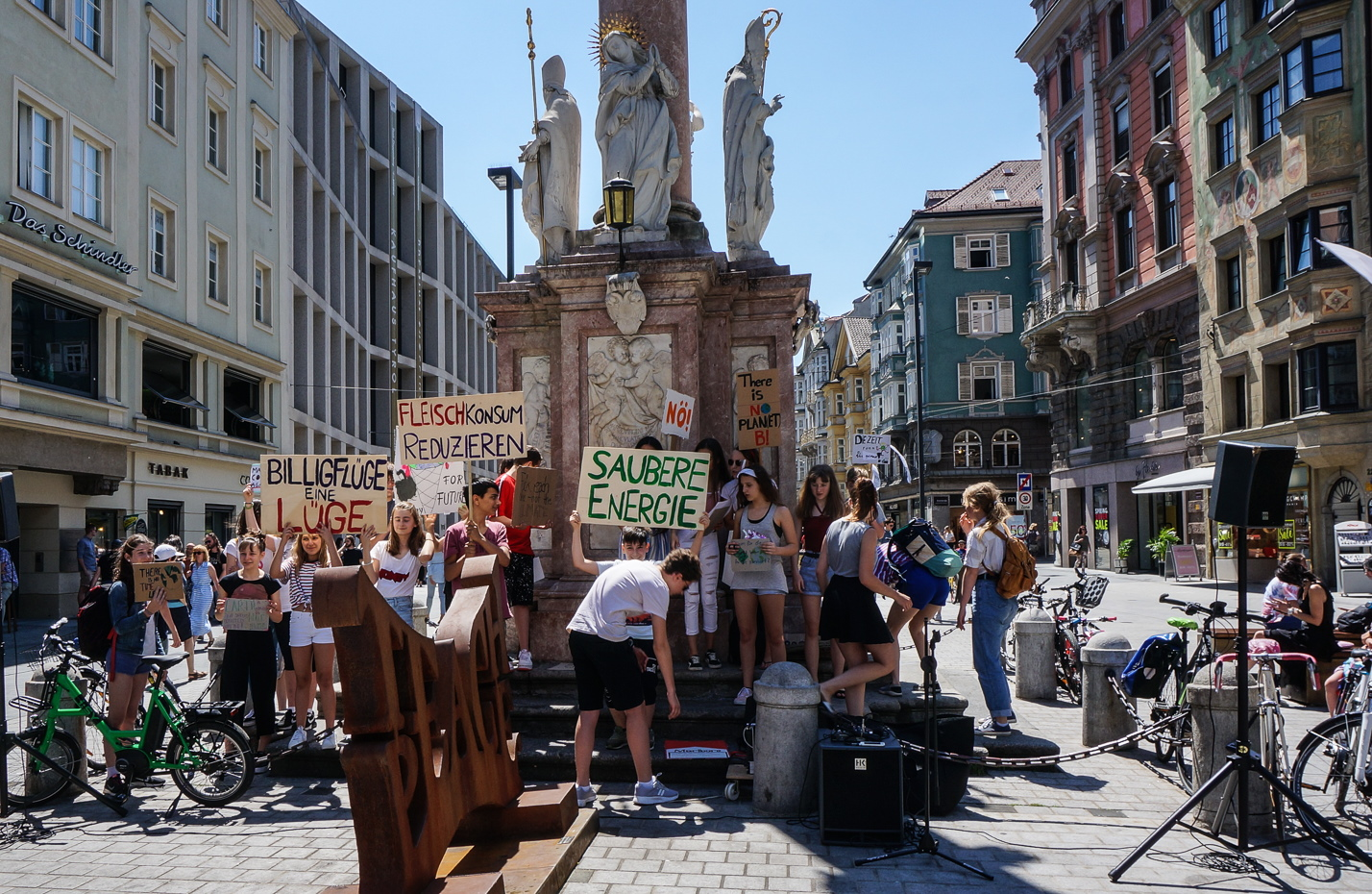
Innsbruck, 7. Juni 2019

Die FFF-Organisatoren in Österreich nennen als Ziel „radikale Umweltschutzpolitik in Übereinstimmung mit dem 1,5-Grad-Ziel und globale Klimagerechtigkeit“. Dazu wurden 2019 sechs Forderungen ausgearbeitet:
- Maßnahmen des Klima- und ökologischen Notstands umsetzen
- Klimaschutz in die Verfassung und Ausstieg aus Öl, Kohle und Gas bis 2030
- Senkung der Treibhausgasemissionen bis 2025 auf 50 % gegenüber 2005 und bis 2030 auf netto-null
- Ökosoziale Steuerreform
- Artenvielfalt fördern und bei neu erlassenen Maßnahmen berücksichtigen
- Stopp fossiler Großprojekte (z. B. Neu- und Ausbau von Flughäfen und Autobahnen)[8]

### Ziele für die Schweiz
Die Schweizer Bewegung Klimastreik sieht ihre Wurzeln in den Aktionen Greta Thunbergs im Spätsommer 2018. Die Bewegung fordert, dass die Schweiz den nationalen Klimanotstand ausruft und bis 2030 im Inland netto null Treibhausgasemissionen ohne Einplanung von Kompensationstechnologien erreicht. Eine weitere Forderung ist Klimagerechtigkeit.
Falls diesen Forderungen im aktuellen System nicht nachgekommen werden könne, brauche es einen Systemwandel.

Demonstrationen in verschiedenen Städten der Schweiz
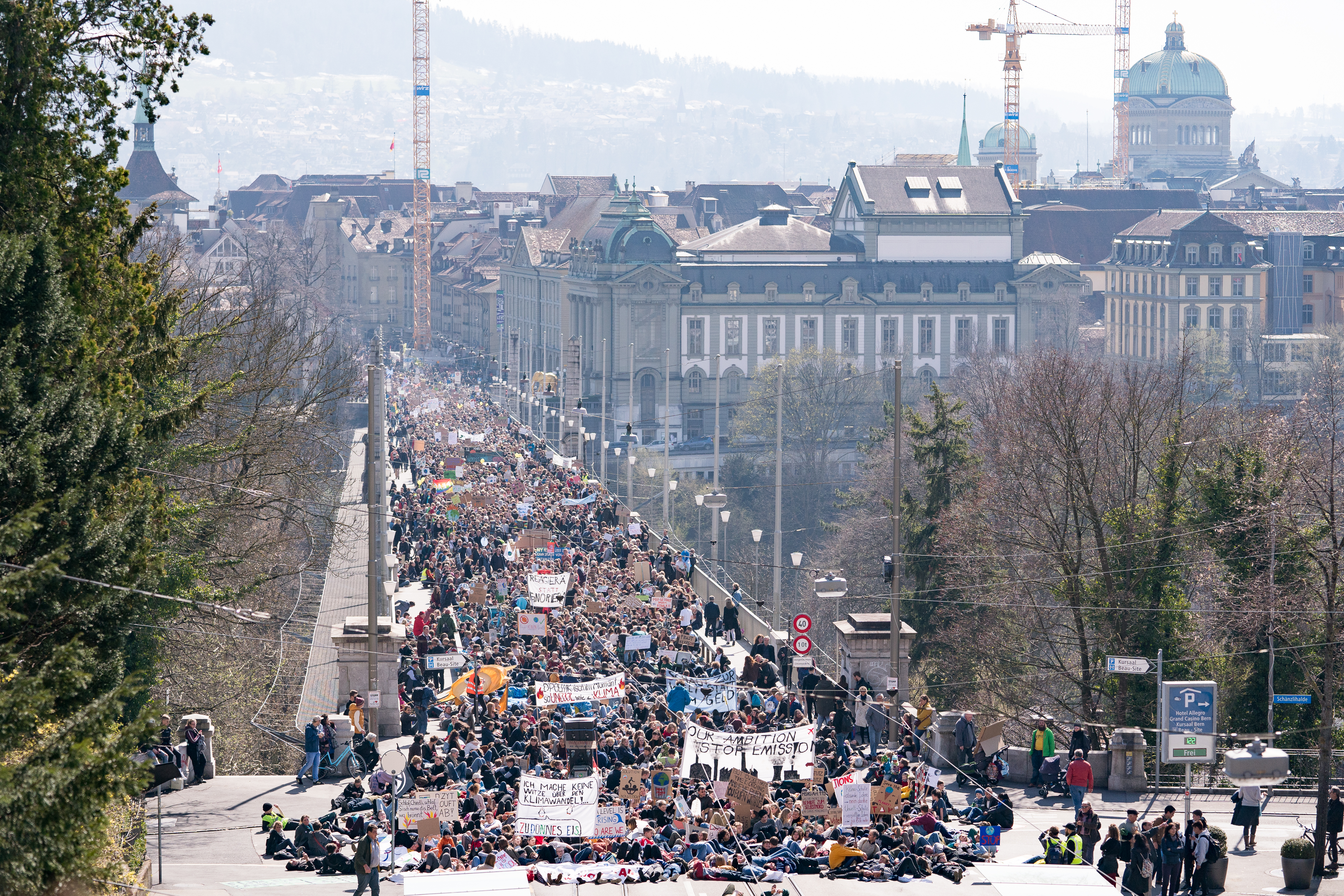
Bern, 15. März 2019
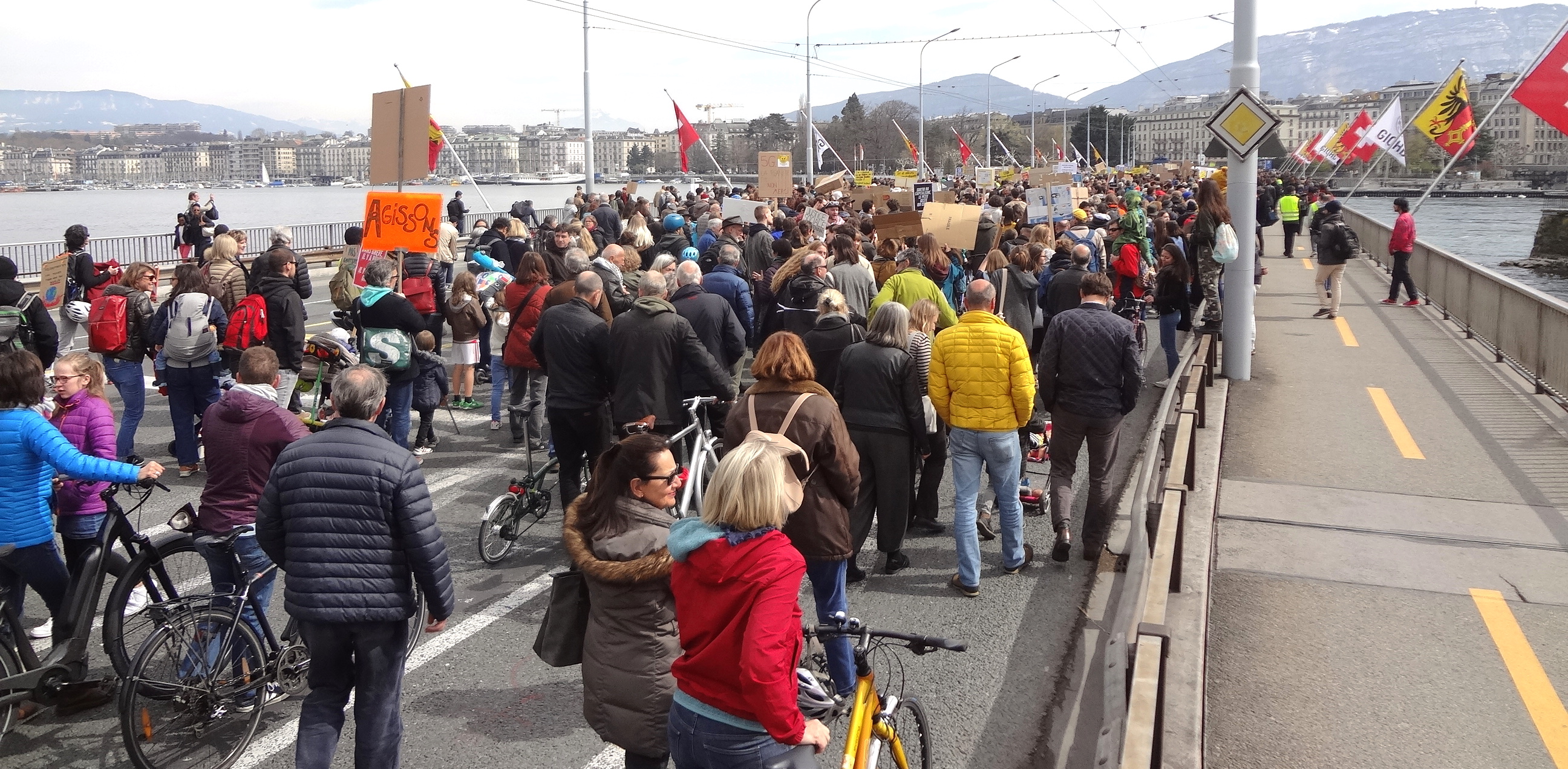
Genf, 6. April 2019
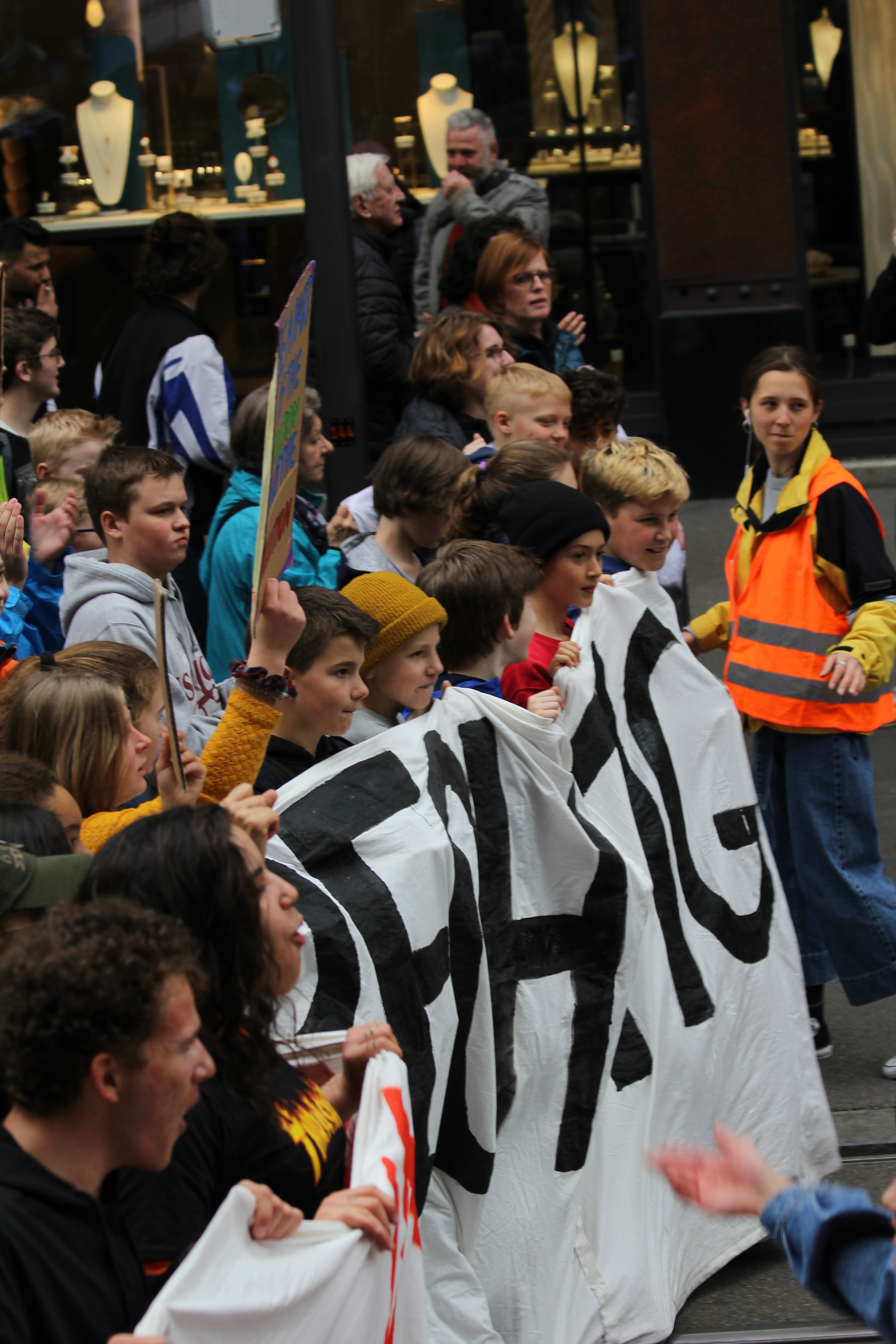
Zürich, 6. April 2019
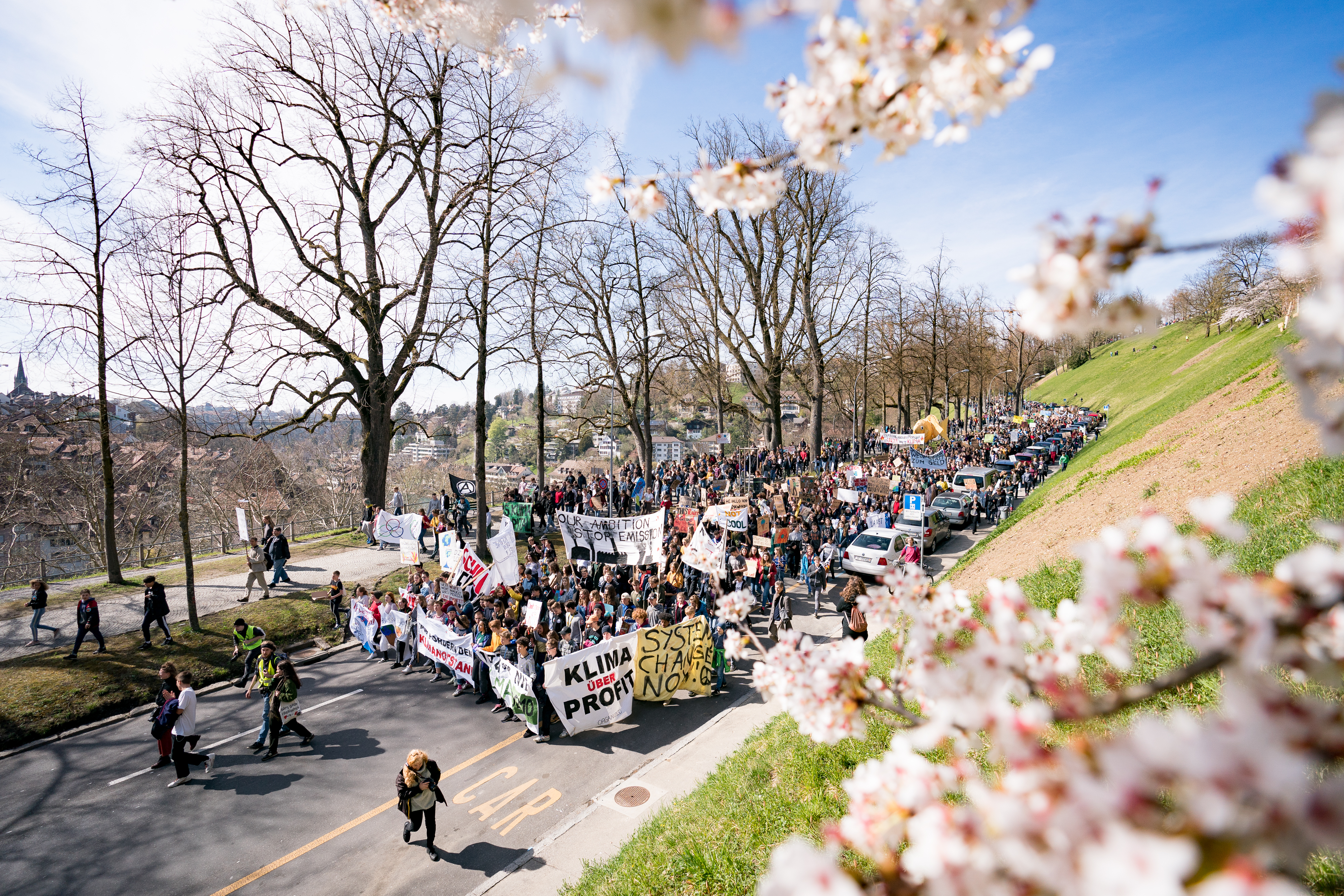
Bern, 6. April 2019
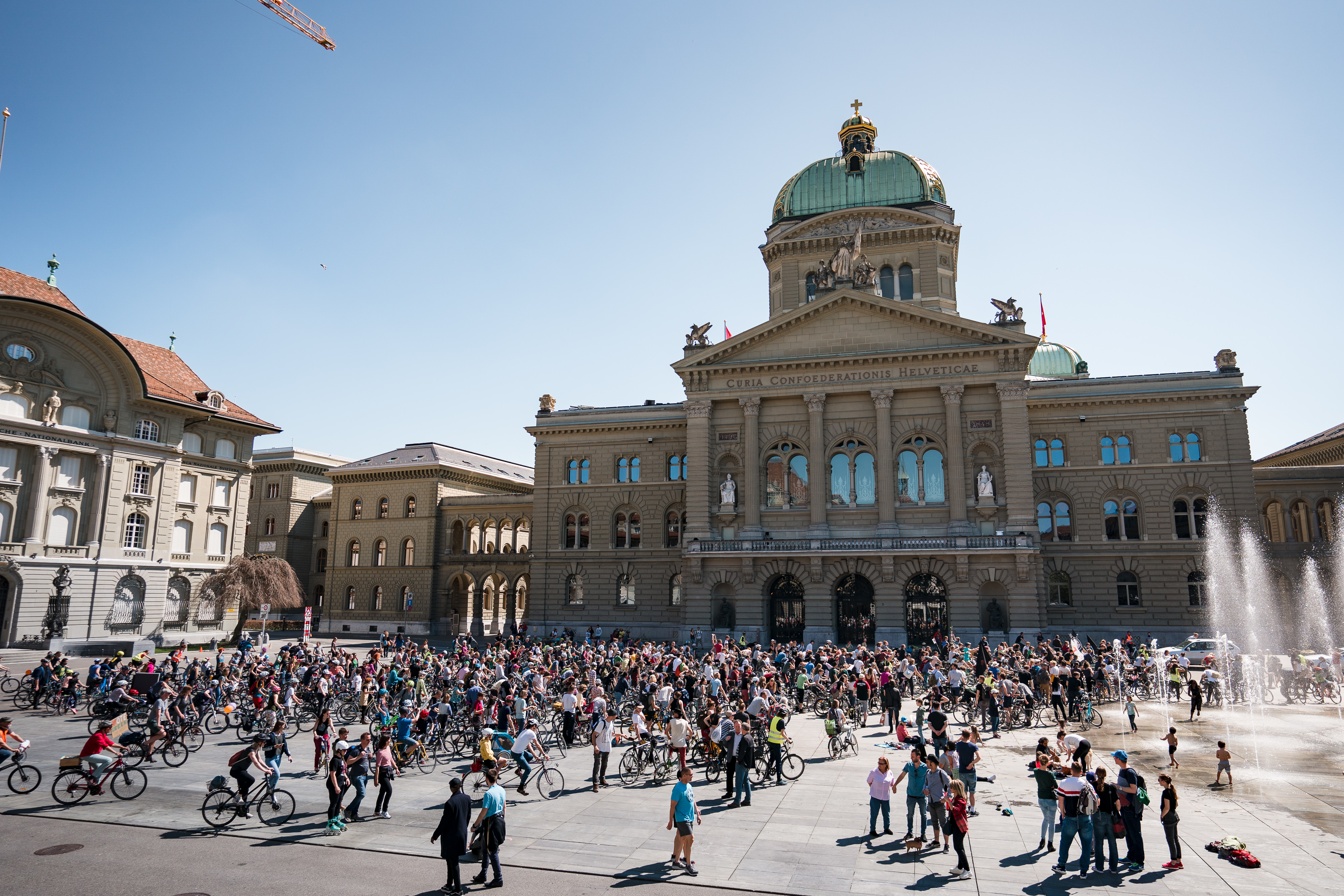
Bern, 20. April 2019
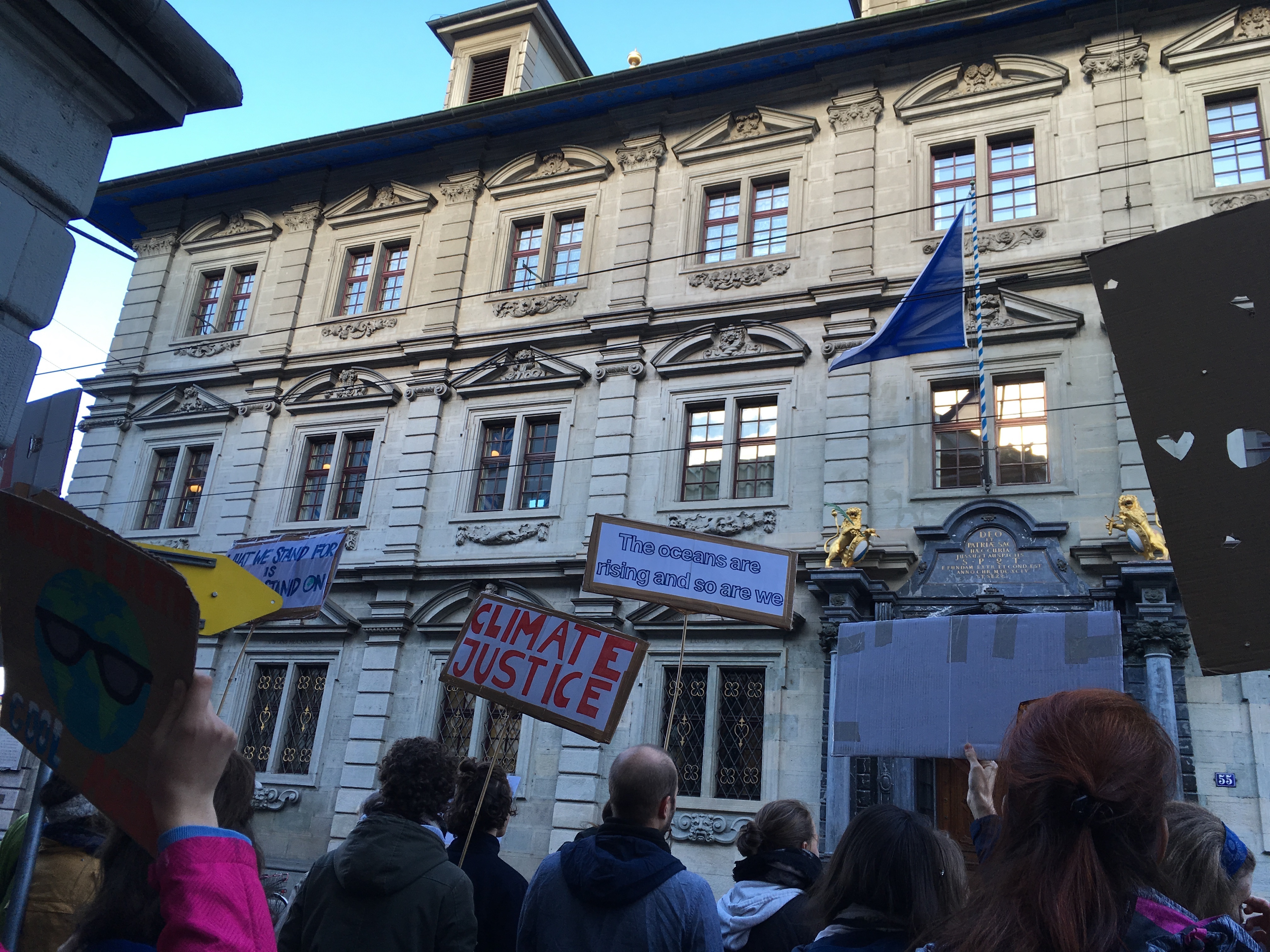
Zürich, 13. Mai 2019
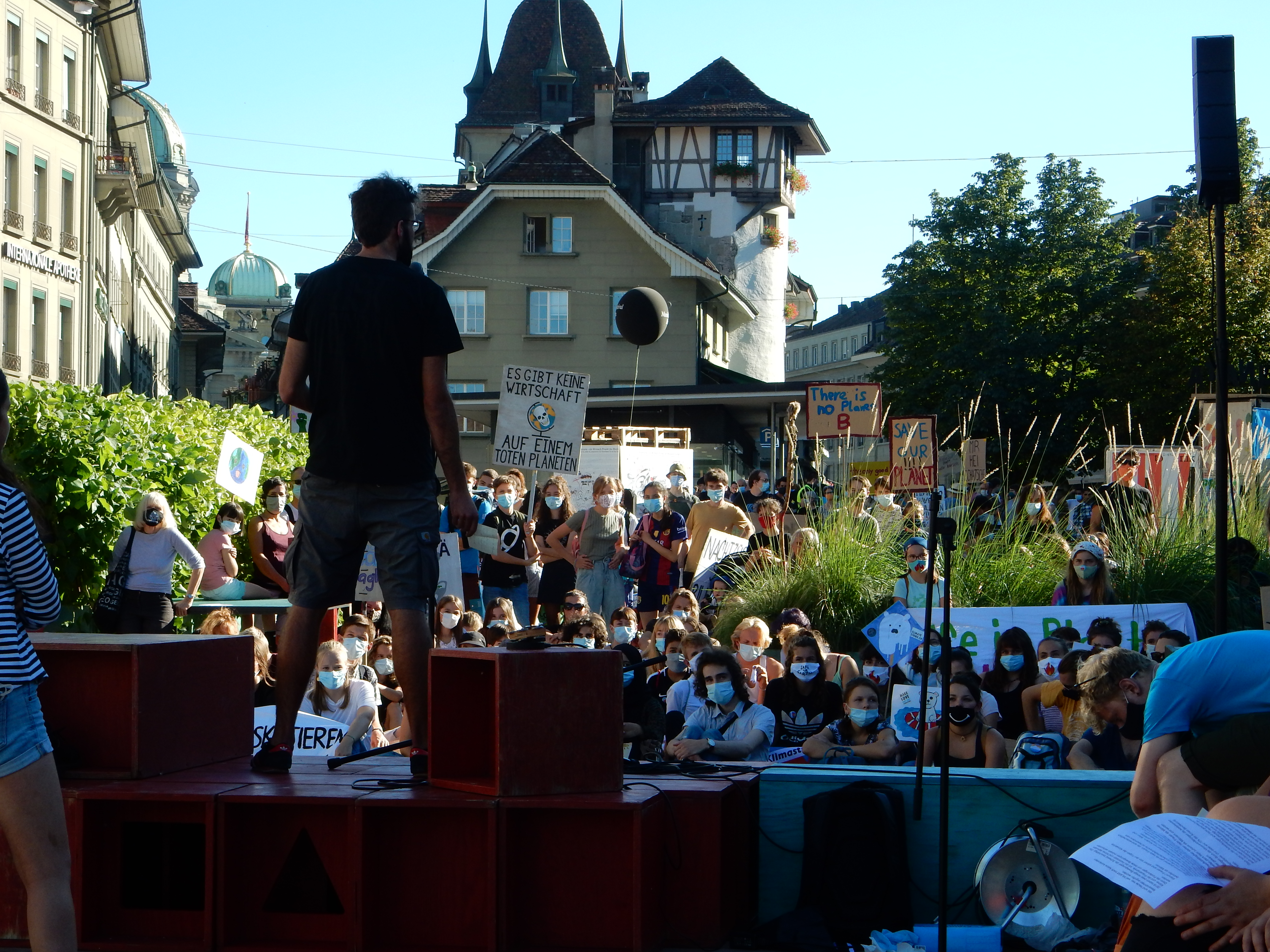
Bern, 3. September 2020 mit Covid-Schutzmasken
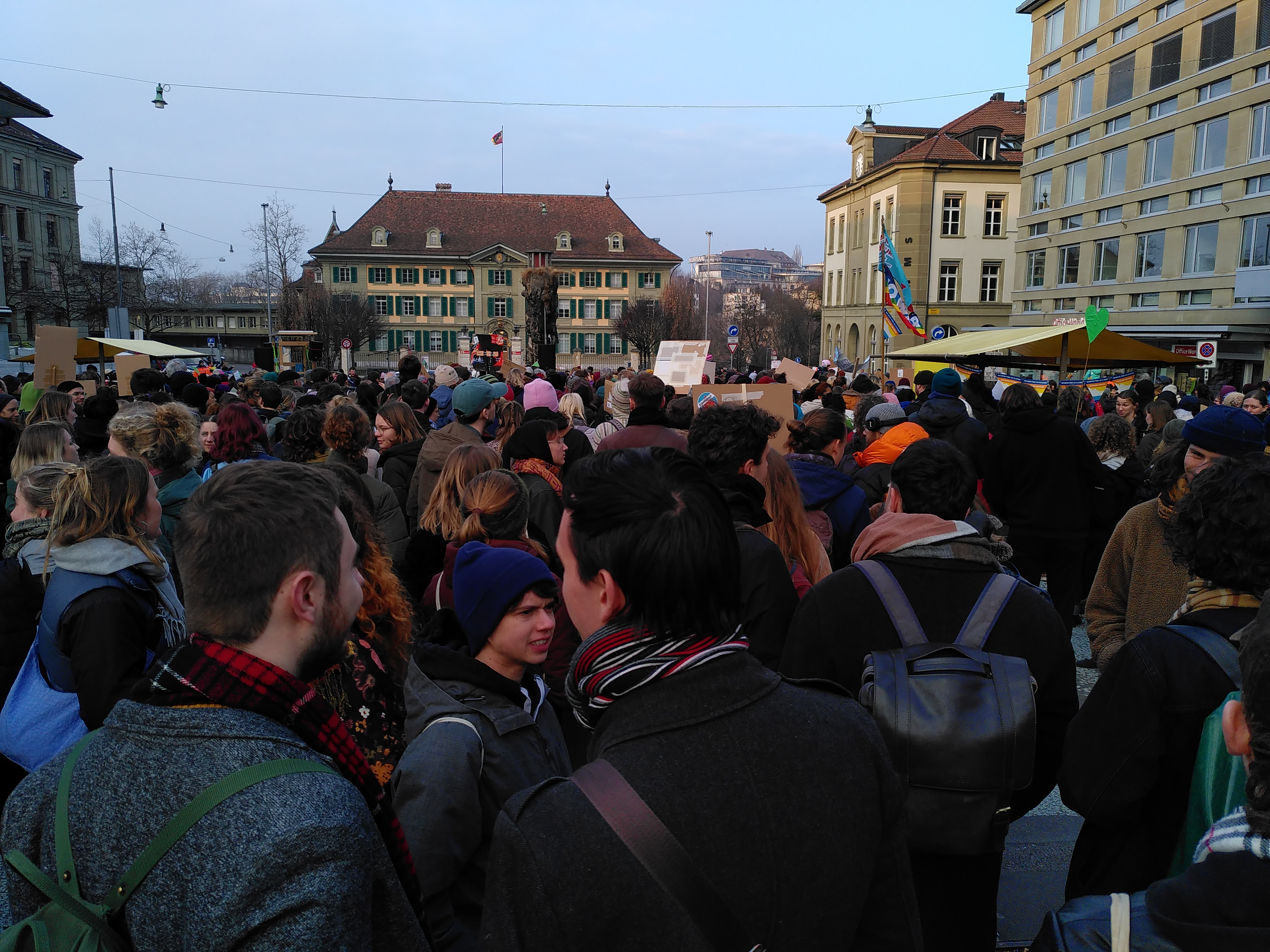
Bern, 3. März 2023

## Aktionsformen

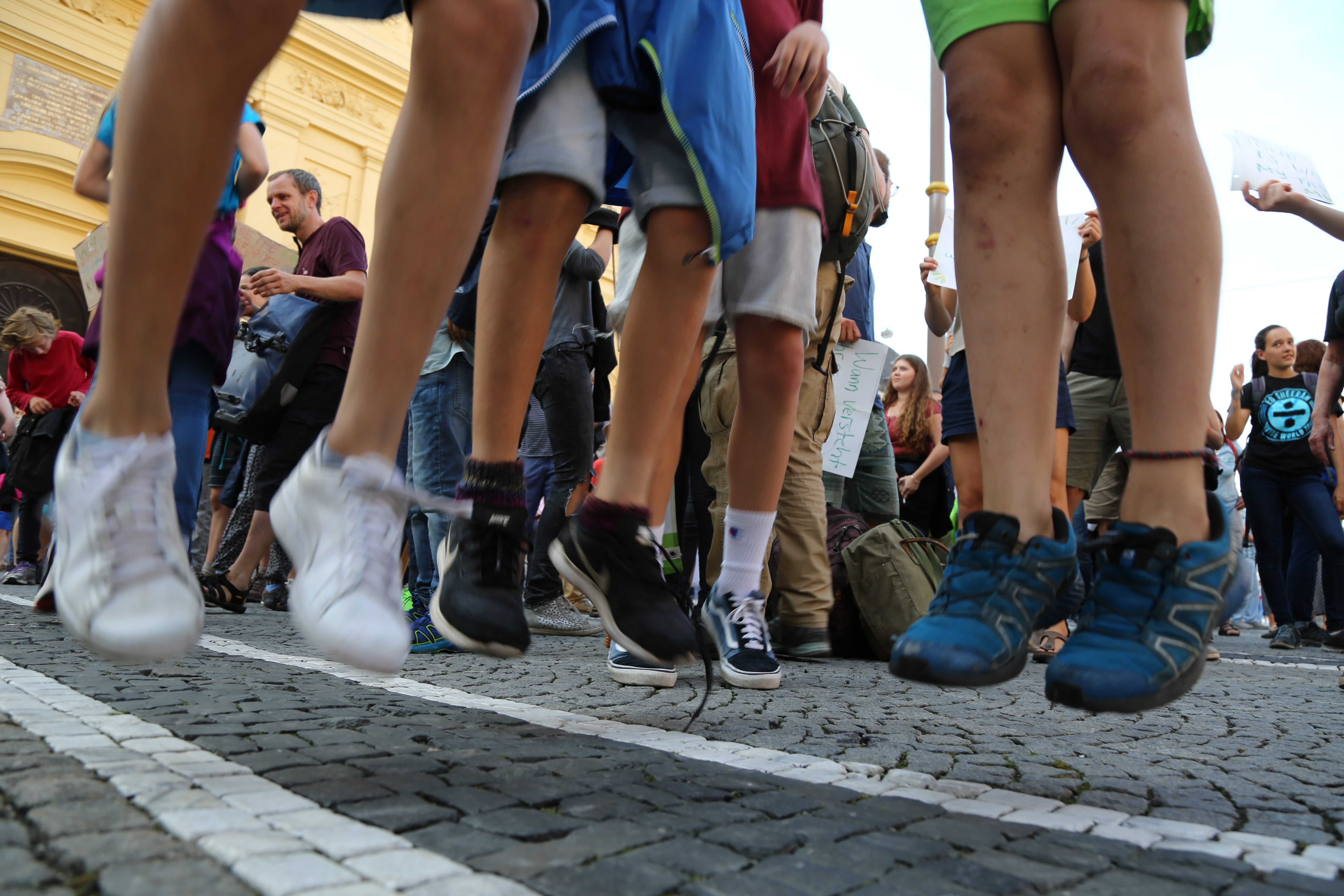
„Wer nicht hüpft, der ist für Kohle“. München, Juli 2019

Im Kern der Fridays-for-Future-Bewegung stehen dezentral organisierte Demonstrationen, die freitags – z. T. während der Schulzeit – stattfinden oder beginnen, aber auch in den Ferien weitergeführt werden. Die Kundgebungen und Umzüge werden von Plakaten und Transparenten begleitet. Typische Slogans sind „Wer nicht hüpft, der ist für Kohle“ und der Call-and-Response-Wechselgesang „What do we want? – Climate Justice! – When do we want it? – Now!“ Weitere, überregional eingesetzte, Rufe sind „Hoch mit dem Klimaschutz! Runter mit der Kohle!“ – wobei die Plakate und Transparente gehoben und gesenkt werden – und „1, 2, 3, 4 für das Klima laufen wir / 5, 6, 7, 8 wir brauchen keine Kohlekraft / 9 und 10 der Klimastreik muss weiter geh’n“. Da diese Demonstrationen z. T. während der Schulzeit stattfinden, fallen sie in die Kategorie der non-normativen, gewaltfreien Proteste.
Für den 21. Juni 2019 hatte FFF alle Aktiven nach Aachen eingeladen zu einer internationalen Demonstration gegen den weiteren Braunkohleabbau im Rheinischen Revier und die dortige Braunkohle-Verstromung. In der ersten Augustwoche 2019 trafen sich – während der (NRW-)Schulferien bzw. der vorlesungsfreien Zeit – rund 1400 Teilnehmende in Dortmund zum ersten von den Jugendlichen für Jugendliche organisierten Kongress.
Vom 5. bis 9. August 2019 versammelten sich 450 Delegierte aus 38 europäischen FFF-Bewegungen zum internationalen Gipfeltreffen „SMILE for Future“ („Summer Meeting in Lausanne Europe“) in Lausanne und koordinierten die weiteren Organisationen. Neben Gesprächen mit Gästen ging es vor allem um die Strategie der FFF-Bewegung. Die Teilnehmenden einigten sich auf eine Deklaration, die die Dramatik unterstreicht: „What happens in the next months and years will determine how the future of humankind will look like. Our collective extinction is a scarily realistic outcome.“
Im Jahr 2020 führte FFF Klimacamps als Teil seiner Proteste ein und führte diese Aktionsform im Jahr 2021 weiter.
Während der COVID-19-Pandemie sagte FFF vorübergehend alle Präsenz-Klimastreiks und Straßendemonstrationen ab und verlegte sich auf Online-Aktionen. Am 25. September 2020 und danach ab dem 18. Juni 2021 fanden in Deutschland wieder Präsenz-Klimastreiks statt.

## Geschichte

### Ursprünge
Erstmals am 20. August 2018 verweigerte die damals 15-jährige Klimaschutzaktivistin Greta Thunberg den Unterrichtsbesuch. Sie saß anschließend, zunächst für einen Zeitraum von drei Wochen, täglich während der Unterrichtszeit vor dem schwedischen Reichstagsgebäude in Stockholm und zeigte ein Schild mit der Aufschrift „Skolstrejk för klimatet“ (deutsch Schulstreik fürs Klima). Die taz berichtete bereits am 27. August 2018 über Thunbergs Schulstreik.
Am 8. September kündigte Thunberg an, sie werde nach den Parlamentswahlen am 9. September 2018 ihren Unterrichtsboykott an Freitagen so lange fortsetzen, bis die Klimapolitik Schwedens den Grundsätzen des Pariser Klimaabkommens entspreche. Als Hashtag verwendete sie u. a. #FridaysForFuture. Durch ihren Protest erzeugte sie internationale Aufmerksamkeit, sodass sich in verschiedenen Städten weltweit Gruppen bildeten, die sich der von ihr initiierten Bewegung anschlossen. In Deutschland wurde das erste Mal am 7. Dezember 2018 in Bad Segeberg gestreikt. Der darauf folgende Streik am 14. Dezember in Kiel und weiteren Städten erlangte erstmals große mediale Aufmerksamkeit.
Ausgehend von Schweden fanden Aktionen in Australien, England, Italien, Deutschland, Niederlande, Belgien, Kanada, Frankreich, Schweiz, Österreich, Irland und Schottland statt. Mitte März 2019 erreichte die Bewegung dann globale Ausmaße mit zusätzlich einigen Hundert Demonstranten in Japan, Mexiko, Chile, Philippinen, Vanuatu und Indien. So sollen nach Angaben der Bewegung beispielsweise am ersten weltweit organisierten Klimastreik am 15. März 2019 fast 1,8 Mio. Menschen an den Demonstrationen von FFF teilgenommen haben.
Am 28. November 2019 hat das Europäische Parlament den Klimanotstand ausgerufen.

### Entwicklung in Deutschland

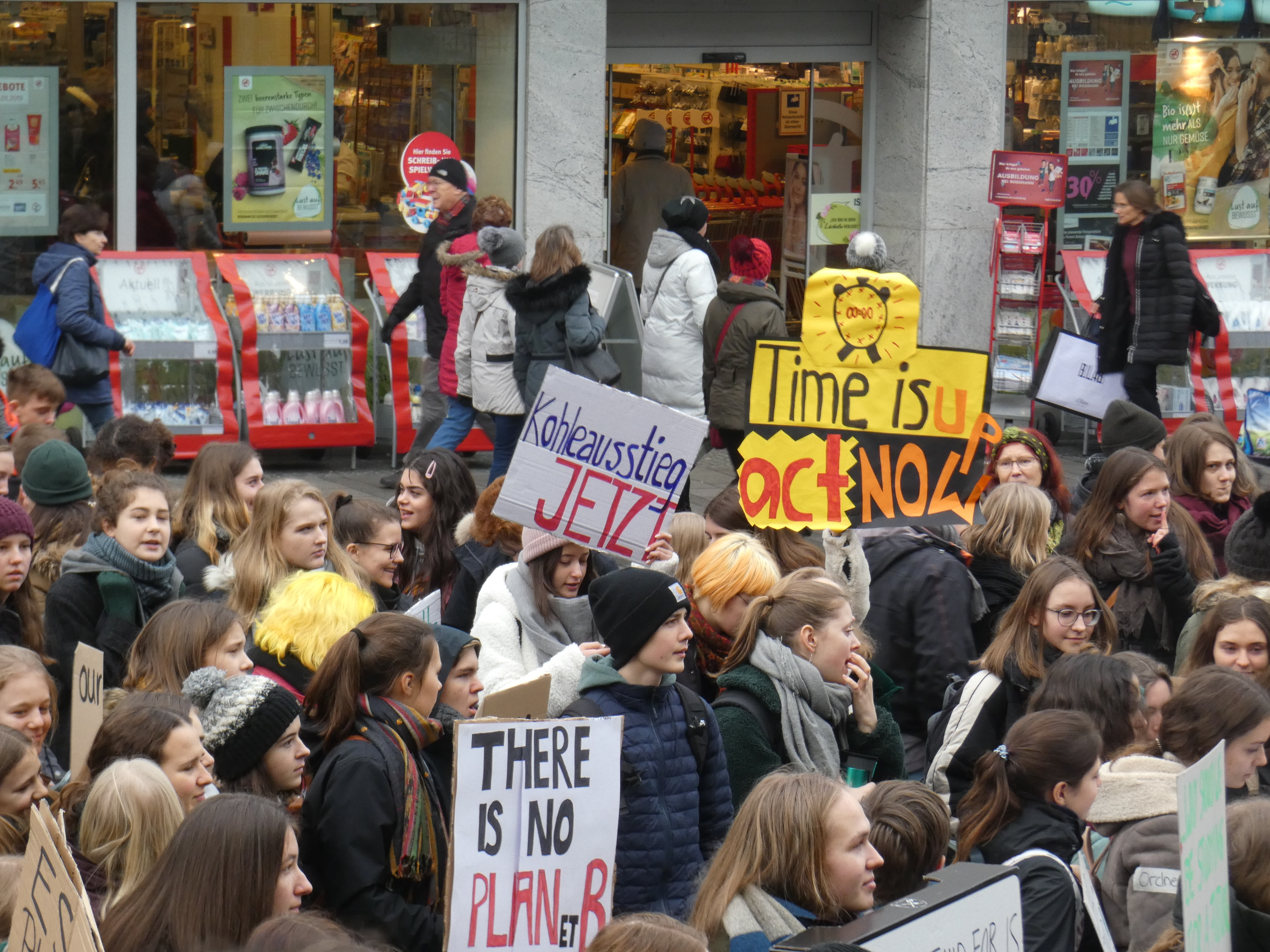
Kassel, 1. Februar 2019

Fridays for Future in Deutschland (FFFD) nutzte im Januar 2019 eine Webpräsenz, Kanäle in sozialen Medien sowie Plakate und Flugzettel. Die Jugendlichen und jungen Erwachsenen organisieren sich über verschiedene Messenger, hauptsächlich über in Regionalgruppen unterteilte WhatsApp-Gruppenchats.
Am 15. Februar 2019 gab es in Deutschland 155 FFFD-Ortsgruppen. Es nahmen an diesem Tag 30.000 Schüler, Studierende und Auszubildende an FFFD-Demonstrationen teil, davon 3.000 in Hannover und 1.000 in Berlin, wo bereits am 25. Januar 5000 Menschen demonstriert hatten. In Deutschland nahm Greta Thunberg am 1. März 2019 in Hamburg an einer Demonstration vom Gänsemarkt zur Kundgebung auf dem Rathausmarkt teil. Am Freitag, den 15. März, welcher der erste globale Protesttag von Fridays for Future war, waren in Deutschland 220 Proteste angekündigt, an denen laut Veranstaltern 300.000 Menschen teilnahmen, darunter 25.000 in Berlin, 10.300 in München, 10.000 in Hamburg und 6500 in Karlsruhe.
2019 wollte der Bundesminister für Wirtschaft und Energie Peter Altmaier auf einer FFFD-Veranstaltung in Berlin eine Rede halten. Die Demonstrierenden lehnten dies ab und sagten, er solle in sein Büro zurückkehren und seine Arbeit machen. Sie hätten nur deswegen einen Grund zum Demonstrieren, weil die Regierung falsch handele. Am 2. Mai 2019 erreichte FFFD, dass die Stadt Konstanz als erste Stadt in Deutschland den Klimanotstand ausrief. Alle Entscheidungen des Gemeinderats der Stadt Konstanz sollen damit unter Klimavorbehalt gestellt und auf ihre Auswirkungen und ihre Verträglichkeit mit dem Klimaschutz geprüft werden.
Im Mai 2019 bekamen FFF-Vertreter die Gelegenheit, ihre Positionen auf den Hauptversammlungen von RWE, VW, Uniper und Allianz SE vorzutragen.
Eine im Abstand von zwei Monaten wiederholt durchgeführte Umfrage, wie viele Deutsche der Meinung seien, dass die Schulstreiks zu einer politischen Wirkung führen werden, zeigte, dass immer mehr Menschen in Deutschland mit einem Effekt rechnen. Während die erste vom ZDF-Politbarometer durchgeführte Umfrage im April 2019 ergab, dass 37 Prozent der Befragten Auswirkungen erwarten, waren es bei einer zweiten Befragung Ende Juni schon 51 Prozent.
Im Juni 2019 konfrontierten Schüler hessische Kommunalpolitiker und Landespolitiker in Bad Hersfeld im Rahmen der mobilen TV-Talksendung Jetzt mal Klartext! mit ihren Forderungen.
Vom 31. Juli bis zum 4. August 2019 fand im Revierpark in Dortmund der erste Sommerkongress von FFFD in Deutschland statt, an dem nach Angaben von FFFD mehr als 1700 Menschen teilnahmen. Der Hauptgrund des Treffens war nach Angaben der Organisatoren die Vernetzung, da sich viele bei FFFD zwar über Telefonkonferenzen seit Monaten kannten, aber es bislang kein Treffen „live und vor Ort“ gegeben habe, was der Sommerkongress ermöglicht habe. Der Kongress diente auch als Plattform zur Fortbildung und Auseinandersetzung mit den Vorstellungen und Forderungen und dem Austausch mit der Politik und Öffentlichkeit.
Am 20. September 2019 tagte in Deutschland das Klimakabinett. Zeitgleich fanden die Vorbereitungen zum UN Climate Action Summit statt. FFF und FFFD riefen anlässlich dieser Termine zu verschiedenen Demonstrationen weltweit auf. Den Auftakt bildet der Global Climate Strike (dt. Globaler Klimastreik), der am 20. September 2019 stattfand. FFFD rief nach eigenen Angaben in 575 Städten Deutschlands zur Teilnahme an den Demonstrationen auf und veranstaltete die Aktionswoche WEEK4CLIMATE.

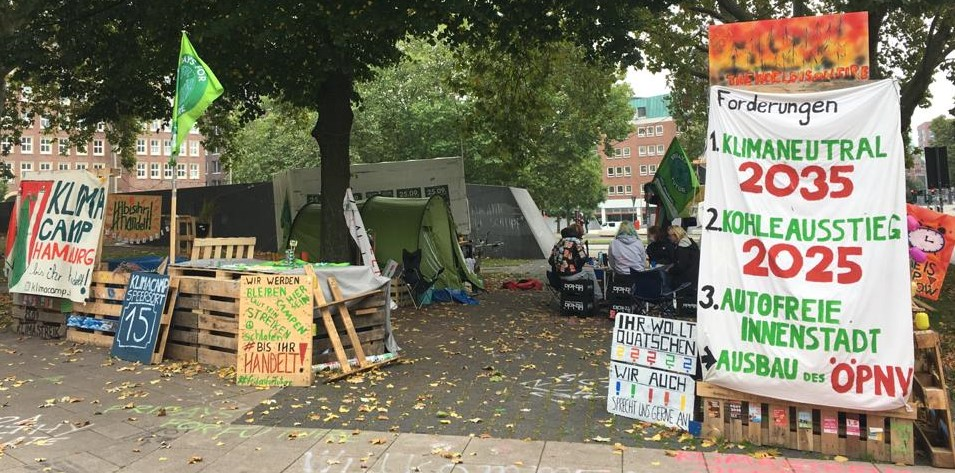
Fridays for Future Klimacamp in Hamburg, Herbst 2020

Im Januar 2020 fand in Hamburg der sogenannte Nordkongress statt.
Am 21. Februar 2020 fand in Hamburg zwei Tage vor der dortigen Bürgerschaftswahl 2020 eine Demonstration statt. An dieser nahmen nach Angaben des Veranstalters 60.000 Menschen teil, nach Angaben der Polizei 20.000 Menschen. An der Versammlung nahmen u. a. Greta Thunberg, Luisa Neubauer, Robert Habeck, Annalena Baerbock, Katharina Fegebank, ein Vertreter des Dachverbands kurdischer Organisationen in Deutschland, NAV-DEM, die Band Fettes Brot und DJ Dynamite teil. Überschattet wurde die Veranstaltung von dem rechtsradikalen Terroranschlag, der zwei Tage zuvor in Hanau geschah. Es gab eine Schweigeminute für die Opfer. Yavuz Feroglu, ein Vertreter des NAV-DEM drückte in einer Rede die Trauer und Wut über diesen Anschlag aus. Wegen der Gefahr weiterer rechtsradikaler Terroranschläge erhöhte die Polizei vorsorglich ihre Präsenz.
Am 24. April 2020 legte FFFD 10.000 Plakate auf die Grünfläche vor dem Bundestag und streamte die Aktion.
Am 25. September 2020 fanden im Rahmen des Global Strikes dezentrale Proteste und Mahnwachen statt. Die Teilnehmendenzahlen waren pandemiebedingt begrenzt. FFFD begründete die Entscheidung zur Wiederaufnahme der Proteste damit, dass die Klimakrise wegen Pandemie an Aufmerksamkeit verloren habe und versucht werde, dieses Thema wieder auf die Agenda zu setzen.
Im Oktober 2020 wurde eine im Auftrag von Fridays for Future vom Wuppertal Institut für Klima, Umwelt, Energie durchgeführte Studie veröffentlicht, in deren Ergebnis sich zeige, dass die Klimapläne der Bundesregierung nicht ausreichend seien. Laut der Studie legen die Analysen nahe, „dass das Erreichen von CO2-Neutralität bis zum Jahr 2035 aus technischer und ökonomischer Sicht zwar extrem anspruchsvoll wäre, grundsätzlich aber möglich ist.“ Kritisiert wird, dass die ökonomische Rückkopplung der dargelegten technischen Maßnahmen sowie die Frage des Wachstums nicht ausreichend betrachtet seien.
Im März 2021 errangen FFFD-Aktivisten vor dem Bundesverfassungsgericht einen Sieg, indem dieses das Bundes-Klimaschutzgesetz teilweise für verfassungswidrig erklärte. Zu den Beschwerdeführern zählte u. a. Luisa Neubauer. Umweltverbände bezeichneten den Beschluss als „bahnbrechend“.
Im August 2021 setzte sich FFF für die Rettung von 150 Klimaschutzaktivisten in Afghanistan ein. Unter anderem arbeitete die Bewegung hierfür mit der Initiative Luftbrücke zusammen.
Am 24. September 2021 fanden anlässlich der Bundestagswahl 2021 Proteste in 470 Gemeinden statt. Der Bewegung war es gelungen, die Klimakrise zum wahlkampfentscheidenden Thema zu machen.
Am 22. Oktober 2021 organisierte FFFD einen Zentralstreik mit mindestens 10.000 Menschen in Berlin.
Am 11. Februar 2022 fand in Oberhausen der Zentralstreik zum Erhalt des Sterkrader Waldes statt. Die Proteste richteten sich gegen die Rodung von 5.000 Bäumen für den Ausbau der A3. Sinnvoller sei eine sozialgerechte Mobilitätswende.
Mit ihren Demonstrationen im Jahr 2022 griff die Bewegung Themen wie die Verlängerung des 9-Euro-Tickets, einen sozial- und klimaverträglichen Umgang mit der Energiekrise und die Bereitstellung eines Sondervermögens von 100 Milliarden Euro für den Klimaschutz auf. Für den Erhalt von Lützerath, einer Siedlung im Rheinischen Braunkohlerevier, wurde in Bonn gestreikt.
Am 1. März 2024 streikte FFF wie schon am 3. März 2023 zusammen mit ver.di als Bündnis unter dem Motto „Wir fahren Zusammen“ für mehr Klimaschutzmaßnahmen sowie den Ausbau des ÖPNV, da beides nur gemeinsam funktioniere. Kurz darauf fand am 31. Mai 2024 der „Klimastreik zur EU-Wahl“ statt, der Teil eines europaweiten Aktionswochenendes im Vorfeld der Europawahl 2024 war.
Vor der vorgezogenen Bundestagswahl 2025 fand am 14. Februar 2025 ein Klimastreik statt. Unter dem Motto Recht auf Zukunft wurde mehr Klimaschutz von der Politik verlangt.

### Entwicklung in Österreich

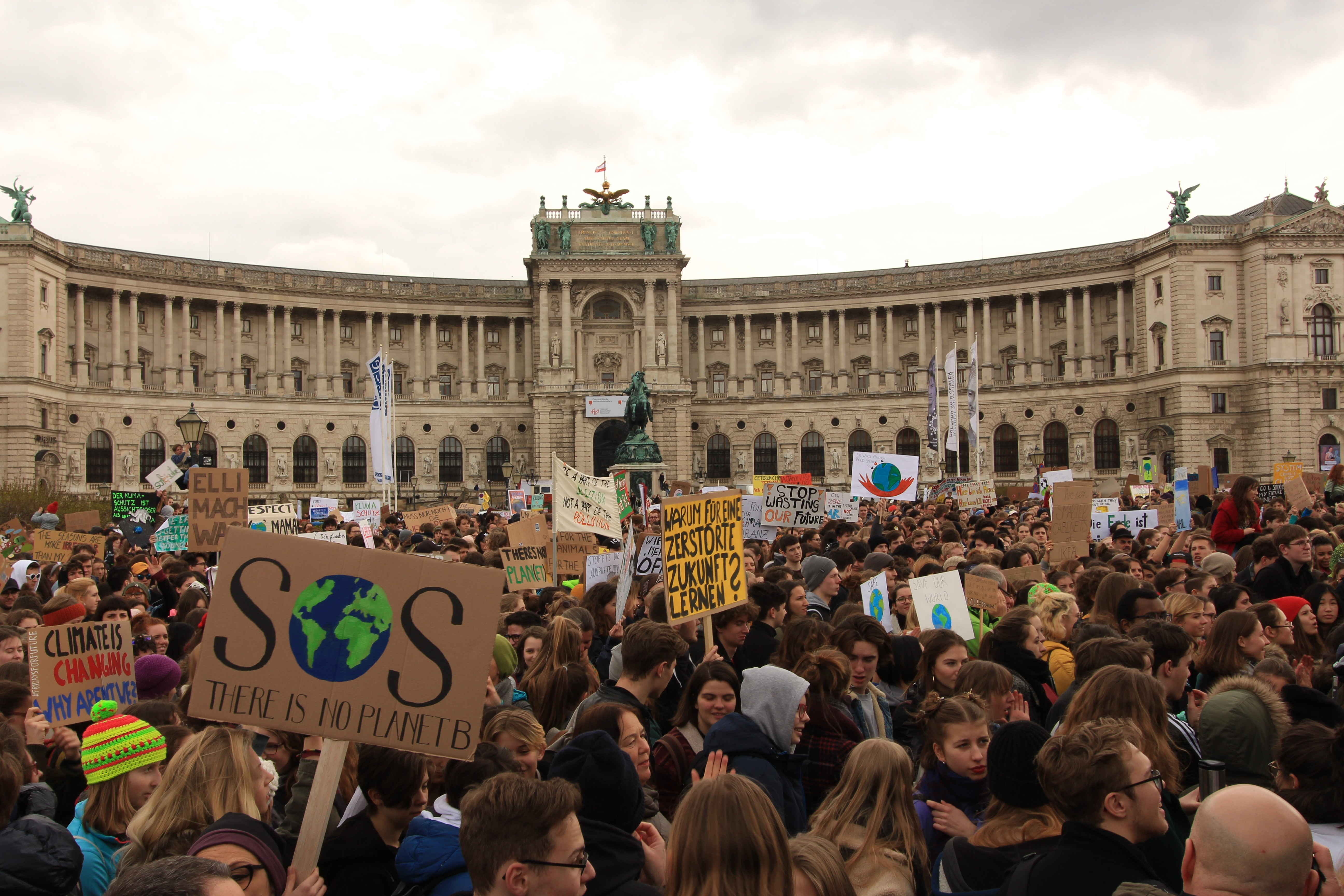
Wien, 15. März 2019

Seit dem 21. Dezember 2018 finden auch in Österreich jeden Freitag Klimastreiks statt. Zunächst in Wien, seit Januar 2019 ebenso in Innsbruck und Linz, seit Februar 2019 in Salzburg, Graz, Oberschützen und Bregenz und seit mindestens März 2019 auch in St. Pölten, Eisenstadt und Klagenfurt. Zusätzlich wurde in einigen kleineren Städten und Dörfern ebenfalls gestreikt. In der Wir-Gruppe engagieren sich laut Angaben von Protagonisten „Schüler und Schülerinnen, Lehrlinge, Studierende und (junge) Menschen aus verschiedenen Teilen Österreichs.“ 
Am 15. März 2019, 12:30 Uhr, als letzte Schulstunde „im Freien“ referierten am Tummelplatz vor dem Akademischen Gymnasium Graz die zwei Klimaforscher Gottfried Kirchengast und Karl W. Steininger vom Wegener Center für Klima und Globalen Wandel der Universität Graz vor etwa zwei Schulklassen auf Stühlen über „Was auf dem Spiel steht“. Das Motto dabei war „Fridays for Future meets Scientists4Future“, zu diesem Zeitpunkt bereits von 23.000 Wissenschaftlern unterstützt. Um 18:30 Uhr startete hier der Lichtermeer-Demozug mit 1900 Teilnehmern mit Stirnlampen und anderen LED-Leuchten über Joanneumring und Neutorgasse zum Hauptplatz.
Der bisher (Stand: Februar 2020) größte Klimastreik war am 27. September 2019. Laut den Organisatoren nahmen in ganz Österreich 150.000 Personen teil, davon 80.000 in Wien. Die Polizei schätzte die Teilnehmerzahl auf 80.000, davon 30.000 in Wien.

### Entwicklung in der Schweiz

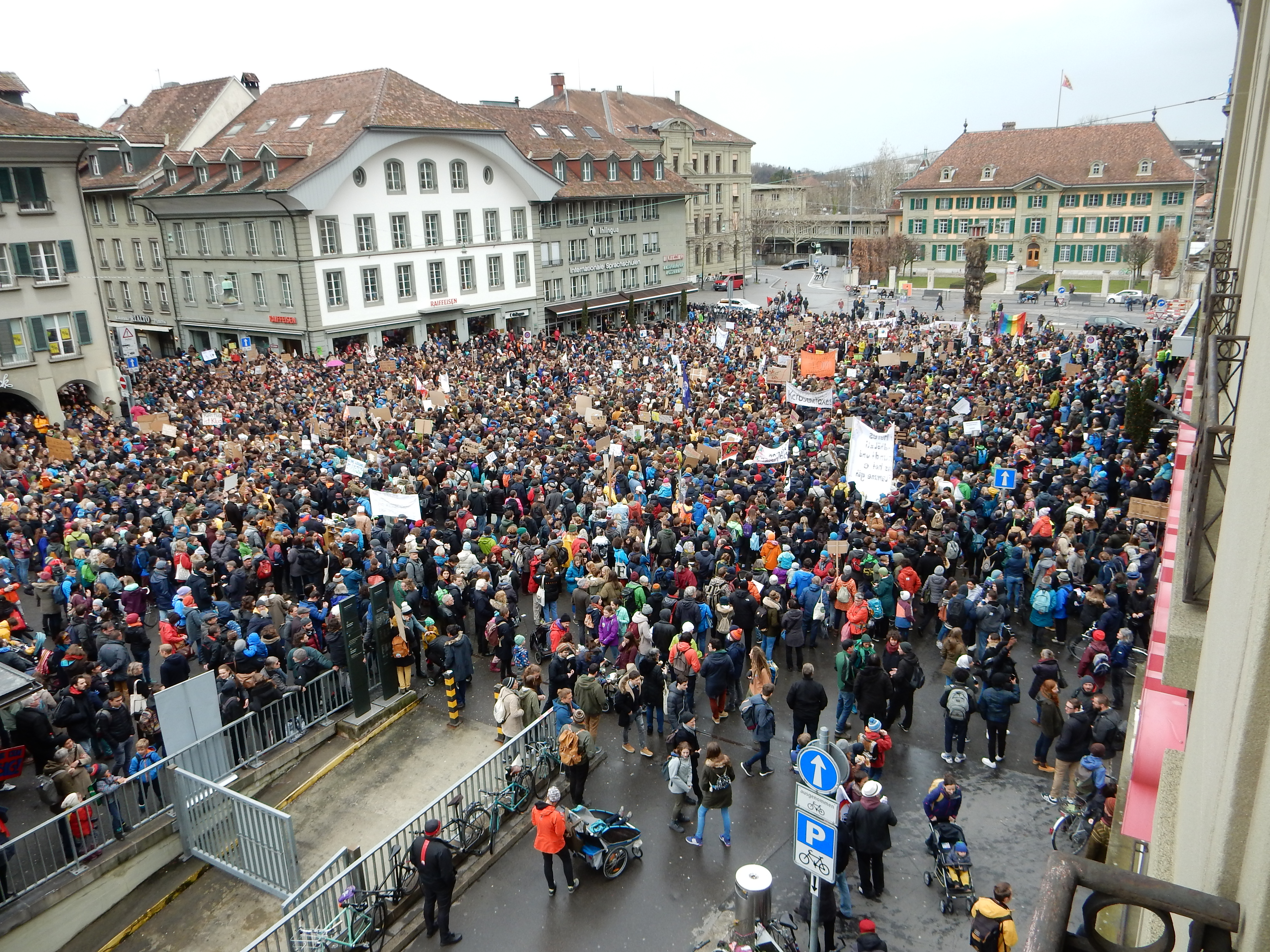
Bern, 15. März 2019

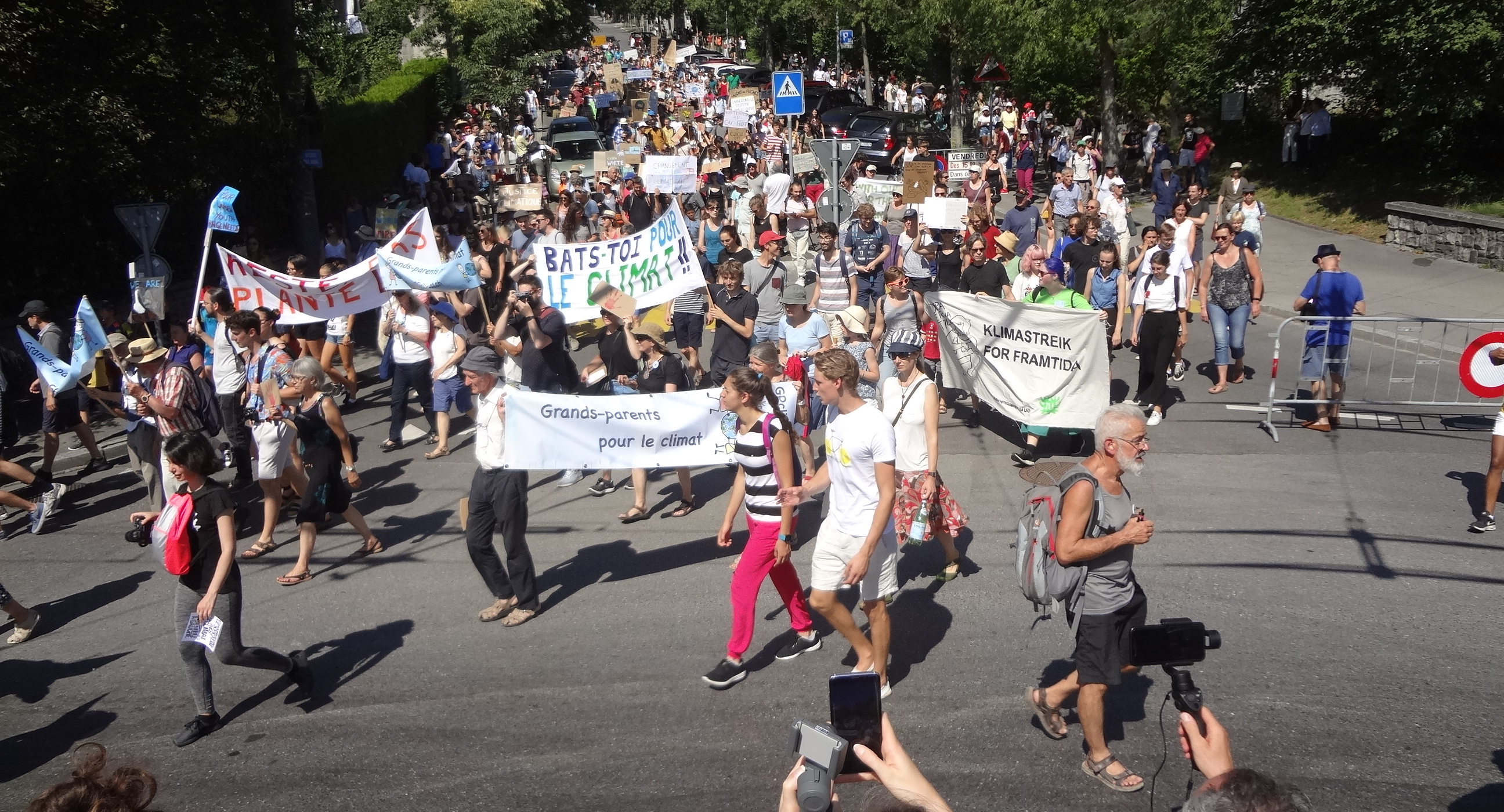
Lausanne, 9. August 2019

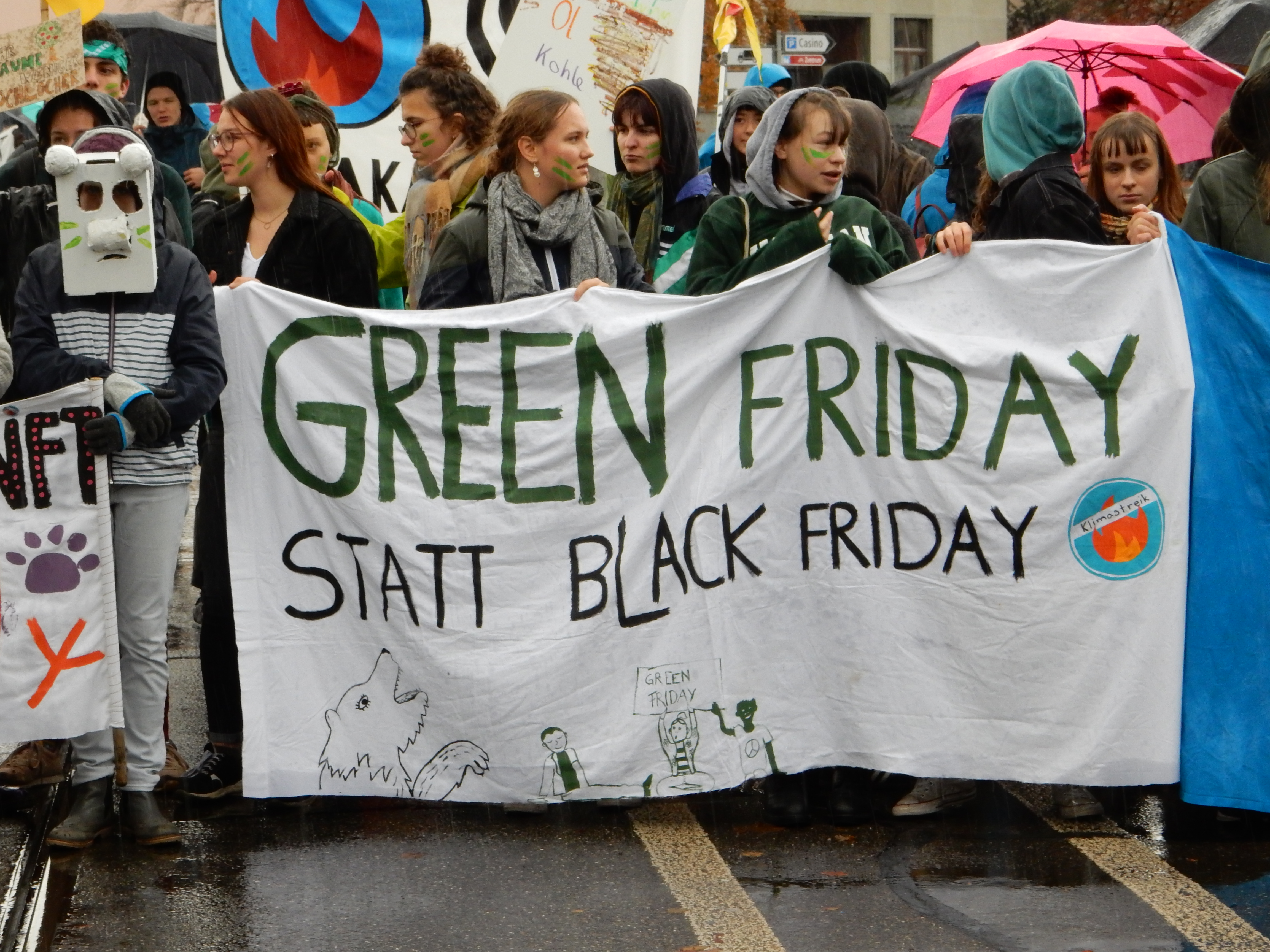
Klimastreikdemo – Bern, 29. November 2019

In der Schweiz nennt sich die Bewegung Klimastreik oder sprachübergreifend englisch Climatestrike.
Der erste Klimastreik in der Schweiz fand am 14. Dezember 2018 mit rund 300 Teilnehmenden in Zürich statt. Die Schweizer Aktionsgruppe Klimastreik verlegte erstmals Anfang Februar 2019 den zentralen Aktionstag von einem Freitag auf einen Samstag, nämlich den 2. Februar 2019. Möglicherweise führte diese Maßnahme dazu, dass sich die Zahl der Teilnehmer von 22.000 am 18. Januar 2019 auf 40.000 fast verdoppelte. Nach 1918 nahmen in der Schweiz nur während des Schweizer Frauenstreiks am 14. Juni 1991 mehr Menschen an Demonstrationen teil als an den Klimastreik-Demonstrationen am 2. Februar 2019. Am Freitag, den 15. März 2019, fanden in zahlreichen Städten der verschiedenen Sprachregionen der Schweiz Kundgebungen statt. Nach Angaben der Organisatoren nahmen daran über 65.000 Menschen teil. Es schlossen sich auch zahlreiche Erwachsene den Kundgebungen an. Damit auch erwerbstätige Erwachsene an den Demonstrationen teilnehmen konnten, wurden diese am 6. April auf einen Samstag gelegt. Es nahmen wiederum Tausende Menschen in Zürich, Lausanne, Genf, Bern, Winterthur und Basel teil. Am 24. Mai 2019 fanden zahlreiche Kundgebungen wieder an einem Freitag statt.
In der Schweiz richten sich die Schüler gegen die Untätigkeit der institutionellen Politik bezüglich der Umsetzung des Pariser Klimaschutzabkommens. Insbesondere wird die Ausrichtung der FDP in der Klimapolitik und deren Rolle in Hinblick auf das Scheitern des revidierten CO2-Gesetzes kritisiert. Die Abkürzung FDP wurde spöttisch in den Slogan „Fuck de Planet!“ umgedeutet. In der Folge kam es zu innerparteilichen Unstimmigkeiten, da prominente Parteimitglieder Unterstützung für verbindliche Inlandsziele und konkrete staatliche Regulierung, um den CO2-Ausstoß zu verkleinern, signalisierten.
Die SVP gab am 13. Juni 2019 ein Extrablatt mit dem Titel Vernunft statt Ideologie heraus, das an Haushalte verteilt wurde. Bei dem vom Klimatologen Reto Knutti durchgeführten Faktencheck fiel das Blatt jedoch durch. Als Antwort drauf gab die Aktionsgruppe Klimastreik am 23. September, just pünktlich als die Bevölkerung die Abstimmungsunterlagen erhielt, ein Klimablatt heraus. Knutti sah die Fakten zum Klimawandel «in dieser Zeitung völlig korrekt dargestellt».
Dem Global Climate Strike am 21. September folgte in Deutschland und der Schweiz die Aktionswoche WEEK4CLIMATE.
Drei Wochen vor den Schweizer Parlamentswahlen haben am 28. September 2019 in Bern laut Angaben der Organisatoren zwischen 60.000 und 100.000 Menschen für ein «Klima des Wandels» demonstriert. Zur Kundgebung aufgerufen hatten mehr als 80 Organisationen. Die Klimajugend prägte den friedlichen Demonstrationszug mit Transparenten und Sprechgesängen, doch nahmen auch Menschen jeden Alters sowie viele Familien teil. Viele führten selbstbemalte Schilder mit, auf denen zum konkreten Handeln gegen den Klimawandel aufgerufen wurde. Prominente Redner waren der Schweizer Nobelpreisträger Jacques Dubochet und die Gewerkschaftspräsidentin Vania Alleva.
Am 29. November 2019 fanden Kundgebungen unter dem Motto Green Friday statt Black Friday statt. Es wurde zu einem bewussteren Umgang mit den Ressourcen aufgerufen.

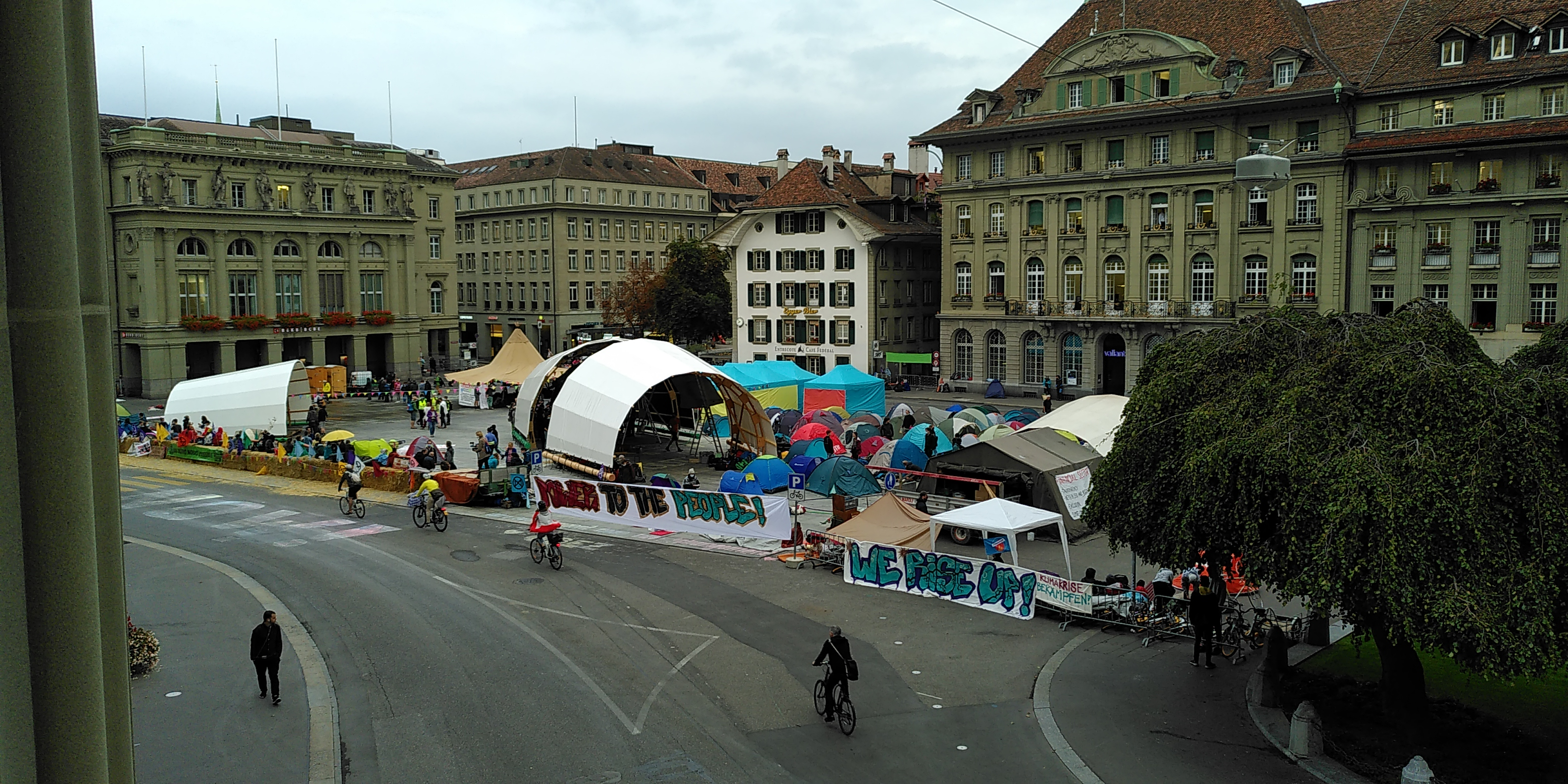
Besetzung Bundesplatz am 21. September 2020

Am 21. September 2020 besetzten mehrere hundert Menschen den Bundesplatz in Bern. Organisiert wurde diese Aktion von verschiedenen Gruppierungen, vom Klimastreik, Collective Climate Justice und Extinction Rebellion. Sie bauten frühmorgens mehrere große Zelte auf. Aktive ketteten sich aneinander und sperrten so einen Teil der Verbindungen für Autos und Busse. Der Bundesplatz stehe symbolisch für die «Zerstörung durch die Klimakrise», verlautete von den Aktivisten. Das Parlament und der Bundesrat hätten der Flugbranche fast zwei Milliarden Franken gegeben und die Schweizerische Nationalbank sowie die Credit Suisse investierten weiterhin Milliarden in die Förderung fossiler Brennstoffe, kritisierten sie. Kundgebungen während den Parlamentssessionen sind grundsätzlich nicht erlaubt. Deshalb verlangten die Nationalratspräsidentin und der Ständeratspräsident von der Stadt Bern die Räumung des unmittelbar vor dem Parlamentsgebäude liegenden Bundesplatzes. Der Nationalrat bestätigte diese Aufforderung, indem er noch am 21. September einem Ordnungantrag mehrheitlich zustimmte. Als die Protestierenden nach zwei Ultimaten den Platz nicht freiwillig räumten, entfernte sie die Polizei am Morgen des 23. Septembers 2020.
Anfang Oktober 2020 kündigten die Klimastreikgruppen der französischsprachigen Schweiz an, das vom nationalen Parlament beschlossene CO2-Gesetz mit einem Referendum zu bekämpfen, weil das Gesetz ungenügend sei. Die weiteren Gruppen und auch der gesamtschweizerische Klimastreik unterstützten das Referendum nicht.

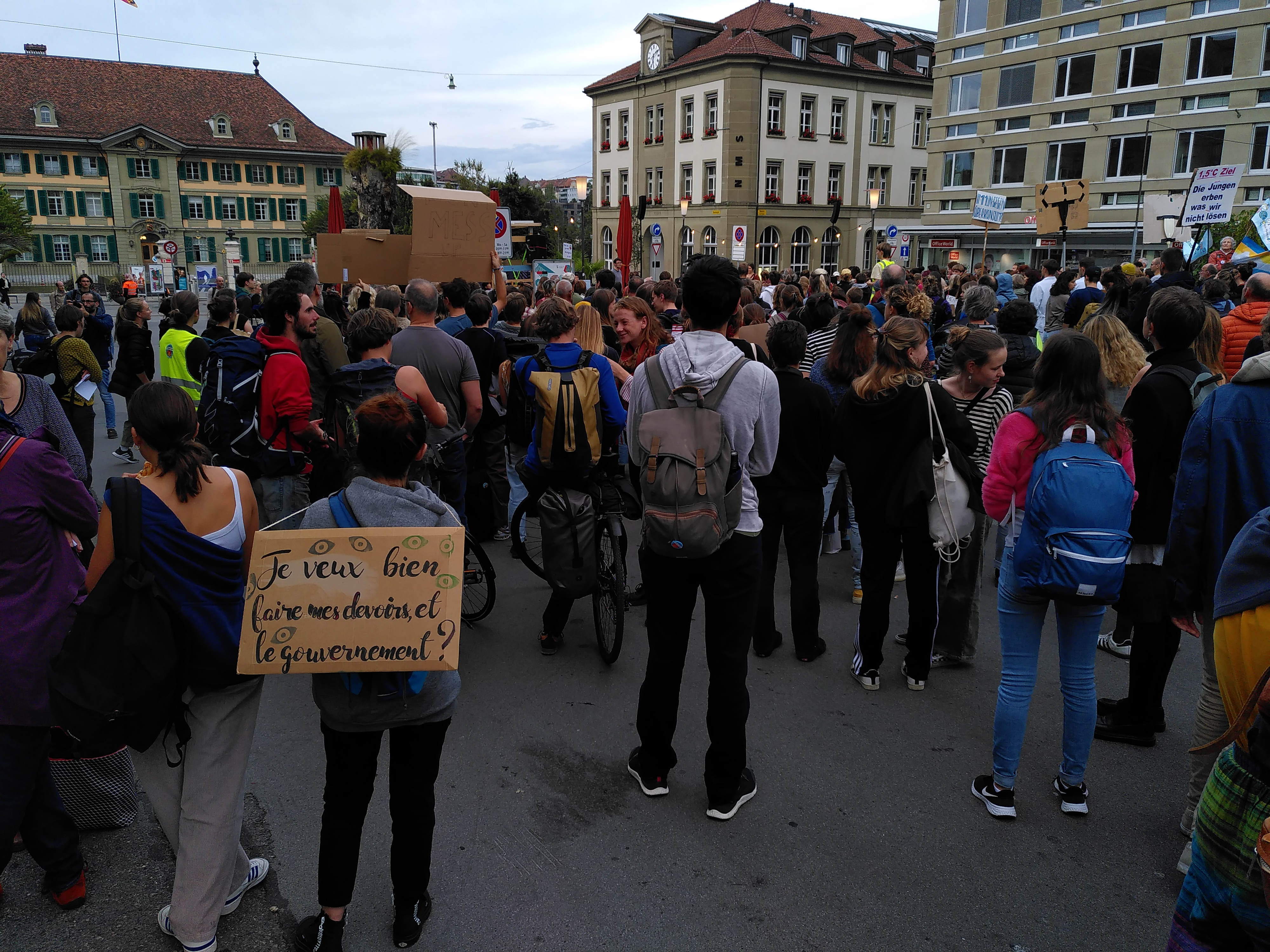
Kundgebung in Bern am 23. September 2022

Am 8. Januar 2021 wurde von Klimastreikenden ein 377-seitiger Aktionsplan veröffentlicht, der z. B. ein Verbot von fossilen Brennstoffen, autofreie Städte und Stimmrecht ab 14 Jahren, eine Solarpflicht oder die Anerkennung der Klimakrise als Fluchtgrund umfasst. Der Katalog wurde von Klimastreikenden gemeinsam mit Fachleuten verfasst.
Am 21. Mai 2021 fand schweizweit ein Strike for Future statt, zu dem u. a. auch die Klima-Allianz Schweiz aufrief und an dem tausende Menschen teilnahmen.
Im Vorfeld der nationalen Parlamentswahlen fand am 30. September 2023 wieder eine grosse Klima-Kundgebung in Bern statt. Der Demonstrationszug mit zehntausenden von Teilnehmenden führte von der Schützenmatte durch die Altstadt zum Bundesplatz.

### Europäische Entwicklung

#### Belgien

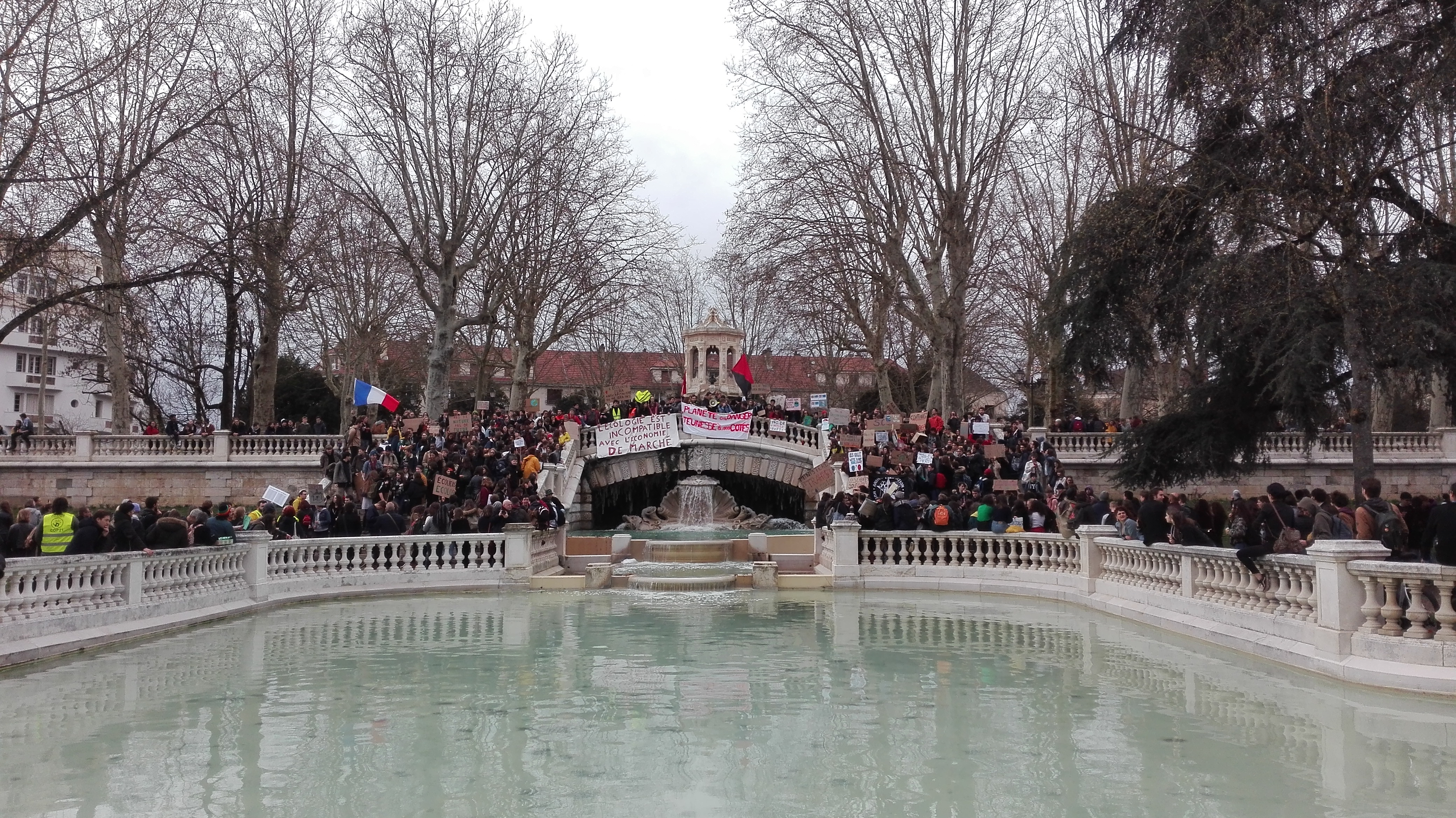
Dijon, 15. März 2019

In Belgien nehmen Zehntausende Schüler jeden Donnerstag an Klimastreik-Demonstrationen teil. Am 24. Januar 2019 versammelten sich in Brüssel 35.000 Menschen. Das war zu diesem Zeitpunkt weltweit die höchste Zahl an Menschen, die sich in einer einzelnen Stadt an einem Tag im Rahmen von Aktionen versammelt haben, die von Klimastreikern organisiert wurden und an denen ganz überwiegend Streikende teilnahmen.

#### Italien

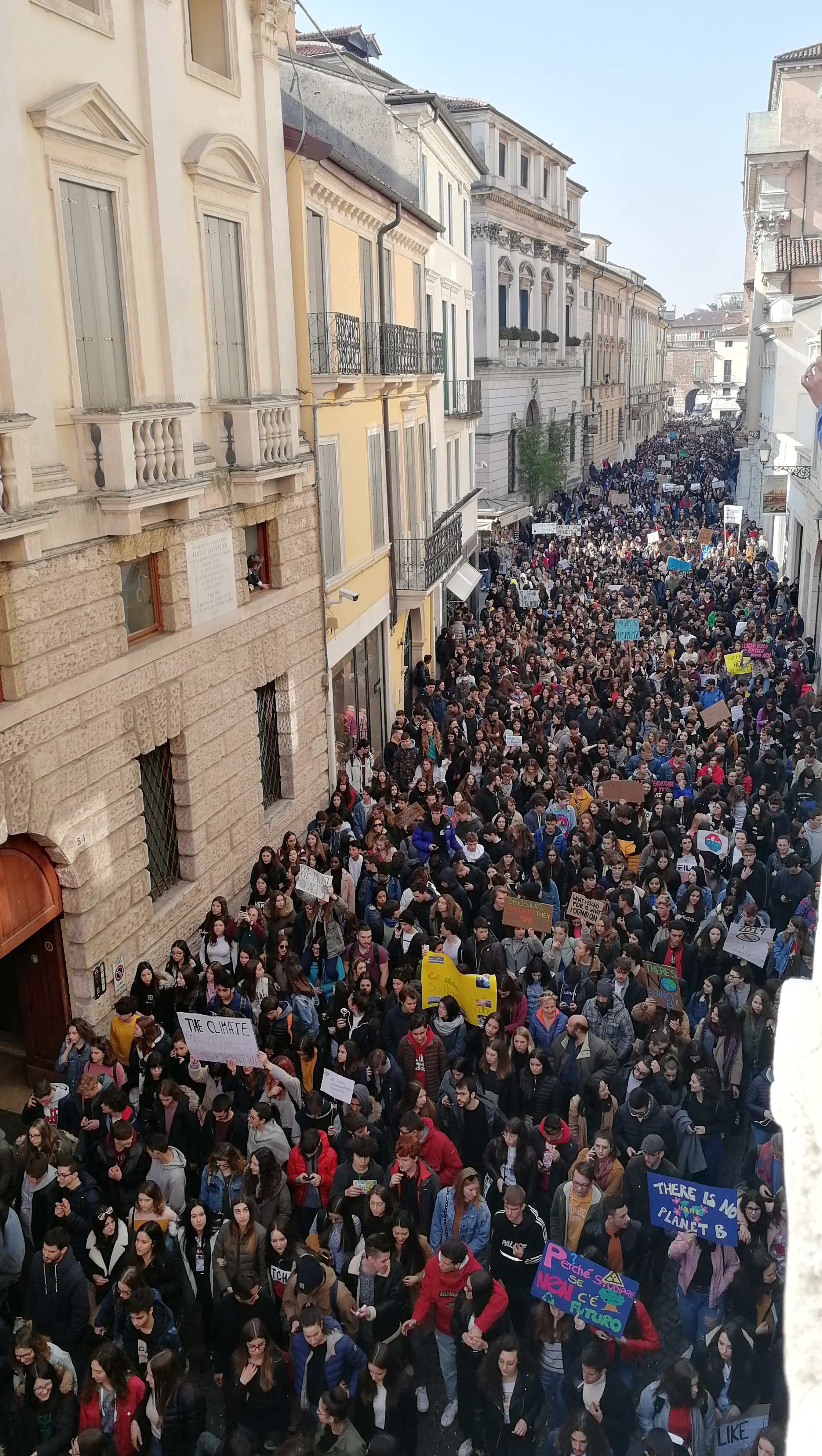
Vicenza, 15. März 2019

Seit dem 15. Februar 2019, als Schüler in Bozen streikten und sich versammelten, finden laufend auch Kundgebungen in ganz Italien statt. Am 15. März 2019 gingen Schüler in mehr als 100 Städten Italiens auf die Straße, um für ihre Anliegen zu demonstrieren, darunter in Mailand mehr als 100.000. Am 27. September 2019 sollen in Italien zum Earth Strike eine Million Menschen in 180 Städten auf der Straße gewesen sein.

#### Frankreich
In Anwesenheit von Greta Thunberg, Juliette Binoche, Yannick Jadot und Anne Hidalgo demonstrierten am 22. Februar 2019 knapp 1000 Menschen in Paris. Am 15. März versammelten sich 2000 junge Leute in Dijon.

#### Vereinigtes Königreich

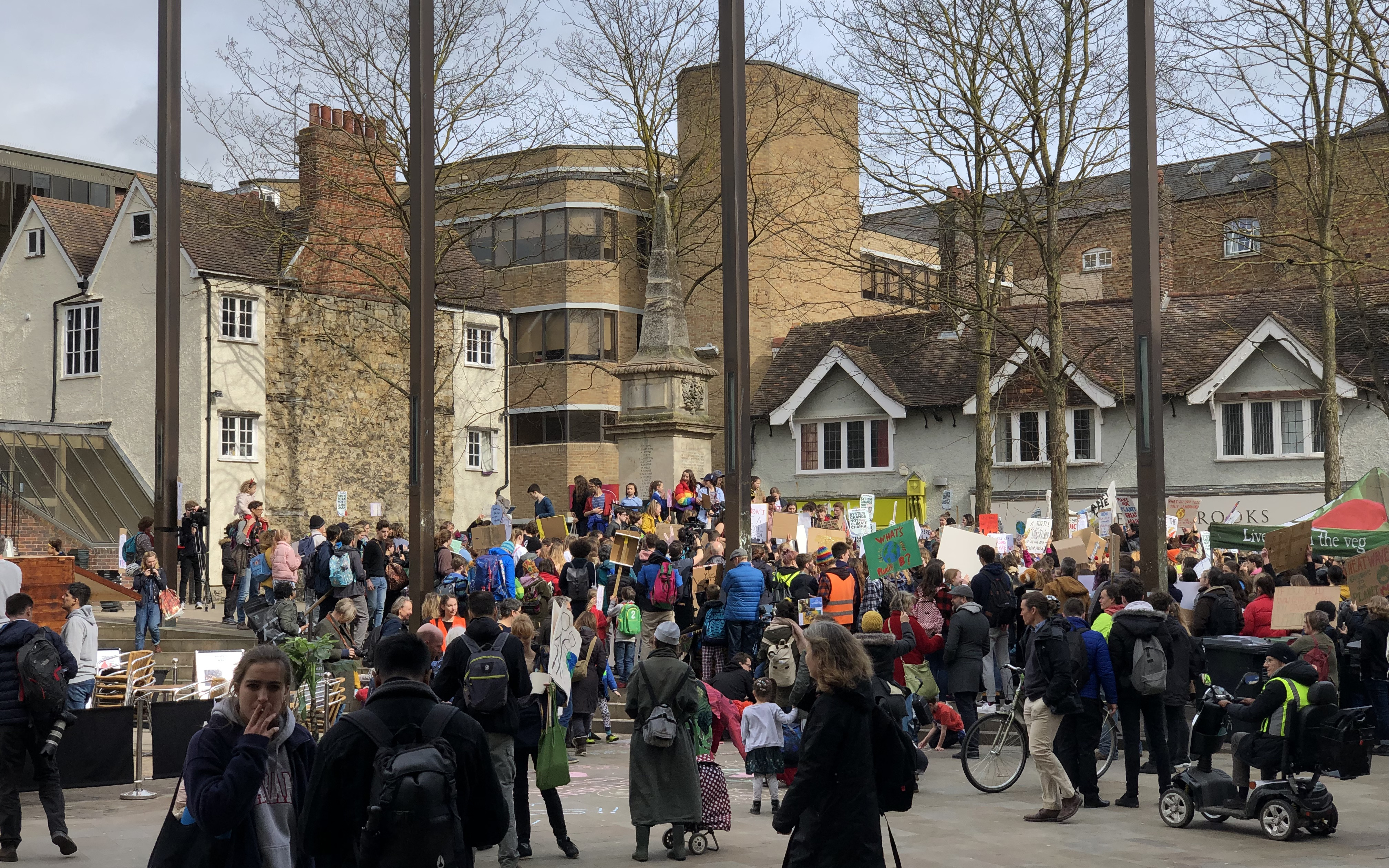
Oxford, 15. März 2019

Am 15. Februar 2019 nahmen im Vereinigten Königreich in 60 Städten 15.000 überwiegend junge Menschen an der Aktion Youth Strike 4 Climate teil. Unter den Demonstranten befanden sich auch Anhänger der Bewegung UK Student Climate Network. Diese arbeitet eng mit UKYCC (UK Youth Climate Coalition) zusammen, einer seit 2008 bestehenden Organisation, der vor allem 18- bis 29-Jährige angehören.
Anfang Mai 2019 hat Großbritannien den Klimanotstand ausgerufen.

#### Irland
Neben Fridays for Future riefen zum 15. März 2019 auch School Strikes 4 Climate und School Climate Action zum Klimastreik auf. Der Klimanotstand wurde Mitte Mai 2019 ausgerufen.

#### Dänemark
Am 15. März 2019 protestierten etwa 60 Personen in Aarhus und blockierten eine Einfallstraße; die Polizei nahm 13 Teilnehmer der Demonstration vorläufig fest.

#### Serbien
In Serbien fand am 5. April 2019 im Belgrader Pionier-Park eine erste Kundgebung statt; der Klimaforscher Vladimir Đurđević las zu Beginn der Veranstaltung einen Text Greta Thunbergs vor.

#### Russland
Am 16. März 2019 gab es erstmals eine Demonstration von 40 Schülern und Studenten von Fridays for Future im Sokolniki-Park in Moskau. Kritisiert wurde von den Demonstranten, dass Ökologie nicht in russischen Schulen gelehrt werde. Der Klimawandel sei, so die Demonstranten, im Sommer 2018 durch ungewöhnlich starke Regenfälle und früh einsetzende Waldbrände im Osten des Landes wahrnehmbar gewesen. Außerhalb des Parks sind nur Demonstrationen Einzelner legal. Einer der bekanntesten Aktivisten Russlands, Arshak Makichyan, wurde im Dezember 2019 nach seiner Rückkehr von der UN-Klimakonferenz 2019 festgenommen und wegen Teilnahme an einer nicht genehmigten Demonstration zu sechs Tagen Arrest verurteilt. Im März 2022 floh Makichyan mit seiner Frau nach Deutschland und engagierte sich gegen den Krieg Russlands in der Ukraine. Die russischen Behörden drohen ihm mittlerweile mit dem Entzug seiner Staatsbürgerschaft.

### Globale Entwicklung

#### Australien
Am 15. März 2019 waren Demonstrationen in 50 Städten angekündigt, darunter in Sydney, Melbourne und Canberra. In Sydney nahmen 30.000 Menschen teil. Laut FFF nahmen am 15. März 2019 in Australien 152.550 Menschen an Klimastreik-Demonstrationen teil.

#### Brasilien
In Brasilien ist die Bewegung als Greve pelo Clima (Klimastreik) oder Greve Global pelo Clima bekannt und begann erste Aktivitäten um den 15. März 2019, konzentriert auf rund Städte in den Bundesstaaten Rio de Janeiro, São Paulo, Paraná und Rio Grande do Sul.

#### China
Der chinesische Staat erlaubt keine Schulstreiks; es fanden außerhalb der Sonderverwaltungszone Hongkong in China keine Kundgebungen statt. In Hongkong hatte eine Demonstration am 15. März 2019 etwa tausend Teilnehmende.

#### Indien
Die größte Demonstration am Weltklimastreiktag, dem 15. März 2019, in Indien fand mit 300 Teilnehmenden in Delhi statt. In anderen Orten fanden kleinere Demonstrationen statt. Laut FFF nahmen am 15. März 2019 in Indien 12.455 Menschen an Klimastreik-Demonstrationen teil.

#### Japan
Am Weltklimastreiktag, dem 15. März 2019, demonstrierten rund 100 Personen in Tokio.

#### Kanada
Am 15. März 2019 streikten mehrere Hunderte vor dem Parlament in Ontario, Queen’s Park in Toronto mit Kanadas erster FFF-Demonstrantin Sophia Mathur.

#### Osttimor

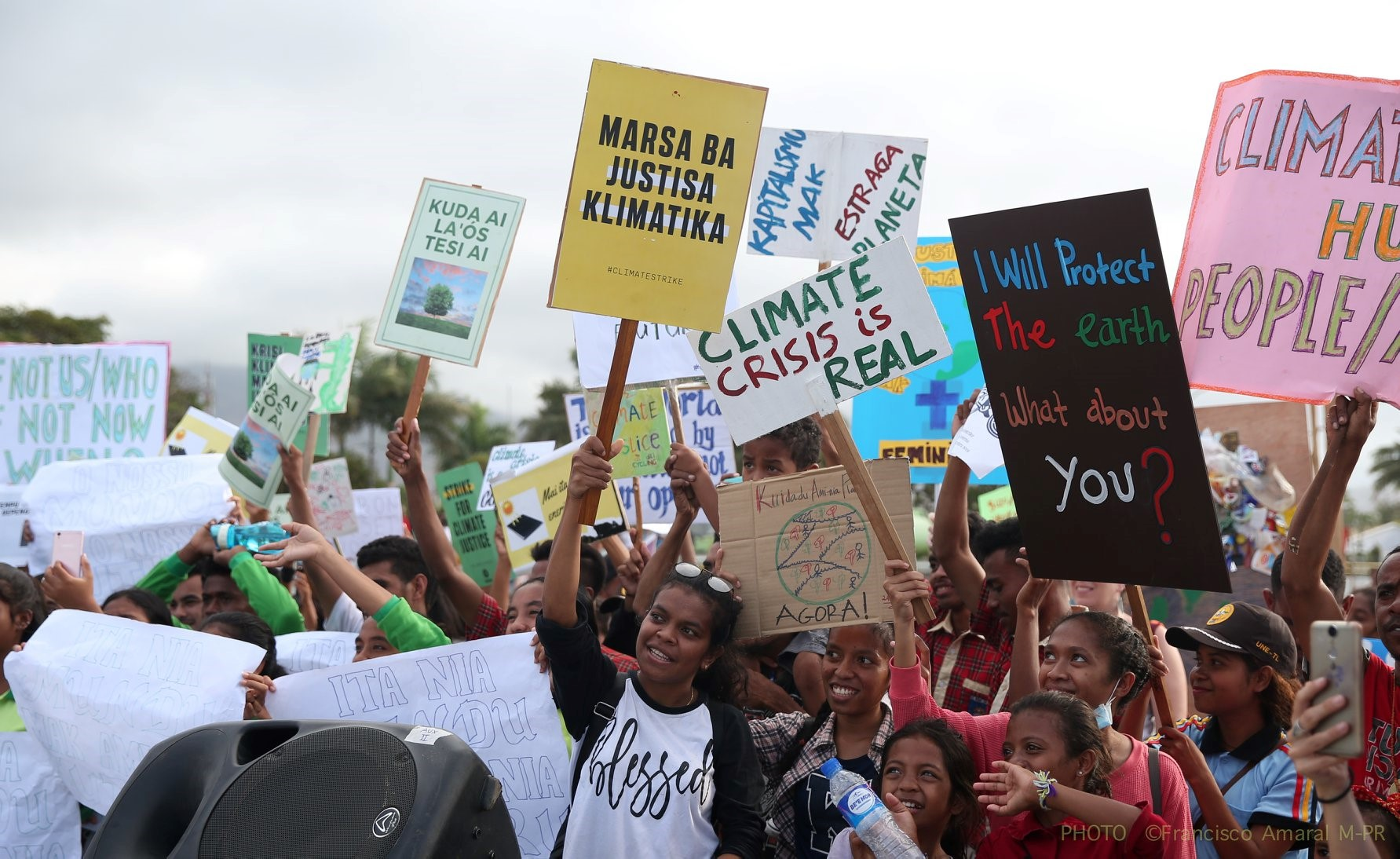
Klimademonstration in Dili (2019)

In Osttimors Hauptstadt Dili fand am 24. September 2019 vor dem Regierungspalast die erste Klimakundgebung des Landes statt.

#### Philippinen
Auf den Philippinen gab es am 15. März 2019 mehrere Demonstrationen mit 645 Teilnehmenden.

#### Südkorea
Bei der Kundgebung am 15. März 2019 in Seoul waren rund 100 Demonstranten.

#### Thailand
Die Kundgebung am 15. März 2019 in Bangkok umfasste etwa 50 bis 60 Teilnehmer.

#### USA

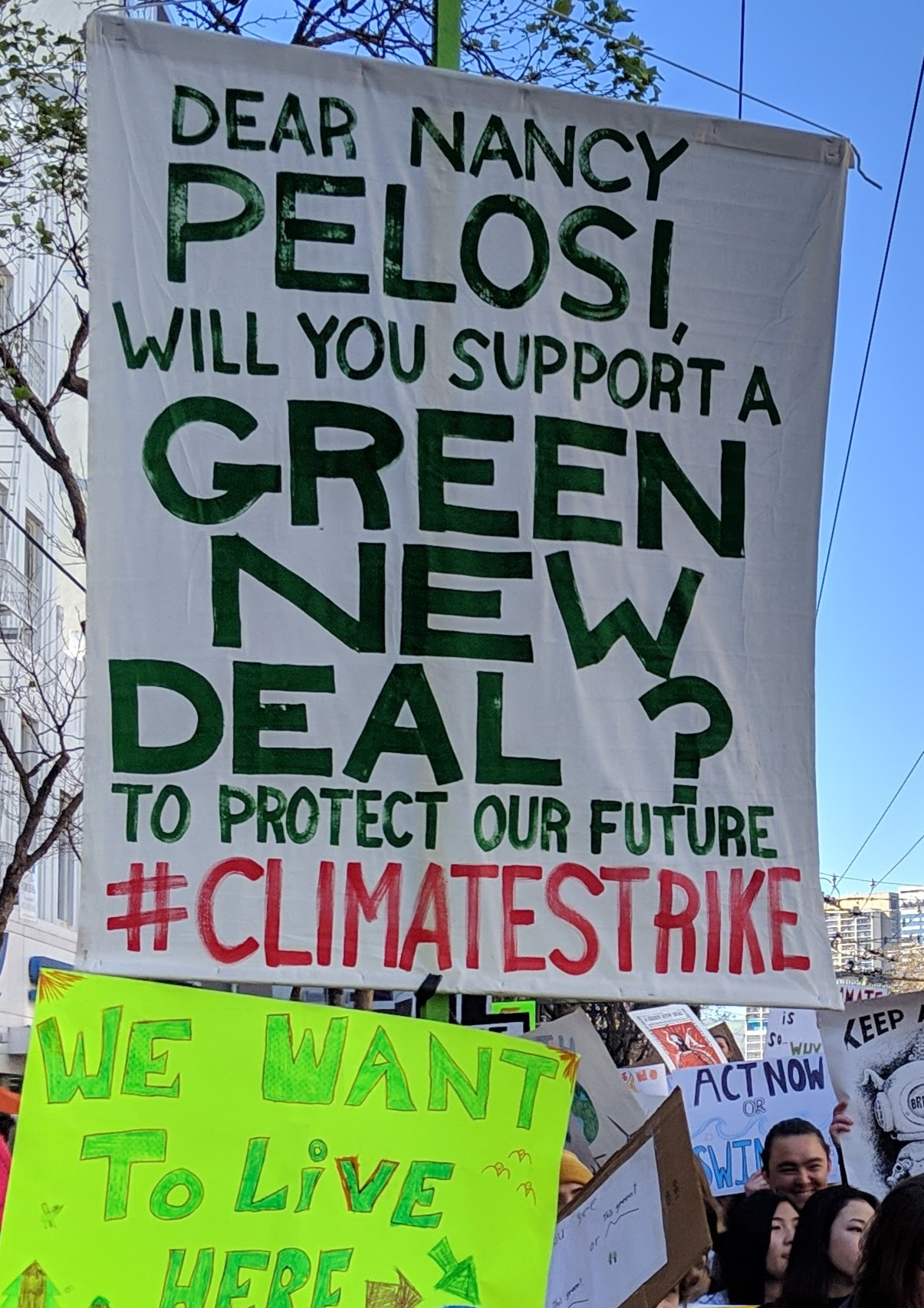
San Francisco, 15. März 2019

Am 15. März 2019 demonstrierten in Washington, D.C. 1500 Schüler und Studenten; in 46 der 50 Staaten der USA gab es Klimastreiks. Mit 3000 Personen fanden sich die meisten Demonstrationsteilnehmer in Ann Arbor (Michigan) zusammen; insgesamt demonstrierten in den USA an diesem Tag laut FFF an die 14.500 Menschen.
Greta Thunberg segelte im August 2019 mit der Hochseeyacht Malizia II nach New York, um vom 23. bis 29. September 2019 am Klimagipfel während der Generalversammlung der Vereinten Nationen teilzunehmen. Die Segel der Yacht trugen bereits Beschriftungen wie „A Race we must win“ und „@FridaysForFuture“. Thunberg wollte danach in den USA, Kanada und Mexiko an Klimademonstrationen teilnehmen.

## Internationale Aktionen

### #AC2106– Climate Justice without Borders
Am 21. Juni 2019 riefen 17 europäische Länder zum ersten internationalen zentralen Großstreik in Aachen auf. Unter dem Motto „Climate Justice without Borders – United for a Future“ erwarteten Veranstalter und Polizei 10.000 beziehungsweise 20.000 Demonstrierende. Am Ende des Tages gab der Veranstalter bekannt, dass 40.000 Menschen auf die Straße gegangen seien. Die Polizei sprach von 36.000 Demonstrierenden. Der Protest war damit zu dem Zeitpunkt der weltweit größte, der von einer Gruppe unter dem Namen „Fridays for Future“ initiiert wurde. Um die große Beteiligung aus entfernten Gebieten zu ermöglichen, wurden zahlreiche Sonderzüge und Busse organisiert, die vergünstigt für alle Demonstrierenden angeboten wurden, um eine möglichst emissionsarme Anreise zu ermöglichen. Das Twitter-Hashtag der Demonstration, #AC2106, erreichte Platz 1 der Twitter-Trends. Von verschiedenen Startpunkten in Aachen und den Niederlanden liefen die Menschen zum Tivoli. Im Vorfeld hatte die Stadt das Fußballstadion zur Unterstützung angeboten. Auch der YouTuber Rezo, der durch sein Internetvideo Die Zerstörung der CDU bekannt geworden war, besuchte die Demonstration. Nach dem Demonstrationszug spielten Bands wie Moop Mama und Culcha Candela auf der Abschlusskundgebung. Auch Bodo Wartke und Ruslana Lyschytschko traten auf. Die Polizei Aachen sprach von einer friedlichen Demonstration. Einige Demonstranten hatten während der Kundgebung in Aachen ein Haus besetzt. Andere Gruppierungen seilten sich immer wieder von verschiedenen Brücken und Säulen mit Transparenten ab.

### Global Climate Strike for Future und Earth Strike

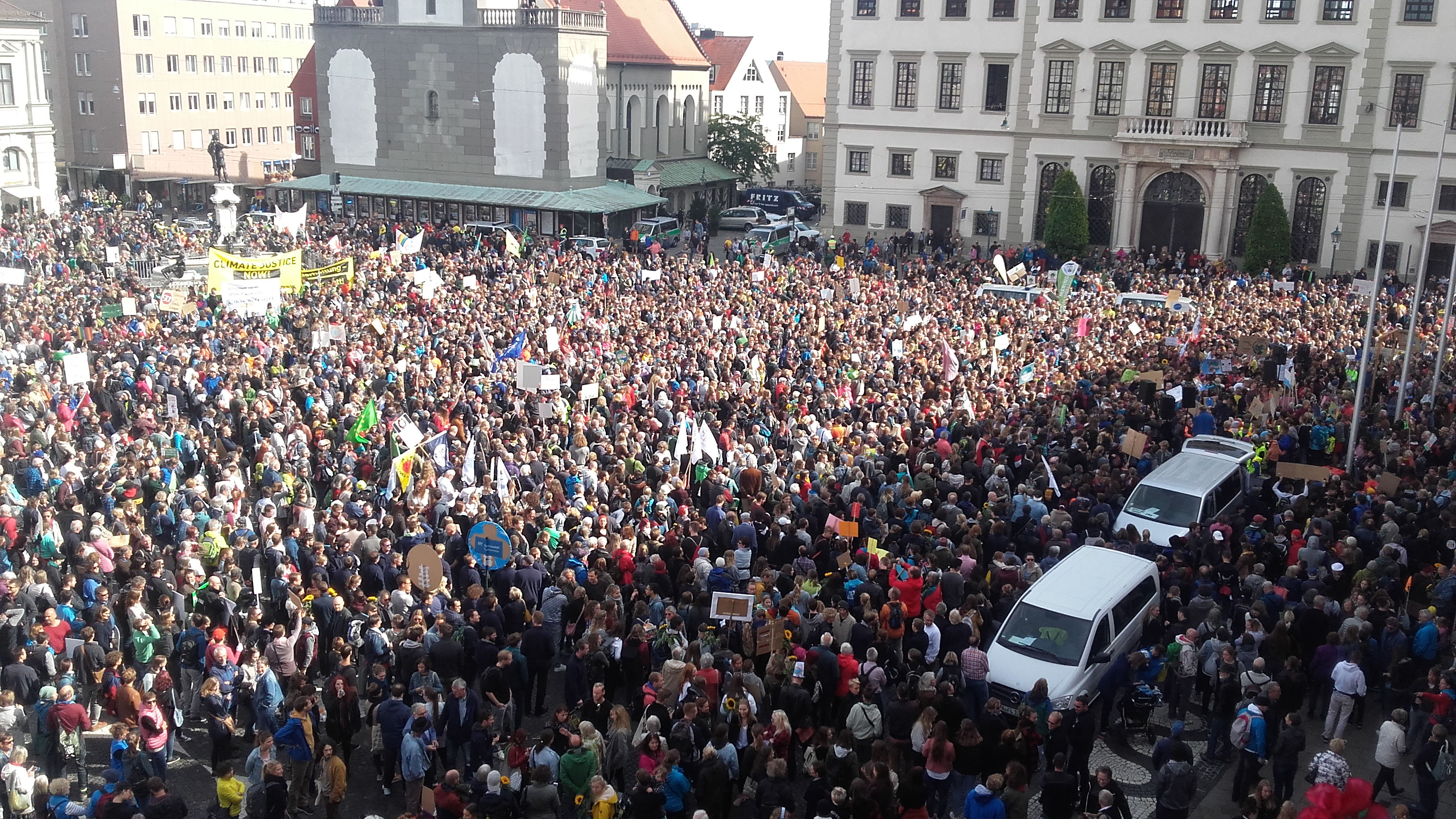
Demonstration anlässlich des Global Climate Strike am 20. September 2019 in Augsburg

#### Globaler Klimastreik am 15. März 2019
Protagonisten von Fridays for Future riefen zur Teilnahme am Global Climate Strike for Future auf, einem weltweiten Schülerstreik zur Rettung des Planeten, der am 15. März 2019 stattfand. Insgesamt gab es laut Medienangaben ca. 1700 Kundgebungen in mehr als 100 Staaten. In Deutschland streikten mehr als 300.000 Schüler in über 230 Städten; in Berlin nahmen ca. 25.000 Menschen teil, in Brüssel 30.000, in Paris 50.000. Die Organisatoren der Streiks sprachen im Nachhinein von mehr als 2000 Protesten in 125 Staaten, an denen mehr als eine Million Menschen teilgenommen hätten.

#### Globaler Klimastreik am 24. Mai 2019
Beim zweiten Großprotest am 24. Mai 2019 waren weltweit mehr als 1350 Protestaktionen angekündigt, an denen laut Angaben der Veranstalter 1,8 Millionen Menschen teilnahmen. In Deutschland gingen demnach 320.000 Menschen in mehr als 200 Städten auf die Straße. Die größte Demonstration gab es in Hamburg mit nach unterschiedlichen Schätzungen zwischen 17.000 und 25.000 Teilnehmern.

#### Globaler Klimastreik am 20. September 2019

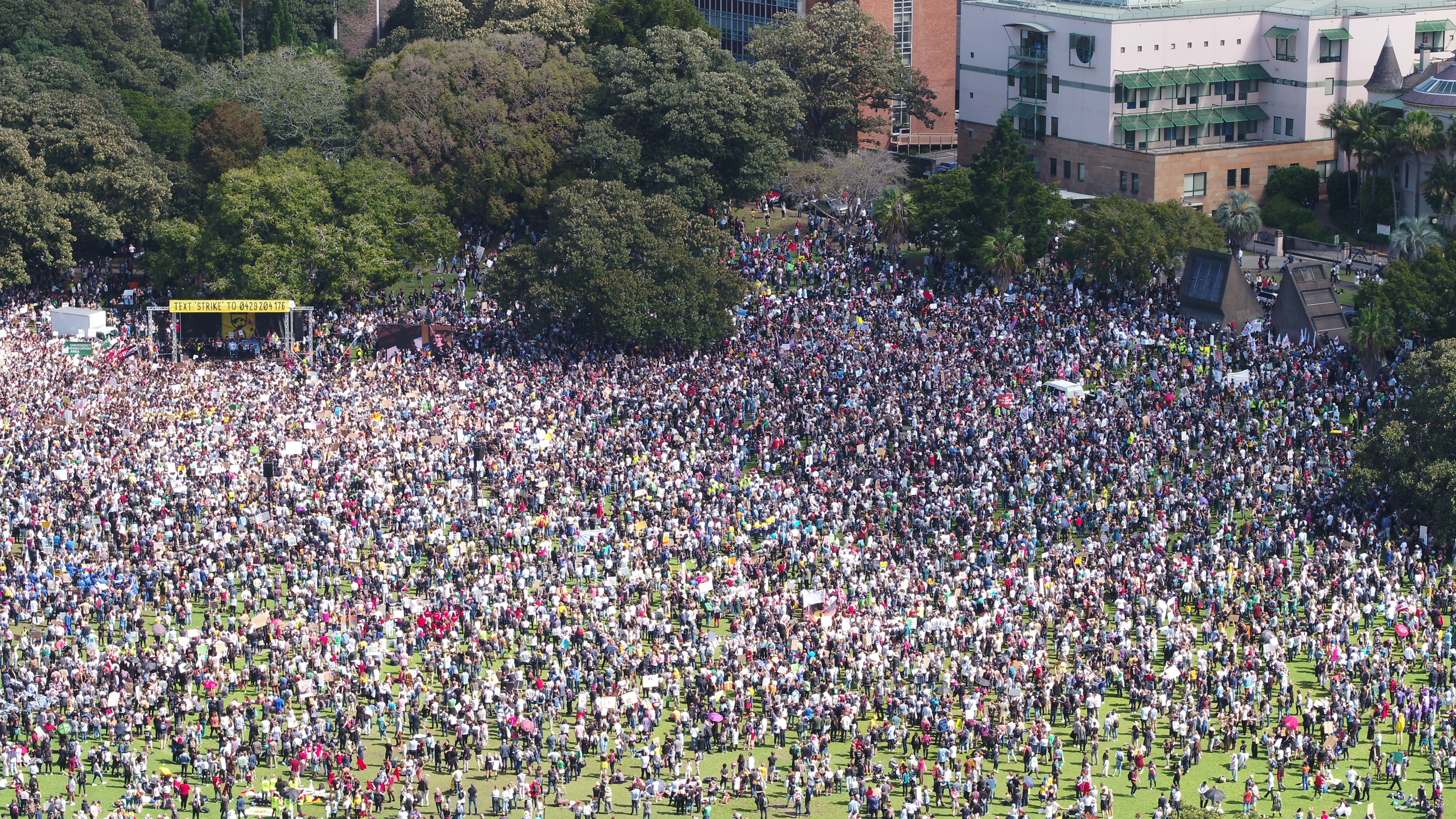
Demonstration anlässlich des Global Climate Strike am 20. September 2019 in Sydney

Anlässlich des Weltkindertags am 20. September und des UN Climate Action Summits am 23. September 2019 fand der dritte Global Climate Strike for Future statt, nun unter Beteiligung aller Bevölkerungs- und Berufsgruppen, was z. B. in Deutschland die Vereinte Dienstleistungsgewerkschaft (ver.di) und der Deutsche Gewerkschaftsbund (DGB) unterstützten. Hierfür wurden weltweit mehr als 2.000 Demonstrationen in 150 Ländern geplant, 575 davon in Deutschland, nach anderen Angaben waren es über 6.000 Aktionen in 185 Ländern.
Den Aufrufen zur Teilnahme am Global Climate Strike folgten am 20. September 2019 nach Angaben von FFF in Deutschland etwa 1,4 Millionen Menschen; unterstützt wurden sie von ca. 200 Unternehmen und Initiativen. Weltweit nahmen nach Schätzungen von FFF rund 4 Mio., nach anderen Angaben 7 Mio. Menschen teil.
In New York erhielten 1,1 Mio. Schüler von 1.800 Schulen die Erlaubnis, für die Teilnahme an der Demonstration dem Unterricht fernzubleiben. Der Bostoner Schulbezirk folgte diesem Beispiel und auch die öffentlichen Schulen Chicagos kündigten an, dass sie die Schüler nicht als abwesend führen würden. Mehr als 700 US-Gesundheitsdienstleister und -Mediziner hatten ein Entschuldigungsschreiben für den Global Climate Strike bereitgestellt, das die Schüler von der Schule befreite und erklärt, dass die Klimakrise ein Gesundheitskrisenfall sei.

#### Earth Strike am 27. September 2019
Am 27. September 2019 gab es den Earth Strike, einen weltweiten Generalstreik, dem in der Schweiz am 28. September 2019 eine nationale Klimademo folgte. Für die internationale Streikwoche hatten Aktivisten Proteste in mehr als 2900 Städten in über 160 Staaten angekündigt.

#### Globaler Klimastreik am 29. November 2019

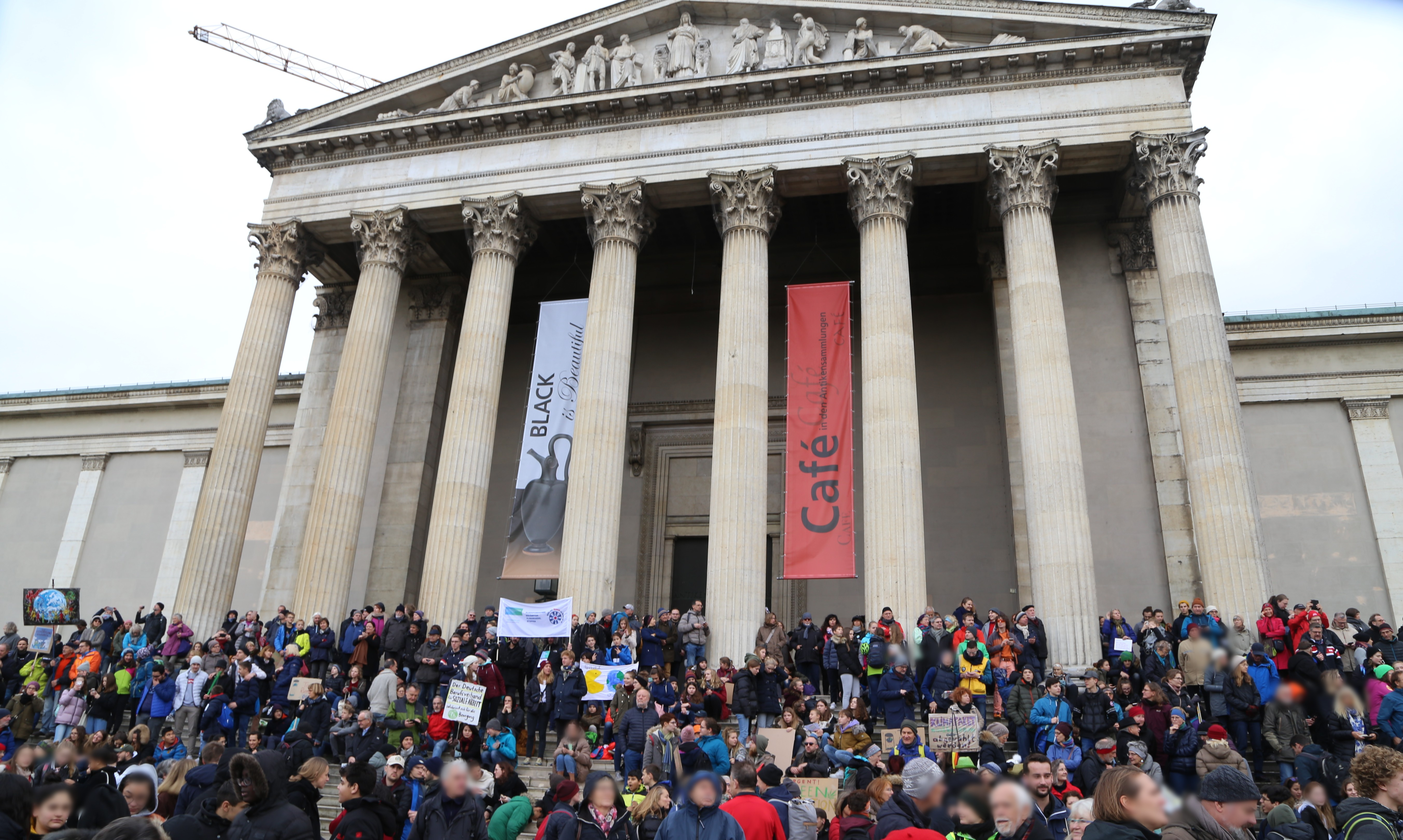
Global Climate Strike am 29. November 2019 in München

Im Vorfeld der Anfang Dezember in Madrid stattfindenden 25. UN-Klimakonferenz (COP 25) demonstrierte FFF am 29. November 2019 weltweit in 157 Ländern in 2400 Städten. In Deutschland fanden Demonstrationen in 500 Städten statt. Der Streik wurde mit dem Hashtag #NeuStartKlima beworben.

#### Globaler Klimastreik am 24. April 2020
Für den 24. April 2020 plante FFF einen fünften globalen Streik. Wegen der Corona-Pandemie setzte FFF die Planung und Mobilisierung zu dem Streik vorübergehend aus und „streikte“ online. Den FFFD-Livestream verfolgten mehr als 20.000 Menschen. Das Video auf der offiziellen Facebookseite von FFFD auf YouTube hatte am 24. April 2020 über 100.000 Aufrufe.

#### Globaler Klimastreik am 25. September 2020

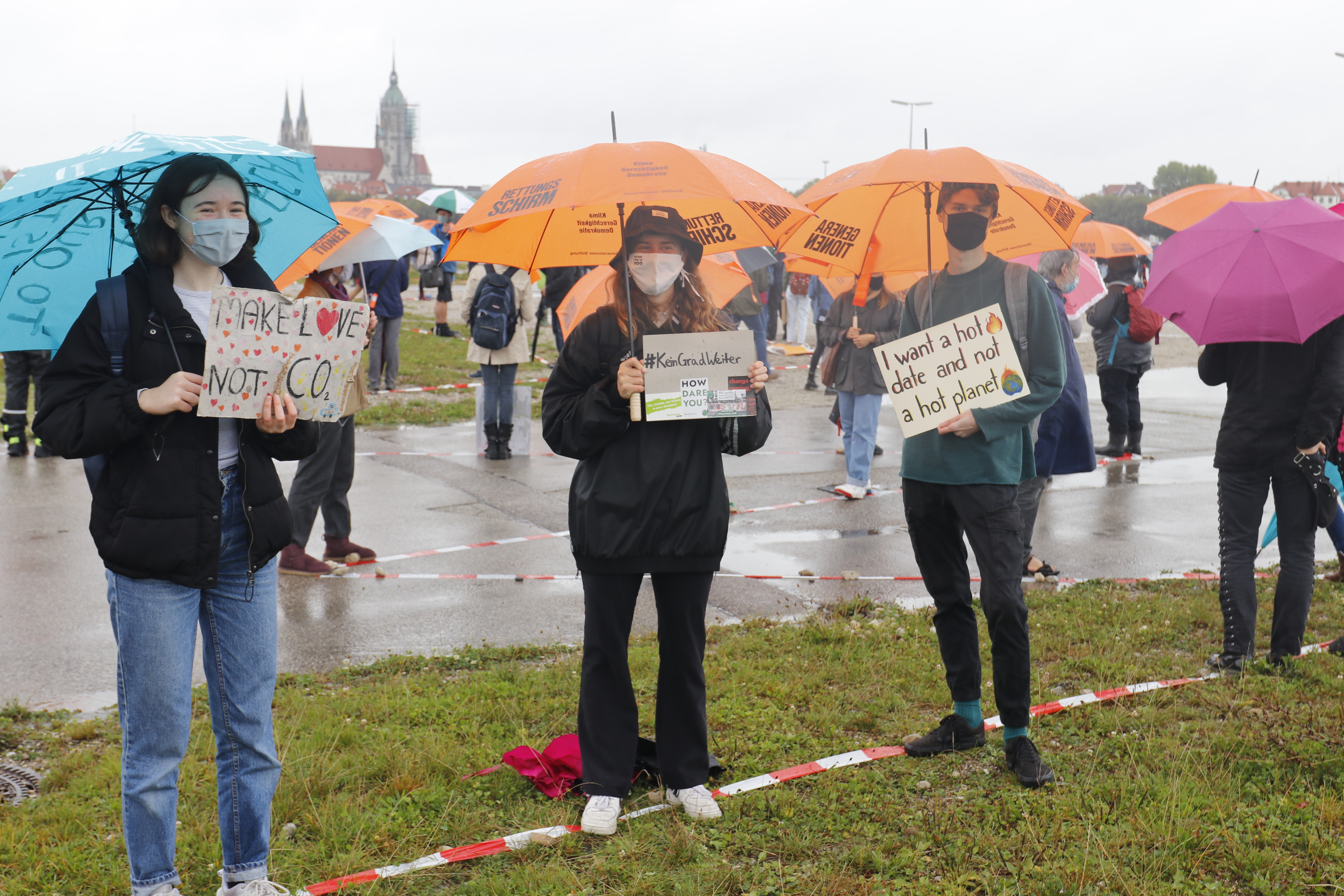
FFF München am 25. September 2020 unter Corona-Bedingungen im Regen

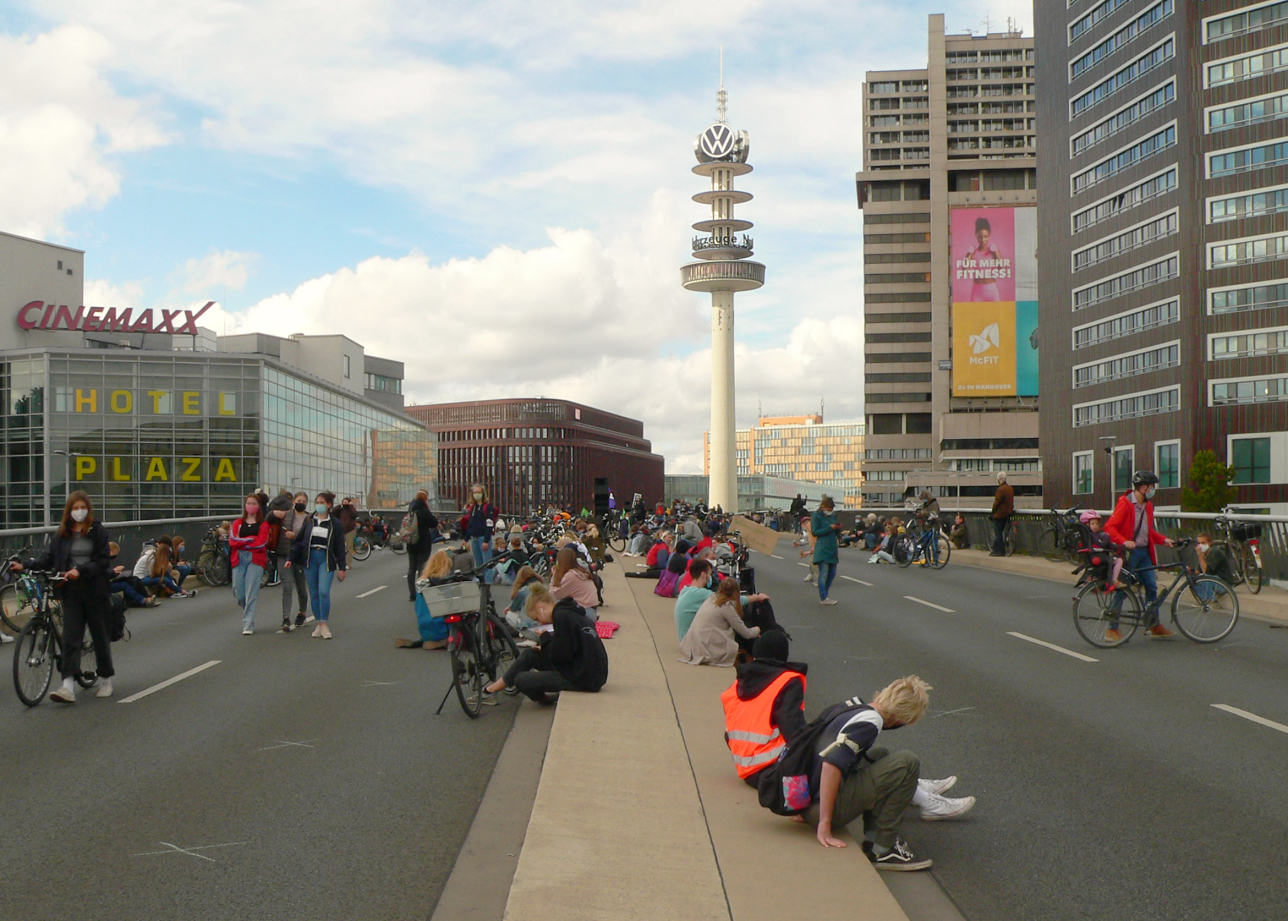
Straßenblockade auf der Berliner Allee in Hannover am 25. September 2020

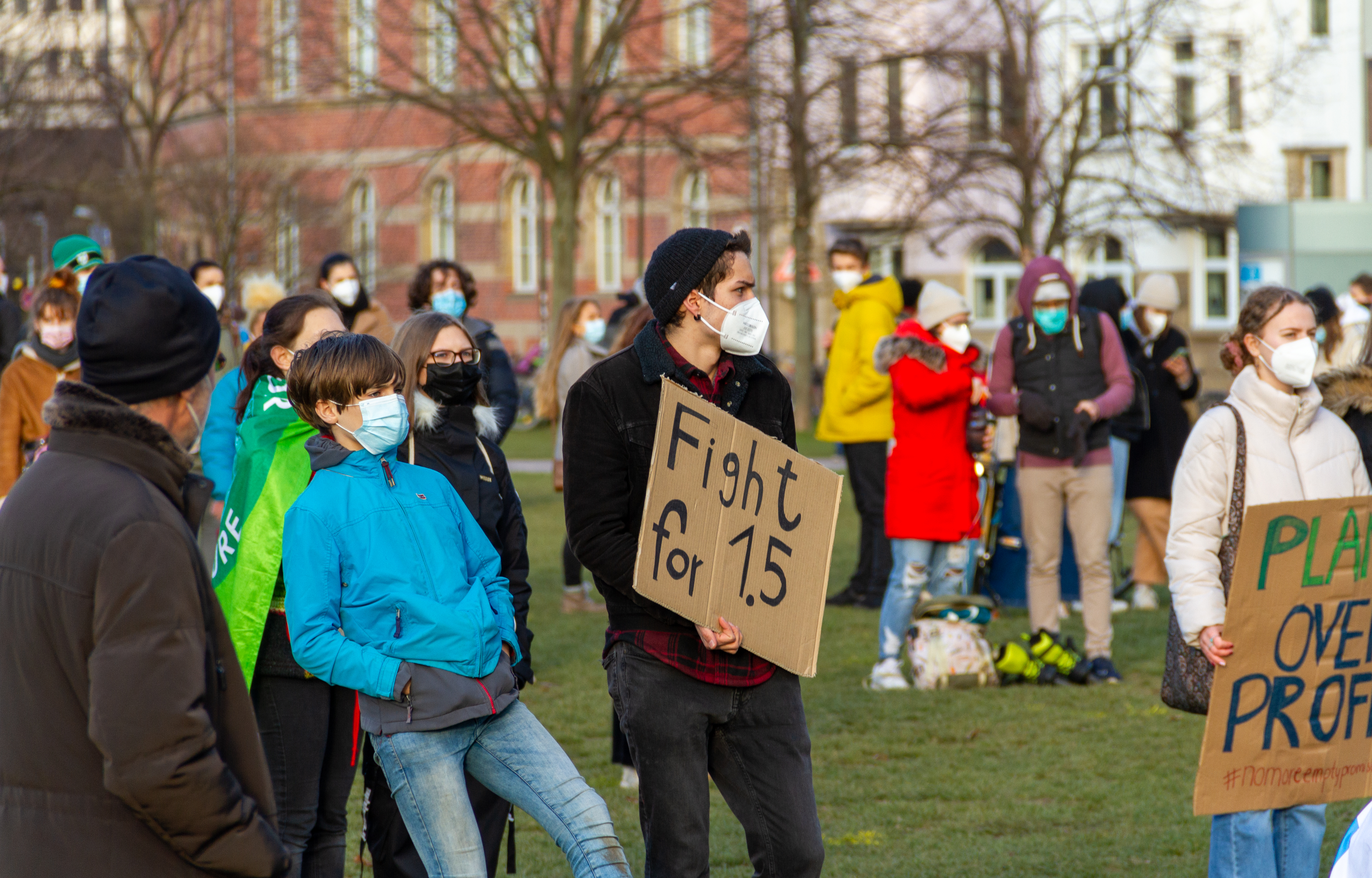
Teilnehmer der Kundgebung am 19. März 2021 in Düsseldorf mit einem dem Motto entsprechenden Protestschild.

Für den 25. September 2020 rief FFF zum globalen Klimastreik auf. Unter dem Motto Kein Grad weiter! beteiligten sich in Deutschland mehrere zehntausend Menschen an den Kundgebungen. In Deutschland wurde an 400 Orten protestiert, weltweit gab es insgesamt Aktionen in 3.500 Städten.
Die Ausgabe der Zeitschrift Stern vom 24. September 2020 wurde in Zusammenarbeit mit FFF veröffentlicht und monothematisch der Klimakrise gewidmet. Die Tageszeitung wurde am 25. September 2020 in Zusammenarbeit mit Klimaaktivisten als Sonderausgabe unter dem Titel Die Klimazeitung veröffentlicht.

#### Globaler Klimastreik am 19. März 2021
Für den 19. März 2021 wurde ein globaler Klimastreik unter dem Motto „allefür1komma5“ aufgerufen. Die Aktionen fanden coronakonform als individuelle Aktion oder als Online-Streik statt. Nach Angaben der Organisatoren gab es mehr als 1.000 Kundgebungen in rund 50 Ländern.

#### Globaler Klimastreik am 24. September 2021

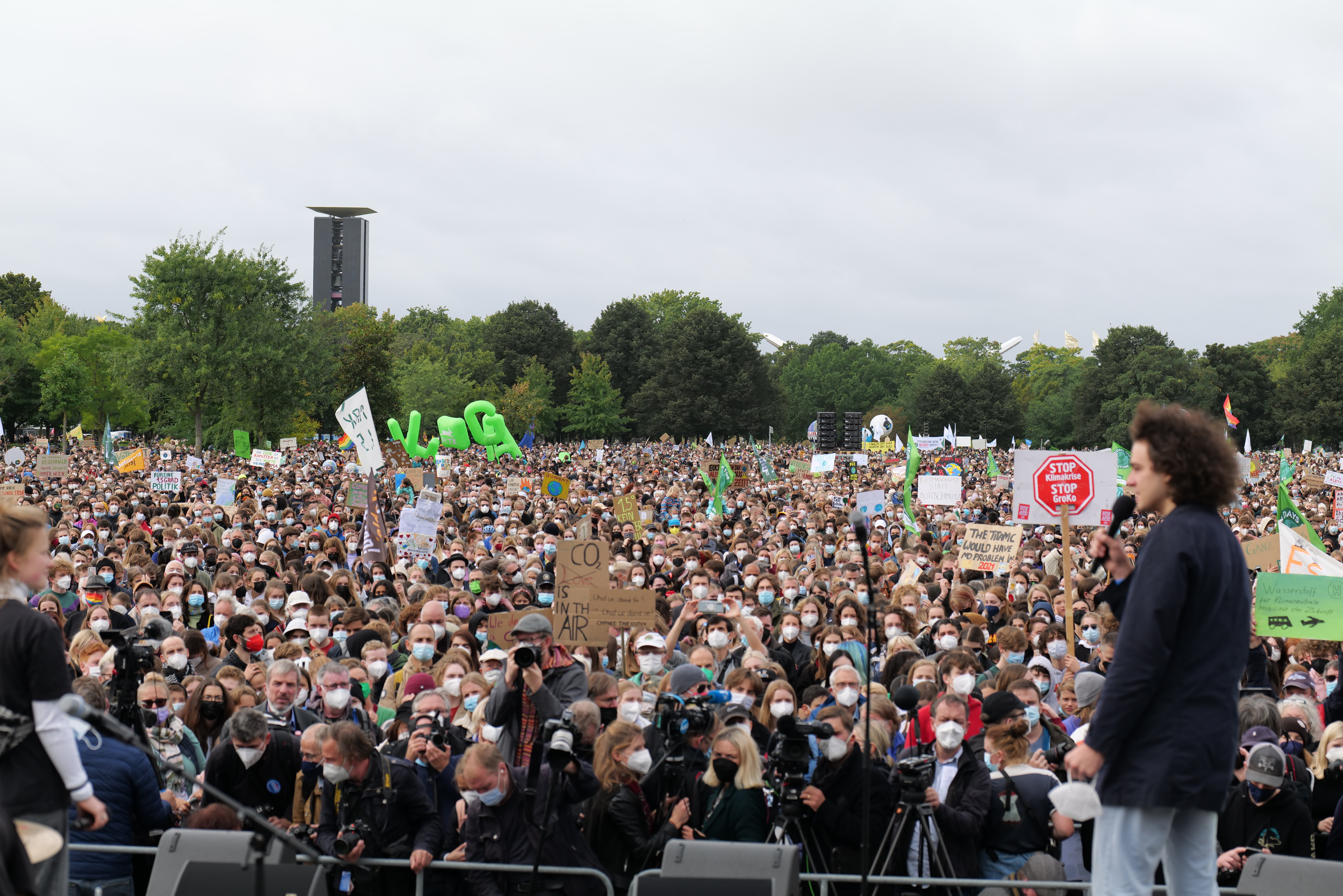
Demonstration am 24. September 2021 auf dem Platz der Republik in Berlin.

Für den 24. September 2021 rief FFF zu einem globalen Klimastreik auf. Der Termin lag zwei Tage vor der deutschen Bundestagswahl. Es gab mehr als 1500 Aktionen in 99 Ländern. Allein in Deutschland fanden über 470 Aktionen statt. Nach Angaben von Fridays for Future haben in Berlin mehr als 100.000 und in Deutschland insgesamt mehr als 620.000 Menschen teilgenommen.
In Österreich nahmen laut Angaben von Fridays for Future über 30.000 Menschen teil, davon 20.000 in Wien (Polizeiangabe: 5.500 Teilnehmer), 2.000 in St. Pölten, 5.000 in Linz (Polizeiangabe 2.000 Demonstrierende), 3.000 in Graz (Lt. ORF 1.500 Teilnehmer), 1.400 in Bregenz (Laut ORF 650 Personen) sowie 4.000 (lt. ORF 2.000) in Salzburg.

#### Globaler Klimastreik am 25. März 2022

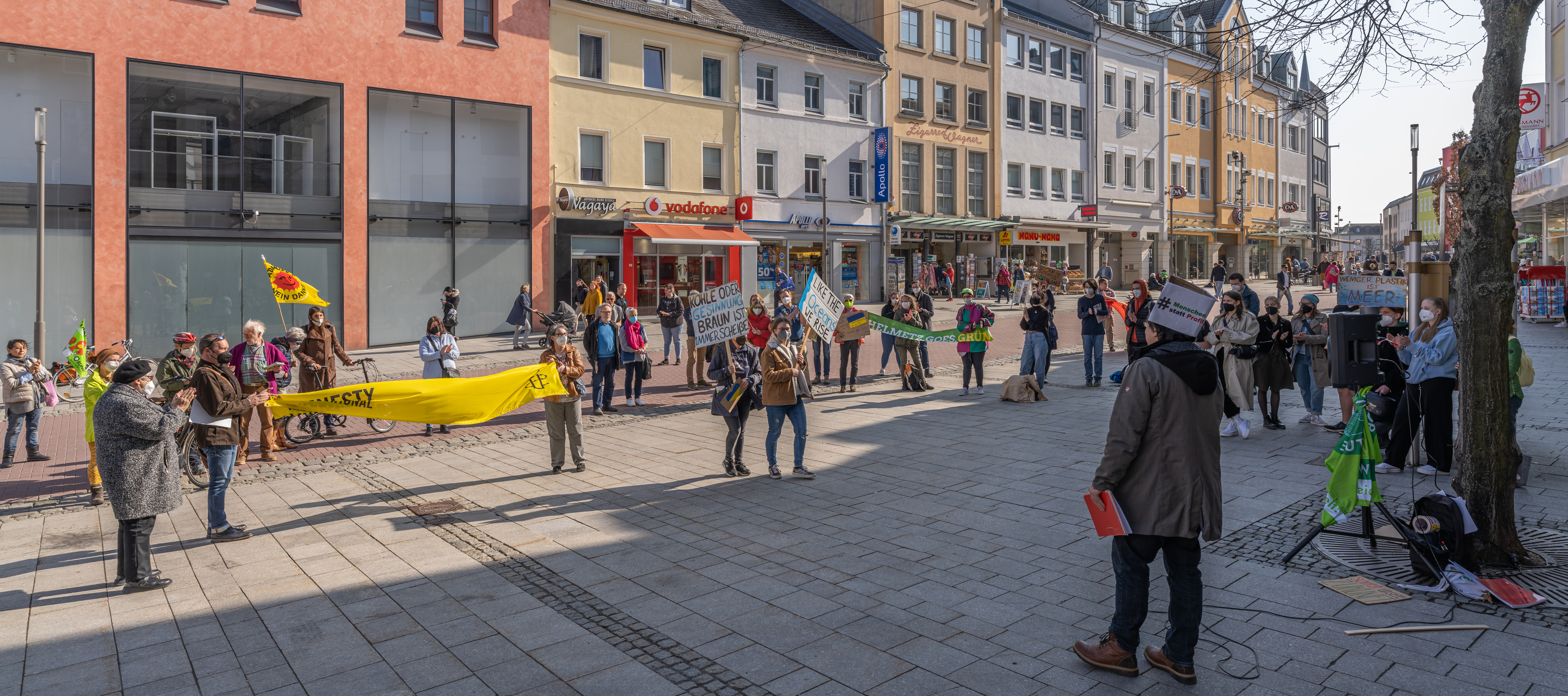
Demonstration in Hof (Saale) am 25. März 2022

Am 25. März 2022 fand ein Globaler Klimastreik statt. In Deutschland sollen sich nach FFFD 220.000 Menschen an dem Streik beteiligt haben. Die größte Demonstration fand in Berlin statt, wo gemäß Polizei mehr als 10.000 Menschen demonstrierten. Die Demonstrationen standen im Zeichen des russischen Überfalls auf die Ukraine. FFF forderte neben mehr Klimaschutz unter anderem, kein Erdöl, kein Erdgas und keine Kohle mehr aus Russland zu importieren. Russland führe „einen fossilen Krieg“, der durch die deutschen Importe an fossilen Brennstoffe täglich mit hohen Geldbeträgen maßgeblich mitfinanziert werde. Vertreter von FFF Russland und FFF Ukraine forderten in einer gemeinsamen Erklärung ein Handelsembargo für alle fossilen Energieträger aus Russland.

#### Globaler Klimastreik am 23. September 2022

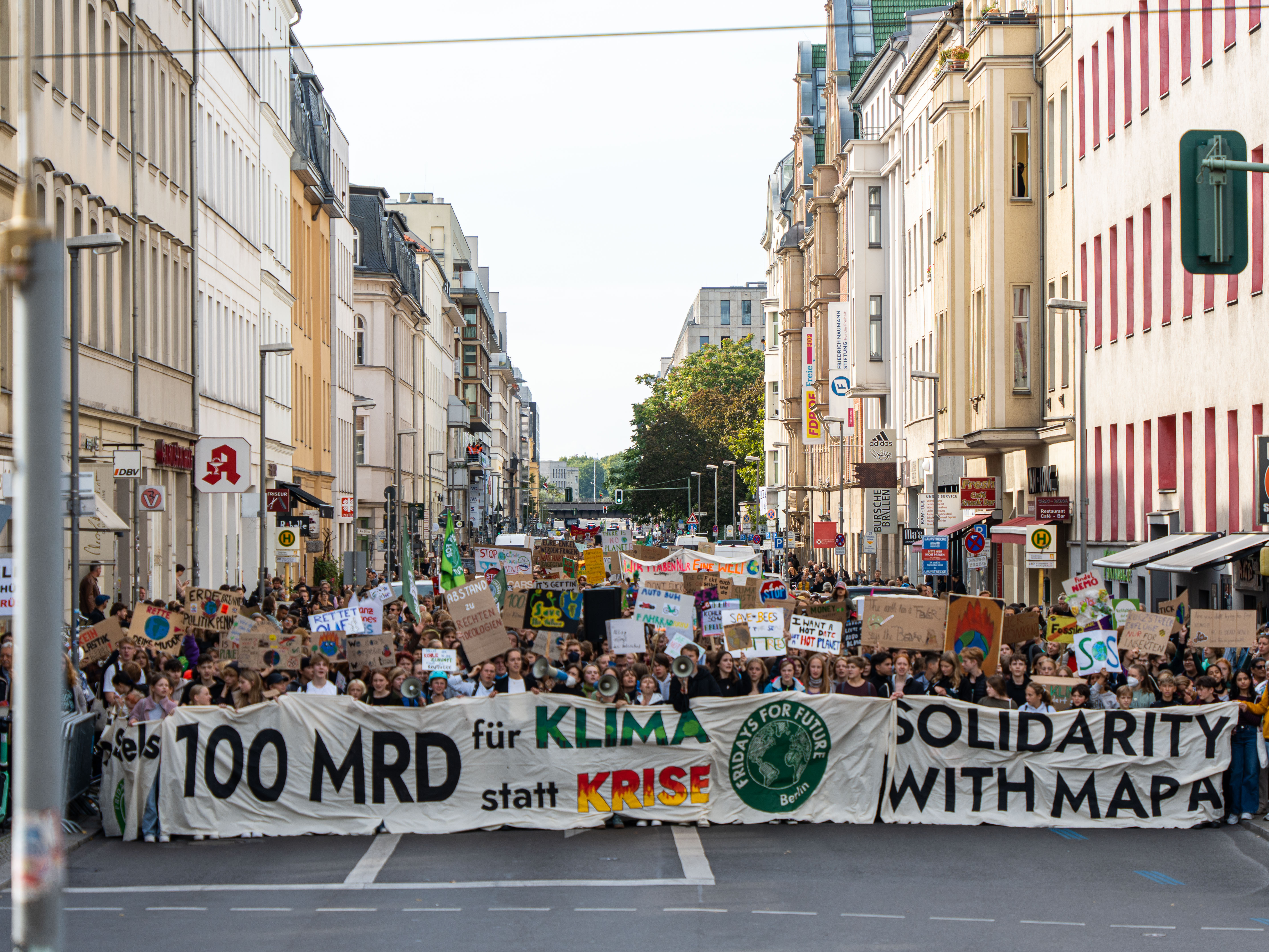
Berlin am 23. September 2022

Für den 23. September 2022 rief die Fridays-for-Future-Bewegung erneut zum globalen Klimastreik auf. Nach Veranstalterangaben nahmen allein in Deutschland 280.000 Menschen in 270 Städten an den Kundgebungen teil. In Berlin demonstrierten nach Angaben der Polizei 30.000 Menschen, in München 6000, in Frankfurt am Main 1200. In Österreich sprach Fridays for Future von 20.000 Teilnehmern bundesweit, davon 12.000 in Wien. In der Schweiz folgten Tausende unter anderem in Zürich, Basel und Luzern dem Aufruf und protestierten gegen Öl- und Gaskraftwerke und verlangten soziale Krisenpolitik. Auch in vielen anderen Ländern gingen Menschen auf die Straße – so etwa in Neuseeland, Indonesien oder der Demokratischen Republik Kongo.

#### Globaler Klimastreik am 3. März 2023

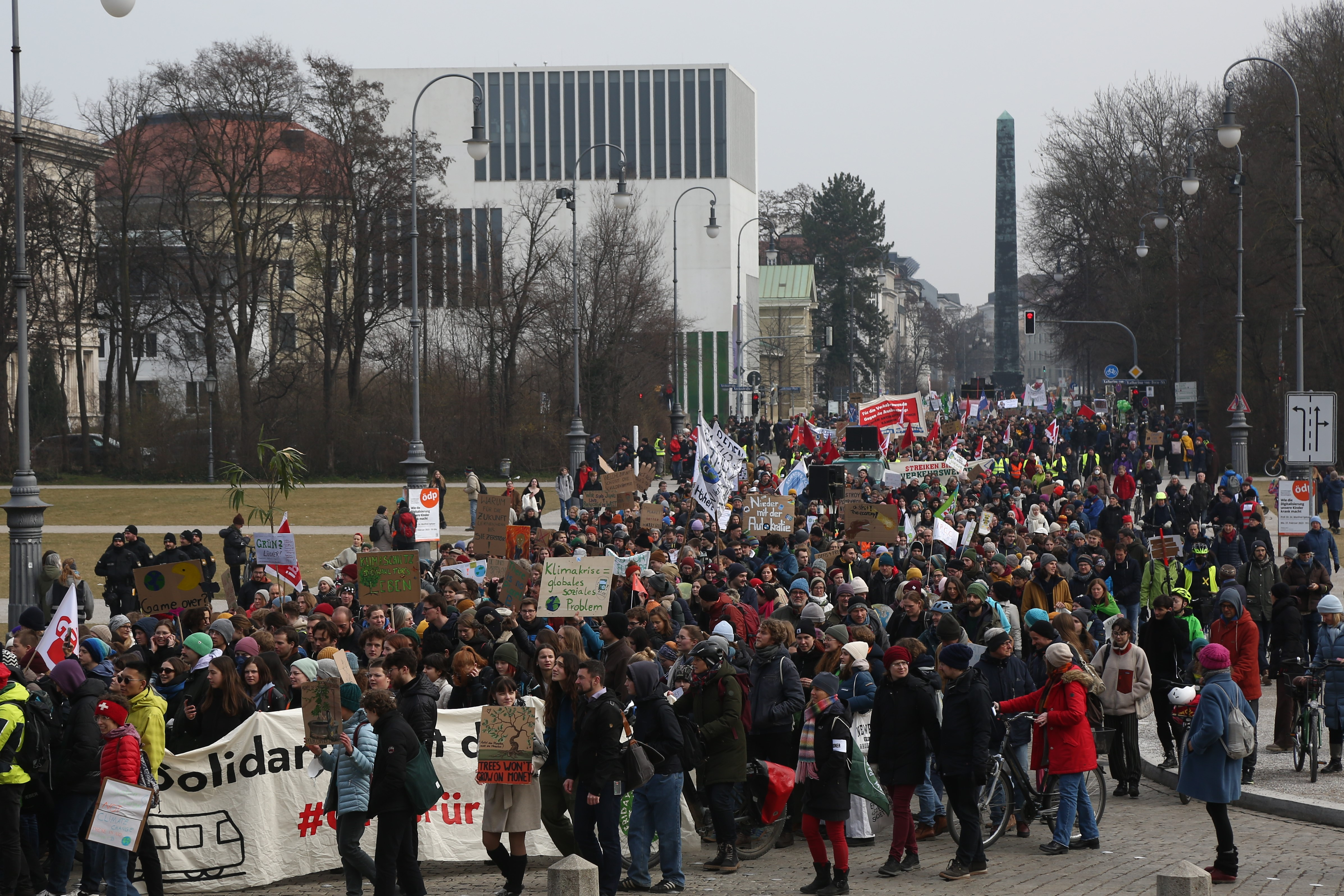
25.000 gehen am 3. März 2023 in München auf die Straße

Am globalen Klimastreik am 3. März 2023 hat sich die Fridays-for-Future-Bewegung in Deutschland bei mehr als 240 Protestveranstaltungen mit den zeitgleich stattfindenden Warnstreiks der Dienstleistungsgewerkschaft ver.di im Öffentlichen Nahverkehr solidarisiert und eine Verkehrswende gefordert. Nach Angaben der Veranstalter kamen mehr als 220.000 Menschen zusammen. Alleine in München zählte die Polizei rund 25.000 Demonstranten, laut FFFD waren es dort 32.000.
Auch in Bern, Zürich, Aarau, Lausanne, Luzern, Neuenburg, Sitten und St. Gallen fanden Klimastreik-Kundgebungen statt. Gefordert wurde unter anderem, bei einer drohenden Strom-Mangellage in der Schweiz den Betrieb von energieintensiven Sektoren, wie die Zement- oder Stahlindustrie, zu drosseln.

#### Globaler Klimastreik am 15. September 2023

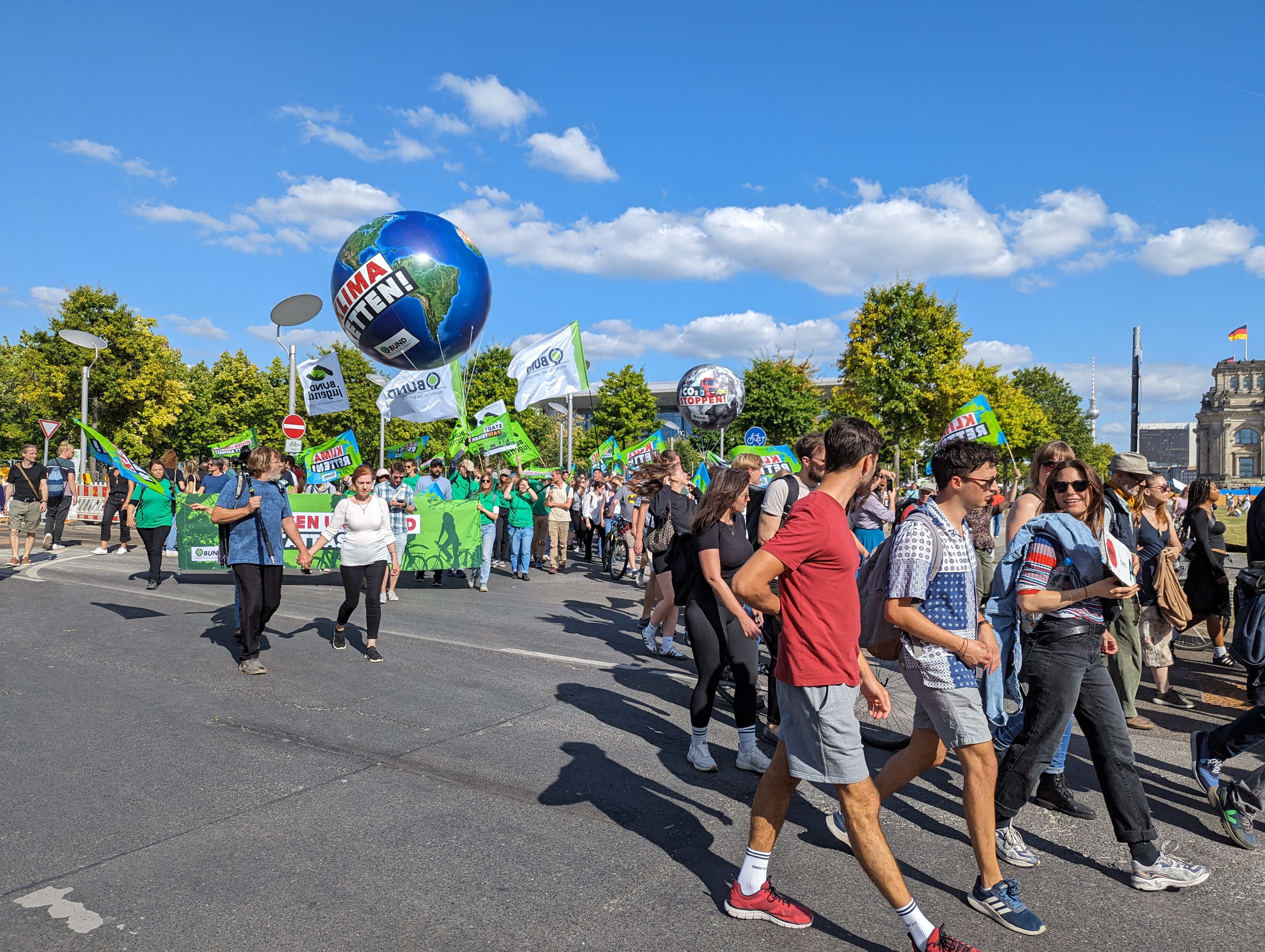
13. globaler Klimastreik in Berlin

Mitte September 2023, nachdem auch im letzten deutschen Bundesland Bayern die Schulferien zu Ende gegangen waren, fand der 13. globale Klimastreik statt. An den Protesten beteiligten sich in Deutschland rund 250.000 Menschen. Versammlungen und Aktionen fanden in Deutschland an 245 Orten statt.
In acht Städten in der Schweiz hat der globale Klimastreik nach Angaben der Organisatoren rund 6500 Menschen auf die Strasse gebracht.

### Weitere Globale Aktionen ab 2024
Am 20. September 2024 fand erneut ein globaler Klimastreik statt. Es nahmen in Deutschland nur noch wenige Zehntausende an den Demonstrationen teil.
Am 11. April 2025 war Deutschland beim globalen Kimastreik mit Aktionen in verschiedenen Orten mit weiter rückläufiger Teilnehmerzahl vertreten.

## Struktur in Deutschland

### Organisationsstruktur
Es gibt über 700 Ortsgruppen in Deutschland (Stand: Juni 2021). Bundesweit gibt es außerdem eine Delegiertenkonferenz, zu der jede Ortsgruppe Delegierte entsendet. Die Abstimmungen erfolgen mittels Telefonkonferenz. Ein gültiges Votum erfordert die Teilnahme von 70 Ortsgruppen. Neben diesen Ortsgruppen gibt es bundesweit 20 Arbeitsgruppen (Stand 2019). Die Koordination und Abstimmung innerhalb und zwischen den einzelnen Gruppen erfolgen überwiegend über soziale Medien und Messenger-Dienste.
Es gibt ein Strukturkonzept, das 21 Seiten umfasst und unter anderem Abstimmungen regelt. Dieses gilt noch nicht in den Ortsgruppen (Stand: Juli 2019).
FFFD hat keinen legitimierten Vorstand der Bewegung. Auf Bundesebene sind unter anderem Jakob Blasel, Ragna Diederichs, Luisa Neubauer, Carla Reemtsma und Franziska Wessel aktiv. Der Tagesspiegel bezeichnet sie in seiner Berichterstattung als „Kernteam“. Diese Entwicklungen sehen manche Basis-Mitglieder kritisch: Die Fokussierung auf bestimmte Personen führe dazu, dass andere Personen, die FFFD zugehören, es schwerer hätten, an der öffentlichen Debatte, insbesondere bei Talkshows, mitzuwirken.
Im Jahr 2020 gründete der Berliner George-Manuel Stelter eine Unternehmengesellschaft (UG haftungsbeschränkt) mit dem Namen FRIDAYS FOR FUTURE UG. Diese sollte später in einer gemeinnützigen GmbH aufgehen. Geplant war zudem die Gründung weiterer Körperschaften, darunter eines gemeinnützigen Vereins. Dieser bestand am 15. Mai 2020 in Form des Vereins Fridays for Future Germany V (i.G), das heißt war zu diesem Zeitpunkt in Gründung. Dies führte zu einem Konflikt zwischen dem Anwalt und der Bewegung, der seinen Höhepunkt in einem Rechtsstreit um die Domain der Website fand. Die FRIDAYS FOR FUTURE UG forderte unter Behauptung, sie habe das Recht am Namen „Fridays for Future“, von FFFD den Verzicht auf die Domain fridaysforfuture.de und die Unterlassung ihrer Nutzung. Die Personen, welche die Bewegung vertraten, entgegneten, George-Manuel Stelter sei nicht in der Bewegung aktiv und wolle versuchen über die Domain eingehende Spenden für eigene kommerzielle Zwecke zu nutzen. Das Landgericht Wiesbaden gab der Bewegung recht. FFFD wurde von der Kanzlei Schertz Bergmann vertreten.
Die finanzielle Abwicklung erfolgte bis Anfang 2021 über die Stiftung Plant-for-the-Planet, welche die Kontoführung und Verwaltung von Geldgeschäften wie die Entgegennahme, Auszahlung und Weiterleitung von Spendengeldern für FFFD übernahm. Dieses Konto gehörte dem Verein fairsichern community e. V. Spendenquittungen durften allerdings weder von FFFD noch von Plant-for-the-Planet ausgestellt werden, ausgenommen hiervon waren Spenden für den Sommerkongress 2019 an den Verein organize future! e. V., auf den auf der Website von FFFD hingewiesen wurde. Die Stiftung Plant for the Planet geriet im Dezember 2020 in die Kritik: Ihr wurde vorgeworfen, dass ihre Pflanzprojekte nicht so effektiv seien, wie behauptet. Daraufhin nahm FFFD den Namen der Organisation von ihrer Website und ersetzte ihn durch „eine bekannte NGO“.
Seit Juni 2021 ist der Verein Alle fürs Klima e. V. für die Verwaltung und Finanzierung verantwortlich. Die Vereinsmitglieder sind selbst nicht in der Bewegung aktiv, aber stehen hinter den Zielen der Bewegung. Die Mittelverwendung wird von der Bewegung basisdemokratisch beschlossen, jedoch ohne Einflussnahme des Vereins. Da dieser nicht als gemeinnützig zählt, können weiterhin keine Spendenbescheinigungen ausgestellt werden.

### Sozialstruktur
Die Teilnehmer der FFFD-Demonstrationen wurden im März 2019 wissenschaftlich durch das Institut für Protest- und Bewegungsforschung (ipb) untersucht. Demnach unterscheiden sich die Teilnehmer bei FFFD von allen anderen bisher untersuchten Demonstrationen durch den hohen Anteil sehr junger Teilnehmer. 51,5 % der Teilnehmer waren zwischen 14 und 19 Jahre alt, wobei nur Personen über 14 erfasst wurden. 71,8 % waren Schüler oder Studenten, wobei fast alle Schüler auf Gymnasien gingen, nur 4,5 % gingen auf Realschulen und 0,6 % auf Haupt- und Mittelschulen. 59,5 % der Teilnehmenden waren weiblichen Geschlechts. Das Datenmaterial erfasste nur europäische Länder mit einer stark unterschiedlichen Zahl der befragten Teilnehmer in den einzelnen Ländern. Es war nach Angaben der Autoren nicht repräsentativ. Beim sozialen Status fällt auf, dass die Proteste in den meisten Ländern von Menschen mit hohem formalen Bildungsgrad dominiert werden; mehr als 87 Prozent der FFF-Demonstranten haben mindestens eine Fachhochschulreife oder streben diese an. Mehr als die Hälfte zählt sich selbst zur oberen Mittelschicht oder Oberschicht, weniger als 10 % zur Arbeiterschicht. Der übergroße Anteil der Befragten (97,6 %) ist in Deutschland geboren, was ein deutlich höherer Anteil ist als in der Gesamtbevölkerung. Dass „weiße Jugendliche aus der akademisch geprägten, zumeist gehobenen Mittelschicht“ stärker vertreten sind, sei jedoch typisch für Protestbewegungen in Deutschland. Die Beteiligung von weiblichen Jugendlichen und jungen Frauen an Fridays for Future ist gegen den bisherigen Trend ungewöhnlich hoch. Bis dahin waren junge Frauen weniger an politischen Themen interessiert und beteiligten sich auch deutlich seltener an politischen Aktionen als ihre männlichen Altersgenossen.
Eine weitere Untersuchung des ipb vom 15. März 2019 in Berlin und Bremen ergab, dass ca. 58 % der Teilnehmer weiblich waren ca. 47 % waren mindestens 20 Jahre alt, 48 % identifizieren sich am meisten mit der Grünen Partei oder Der Linken, 40 % haben keine Parteipräferenz. Der Protest wird als eine Form politischer Selbstermächtigung verstanden. Die Veränderung der eigenen Lebens- und Konsumgewohnheiten wird als wichtiger Beitrag zur Veränderung der Situation angesehen.

## Unterstützungsgruppen

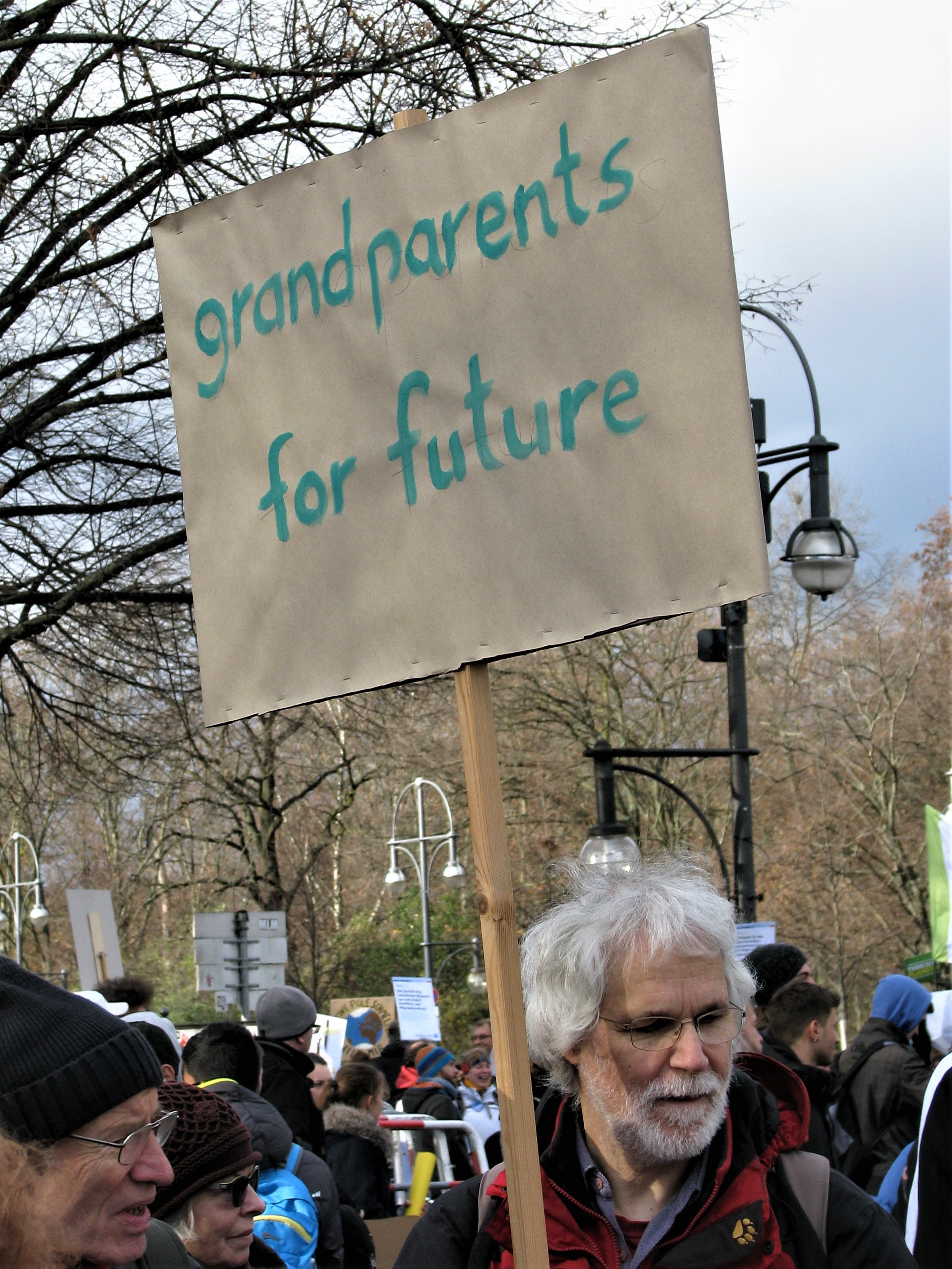
Grandparents for Future bei der Demonstration für Klimaschutz am 29. November 2019 in Berlin

Die von Schülern ausgehende Bewegung traf auf breite gesellschaftliche Akzeptanz und im Windschatten bildeten sich regional, national sowie weltweit zahlreiche „Fridays-Bewegungen“ als Unterstützungsorganisationen. „Parents for Future“, „Grandparents for Future“, „Health for Future“, „Psychologists for Future“, „Churches for Future“ und selbst „Teacher for Future e. V.“ sind bei den Demonstrationen präsent und verwässerten zunehmend die Idee des Streik von Schülern. In Deutschland traten insbesondere die Scientists for Future in die Öffentlichkeit.
Die Vereinnahmung der Bewegung durch verschiedene Interessensgruppen als „XY for Future“ wird von Fridays for Future zum Teil kritisch gesehen.

### Artists for Future
Im März 2019 begann das Netzwerk Artists for Future in den sozialen Medien aktiv zu werden, im April erschien eine Stellungnahme, die u. a. von Bully Herbig, Nora Tschirner, Konstantin Wecker, Hille Perl, Cathrin Lange und Hanne Kah unterzeichnet wurde.

### Entrepreneurs for Future

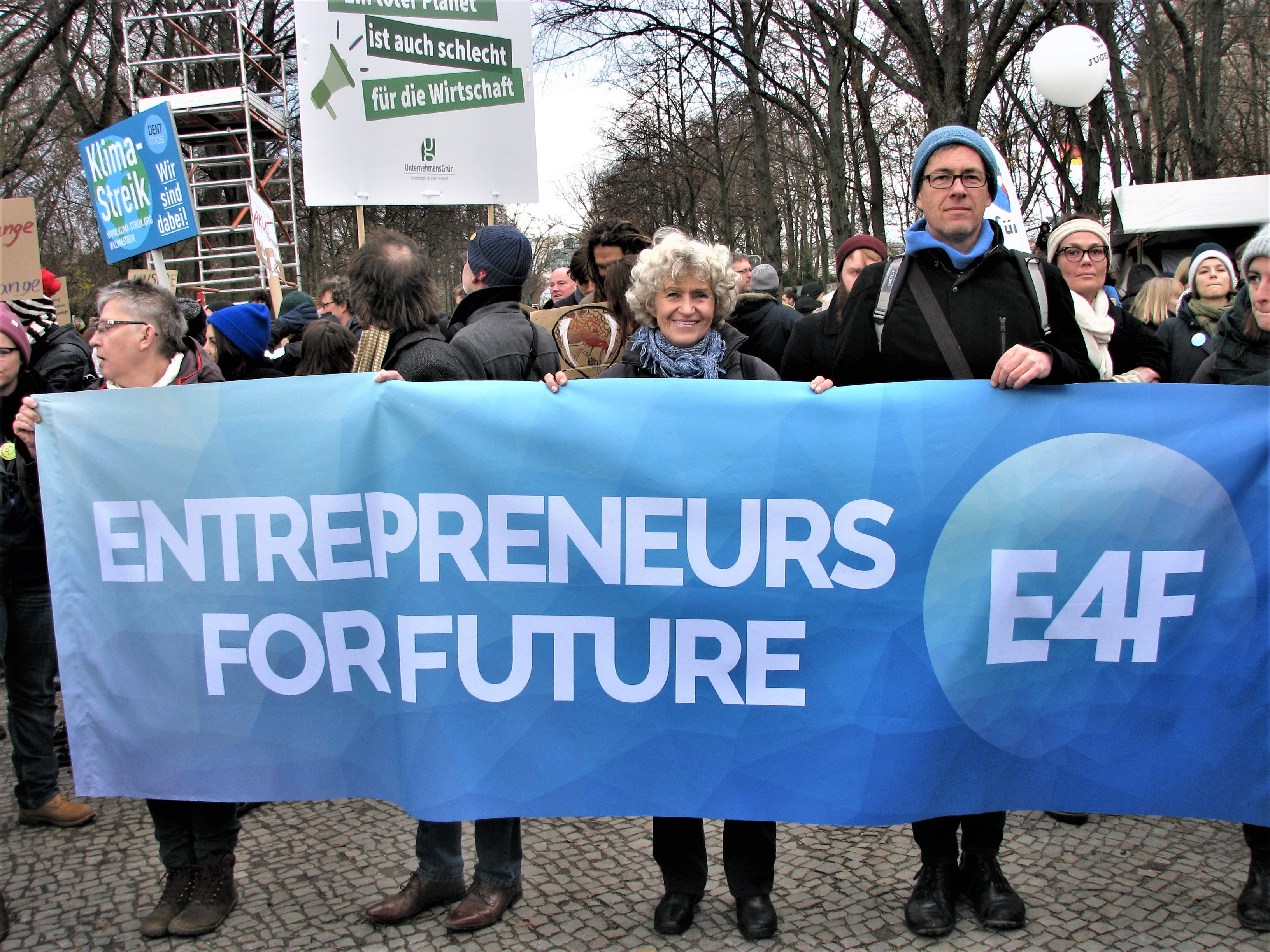
Entrepreneurs for Future bei der Demonstration am 29. November 2019 am Brandenburger Tor

Am 21. Mai 2019 gaben über 1000 Unternehmen in Berlin bekannt, dass sie sich zu der Initiative Entrepreneurs for Future zusammengeschlossen haben. Die Initiative fordert von der Bundesregierung eine entschiedenere Politik zum Klimaschutz. Insbesondere fordert sie die Einhaltung des 1,5-Grad-Zieles, einen schnellen Kohleausstieg und eine CO2-Abgabe. Der Initiative gehören neben Großunternehmen wie Veolia Environnement oder Remondis auch mittelständische Unternehmen wie Hipp oder elobau an. Der Bundesverband mittelständische Wirtschaft unterstützt die Initiative.
Die Unterstützung durch die Unternehmen gilt in den Fridays for Future-Gruppen als umstritten, da eine Vereinnahmung zu Imagezwecken befürchtet wird. Die Aktivisten lehnen es ab, wenn Unternehmen sich an den Streiks beteiligen, die keine echte Kursänderung vollziehen.

### Parents for Future
Im Februar 2019 gründete sich in Deutschland das Netzwerk Parents for Future: Eltern, die sich für den Klimaschutz engagieren, möchten Unterstützung und Solidarität mit den Jugendlichen zeigen und praktizieren.
In der Schweiz wurde im März 2019 die Gruppe Eltern fürs Klima gegründet, welche hinter den Forderungen der klimastreikenden Jugend steht. Regionalgruppen gibt es in Zürich, Bern und Luzern.
In Österreich wurde Parents for Future vor der Nationalratswahl 2019 aktiv.
Weltweit sind Parents for Future und ihre Unterstützerorganisationen in 29 Ländern aktiv.

### Scientists for Future

Das Logo der Scientists for Future zeigt Ed Hawkins’ „Climate- bzw. Warming Stripes“ („Wärmestreifen“)

Zustimmung für Fridays for Future kam ebenfalls von mehr als 26.800 Wissenschaftlern in einer Stellungnahme im März 2019. Der Zusammenschluss an Wissenschaftlern unter dem Namen Scientists for Future aus der Schweiz, Österreich und Deutschland veröffentlichte in der Folge mehrere Stellungnahmen und Kommentare in Fachzeitschriften zur Unterstützung von Fridays for Future. Ähnliche Gruppierungen gibt es in den Niederlanden und in Belgien.

### Teachers for Future
Teachers for Future Germany ist 2019 aus dem Zusammenschluss von Lehrpersonen entstanden, die die ersten Schulstreiks der Fridays-for-Future-Bewegung unterstützten. Seit 2021 sind die Teachers-for-Future ein eingetragener gemeinnütziger Verein. Zweck des Vereins ist die Förderung der Bildung, insbesondere im Bereich des Klimaschutzes, der Klimagerechtigkeit, der Biodiversität und der nachhaltigen Entwicklung. Neben diesen Zielen im Zeichen der Klimakrise engagieren sich die Teachers for Future bei der Transformation des Bildungs- und Schulsystems in Deutschland. Die Teachers for Future agieren sowohl auf Bundesebene als auch in Landesgruppen, Regionalgruppen und Ortsgruppen. Auch weltweit gibt es Teachers for Future, so z. B. in Italien, Spanien, Uganda, Kanada, Indien

## Debatten

### Politik
Eine Reihe von einflussreichen Politikern begrüßt die Aktionen von FFF ausdrücklich. So begrüßte Italiens Präsident Sergio Mattarella den Einsatz der Jugend für das Klima. Angela Merkel und Bernie Sanders twitterten ebenfalls ihre Unterstützung.
Martin Sonneborn, Mitglied des Europäischen Parlaments und Bundesvorsitzender der Partei Die PARTEI, zeigt sich solidarisch mit den FFF-Demonstranten und veröffentlichte am 26. Februar Entschuldigungsschreiben für die Schüler auf Twitter.
Bundesjustizministerin Katarina Barley erklärte am 1. März 2019: „Diese Proteste, bei denen Schülerinnen und Schüler Freitag für Freitag für ihre Zukunft auf die Straße gehen, verdienen hohen Respekt: Solche jungen Leute wünschen wir uns.“ Doch die Jugendlichen hätten noch kein Wahlrecht, das sie ausüben könnten. „Wir sollten ein Wahlrecht ab 16 Jahren einführen.“
Am 2. März 2019 lobte Bundeskanzlerin Angela Merkel die Schülerdemonstrationen in ihrem Video-Podcast:

„Wir können unsere Klimaschutzziele nur dann erreichen, wenn wir auch Rückhalt in der Gesellschaft haben. Und deshalb begrüße ich es sehr, dass junge Menschen, Schülerinnen und Schüler demonstrieren und uns sozusagen mahnen, schnell etwas für den Klimaschutz zu tun. Ich glaube, dass das eine sehr gute Initiative ist.“

In der Talkshow des NDR bewertete Jakob Blasel das Lob der Bundeskanzlerin als „Realsatire“, da sie sich als eine Hauptadressatin der Schülerproteste nicht wie eine Angegriffene verhalten habe.
Der Bundesvorsitzende der Grünen Robert Habeck lobte bei seiner Aschermittwochsrede die Zivilcourage der Demonstranten und bezeichnete ihre Aktionen als großen politischen Akt. Auch seine Parteikolleginnen Lisa Badum, klimapolitische Sprecherin der Bundestagsfraktion, sowie Beate Walter-Rosenheimer, Sprecherin für Jugendpolitik, solidarisierten sich mit der Bewegung. Lisa Badum hatte neben drei norwegischen Politikerinnen im Februar 2019 Greta Thunberg für den Friedensnobelpreis nominiert.
Allerdings kommentierte Jakob Blasel die Programme der Parteien für die Europawahl (die in Deutschland am 26. Mai 2019 stattfand): „Es gibt bislang in ganz Europa keine einzige Partei, deren Programm ausreicht, um den Klimawandel zu stoppen.“ Das zu ändern, sei eines der Ziele von FFF. Einen entsprechenden Handlungsbedarf auch bei Bündnis 90/Die Grünen stellte auch Luisa Neubauer auf ihrer Rede vor dem Parteikonvent der Partei am 29. März 2019 fest.
Bundespräsident Frank-Walter Steinmeier äußerte sich bei einer Fridays-for-Future-Mahnwache in Neumünster zustimmend zu den Protesten und meinte, viele Erwachsene hätten noch nicht begriffen, „dass es fünf vor zwölf“ sei. Er sagte den Schülern, für den Schutz des Klimas und der Weltmeere sei

„es so wichtig, dass ihr euch zu diesem Thema meldet und immer darauf aufmerksam macht, dass wir was tun […]. Wir brauchen junge Menschen wie euch, die sich einmischen.“

Zugleich ermutigte er sie, ihr Engagement fortzusetzen, allerdings nur

„innerhalb der Schule als Thema im Schulunterricht und natürlich auch außerhalb der Schulzeit.“

Weil Steinmeier im Dienstjet ins drei Bahnstunden entfernte Neumünster reiste, kritisierten Politiker wie Christopher Vogt und Bundestagsvizepräsident Wolfgang Kubicki sowie Journalisten wie Bojan Pancevski und Tilo Jung, dass Steinmeier sich unglaubwürdig mache.
Der FDP-Vorsitzende Christian Lindner äußerte in einem Interview mit Bild am Sonntag und auf Twitter, dass man von Kindern und Jugendlichen „nicht erwarten“ könne, „dass sie bereits alle globalen Zusammenhänge, das technisch Sinnvolle und das ökonomisch Machbare sehen“, sondern dass das „eine Sache für Profis“ sei. Außerdem ist er der Meinung, die Schüler sollten sich in der Unterrichtszeit „lieber über physikalische und naturwissenschaftliche sowie technische und wirtschaftliche Zusammenhänge informieren“, anstatt zu streiken, und sprach sich für eine Verlegung der Proteste in die Freizeit aus. Diese Aussagen lösten ein kritisches mediales Echo gegen Lindner aus.
Fritz Kuhn, Oberbürgermeister der baden-württembergischen Landeshauptstadt Stuttgart und ehemaliger Fraktionsvorsitzender der Bundestagsfraktion Bündnis 90/Die Grünen, nahm auf Einladung von Fridays for Future am 15. März 2019 an der Demonstration in Stuttgart teil. In einer dort gehaltenen Rede lobte er die Proteste und benannte Energie, Verkehr und Ernährung als die entscheidenden Punkte einer erfolgreichen Klimapolitik.
Der baden-württembergische Ministerpräsident Winfried Kretschmann (Grüne) hält es nicht für sinnvoll, wenn streikende Schüler sich über Monate hinweg darauf beriefen, sie leisteten zivilen Ungehorsam. Das Schuleschwänzen am Freitag dürfe nicht „zu einer Dauerveranstaltung“ werden. Zwar sei der moralische Appell gerechtfertigt, und es gehe wirklich um die Zukunft der Schüler. Dafür einmal die Schule zu schwänzen, falle zunächst einmal unter zivilen Ungehorsam. Ziviler Ungehorsam sei aber ein symbolischer Akt, keine „Dauerveranstaltung“. Wenn man Regeln verletzte, müsse man irgendwann mit Sanktionen rechnen. Wenn es auf Dauer nicht zu Sanktionen komme, suche sich als Folge jeder sein Thema aus, das er dann irgendwie moralisch auflade.
Die Grüne Jugend spricht darüber, ob man Bewegungen wie die Fridays for Future stärker einbeziehen kann. Mit Verbänden sei die Zusammenarbeit oft gut gelungen, aber mit Bewegungen falle das schwerer, so die Sprecherin Ricarda Lang. Es gibt deshalb Überlegungen, die Stelle eines Bewegungskoordinators in der Grünen-Parteizentrale zu schaffen.
Kritik des Deutschen Lehrerverbandes an der Politik
Heinz-Peter Meidinger, Präsident des Deutschen Lehrerverbandes, warf Politikern, die sich hinter die Proteste stellten, Heuchelei vor. Der Verband begrüße zwar das Engagement der Schüler. Inakzeptabel aber sei, dass Politiker durch ihre Unterstützung der FFFD-Proteste die allgemeine Schulpflicht am Freitagvormittag „praktisch für außer Kraft gesetzt“ erklärten und Lehrkräfte und Schulleitungen, die diese Schulpflicht von ihren Schülern noch einforderten, an den Pranger gestellt würden. Es sei widersinnig, dass sich einerseits fast alle Bundesländer in der Vergangenheit geweigert hätten, der politischen Bildung an Schulen mehr Unterrichtsstunden einzuräumen, weil der Stundenplan so voll sei, andererseits es aber jetzt viele Politiker nicht störe, wenn Zehntausende von Unterrichtsstunden wegen der Freitagsdemos ausfielen. Bundeskanzlerin Angela Merkel, „die letztendlich die Klimapolitik der Bundesrepublik verantwortet, klatscht zu dieser Kritik an der eigenen Politik Beifall“, kritisierte er. Der Hype um die Freitagsdemos diene vielfach als willkommenes Ablenkungsmanöver von den eigentlichen Sachfragen, so Meidinger. Den Schülern rate er, sich in Umweltgruppen zu organisieren. Dies hätte einen langfristigen nachhaltigen Effekt.

### Wirtschaft
Michael Hüther, Leiter des Instituts der deutschen Wirtschaft, hält das Hauptziel von FFFD, einen Kohleausstieg Deutschlands bis spätestens zum Jahr 2030, für gefährlich. Er appelliert an die Klimaaktivisten, die Schulstreiks einzustellen.
OPEC-Generalsekretär Mohammed Barkindo erklärte, die „unwissenschaftlichen“ Attacken von Klimaaktivisten seien „vielleicht die größte Bedrohung für unsere Branche in der Zukunft“. Kinder von OPEC-Kollegen stellten Fragen nach ihrer Zukunft, weil sie ihre Mitschüler auf den Straßen gegen die Ölindustrie demonstrieren sähen. Es gebe eine wachsende Massenmobilisierung gegen das Erdöl. Die Zivilgesellschaft werde durch die Aktivisten in die Irre geführt, sodass sie fälschlich glaube, Erdöl sei für den Klimawandel verantwortlich. Greta Thunberg kommentierte die Aussage, dies sei „bisher unser größtes Kompliment“ gewesen.

### Wissenschaft
Mehr als 26.800 Wissenschaftler haben sich zur Unterstützergruppe Scientists for Future zusammengeschlossen. Das Berliner Museum für Naturkunde öffnet seine Türen bis auf weiteres freitags am Nachmittag für die Demonstrierenden kostenlos. Im Museum fand auch die bundesweite FFF-Pressekonferenz am 8. April 2019 statt.
Die Deutsche Akademie der Naturforscher Leopoldina interpretiert die Fridays-for-Future-Bewegung als Reaktion auf die täglich wachsende „Kluft zwischen der sich abzeichnenden existentiellen Bedrohung durch den Klimawandel und immer wieder aufgeschobenem politischen Handeln“. Die Bewegung zeige, „dass inzwischen eine ganze Generation mehr und mehr von Ungeduld und Unverständnis über das Versagen von Politik und Gesellschaft erfasst“ werde. Dabei fordere sie „mit Nachdruck“ dazu auf, „die Klimakrise ernsthaft anzugehen und das längst Überfällige zu tun“.

### Verbände und Nichtregierungsorganisationen
In einem am 30. Januar 2019 veröffentlichten Interview der SPD-Parteizeitung Vorwärts erklärte Kai Niebert, Präsident des Deutschen Naturschutzrings, dass er einen endgültigen Kohleausstieg Deutschlands erst im Jahr 2038 für falsch halte, da dieser deutlich früher erfolgen könne. Er habe aber der entsprechenden Empfehlung der Kohlekommission der deutschen Bundesregierung als deren Mitglied dennoch zugestimmt, da eine andere Regelung nicht durchsetzbar gewesen sei. Dies habe vor allem daran gelegen, dass die Interessen junger Menschen, aber auch des „globalen Südens“ in der Kommission nicht angemessen vertreten worden seien.
Fridays for Future wird durch Nichtregierungsorganisationen, die im Umweltbereich aktiv sind, unterstützt. So begrüßt der Club of Rome ausdrücklich die weltweiten FFF-Proteste und stellte sich in einem am 14. März 2019 veröffentlichten Statement hinter die Protestierenden. Fridays for Future Deutschland wird u. a. von Germanwatch und Greenpeace unterstützt. Germanwatch lehnt es allerdings ab, auf Schüler einen Gruppendruck auszuüben: „Es ist eine Gewissensentscheidung für jede Schülerin und jeden Schüler, ob man das Recht auf Versammlung höher stellt als die Schulpflicht. Zu einer Gewissensentscheidung kann man nicht aufrufen.“ Einer der Anführer von FFFD, Jakob Blasel, hat bereits der Greenpeace-Jugend angehört, bevor er sich bei FFFD engagierte.

### Haltungen zum Unterrichtsausfall
Befürworter und Anhänger der Bewegung rechtfertigen die Schulstreiks damit, dass die Teilnehmer erst dadurch, dass sie „zu ‚drastischen‘ Maßnahmen greifen, […] so prominent gehört [werden]. Es geht hier nicht um Schuleschwänzen, sondern darum, die große Dringlichkeit, jetzt zu handeln, mit allen Mitteln zu unterstreichen“, meint Luisa Neubauer, Streik-Organisatorin bei FFF Berlin. Viele Schüler betrachten den Schulstreik demnach als Ausdruck des zivilen Ungehorsams.
Klaus Hurrelmann bewertet das Kalkül der Schüler zwar als zielführend, „hofft“ aber, dass sie sanktioniert werden. „Denn wenn das nicht geschähe, also wenn man das stillschweigend in den Schulen durchgehen ließe, dann würde man die Bewegung entwerten. Die jungen Leute denken sich ja was dabei. Sie wollen zeigen: Wir sind zornig, wir lehnen uns auf, wir protestieren.“
Premierministerin Theresa May kommentierte Schulstreiks mit den Worten: „Es ist wichtig zu erkennen, dass der Unterrichtsabbruch die Arbeitsbelastung der Lehrkräfte erhöht und Unterrichtszeit verschwendet, auf die sich Lehrkräfte sorgfältig vorbereitet haben. Diese Zeit ist gerade für junge Leute wichtig, damit sie sich zu Spitzenwissenschaftlern, Ingenieuren und Anwälten entwickeln können, die wir brauchen, um dieses Problem [des Klimawandels] anzugehen.“
Wer wegen der Teilnahme an einer „Klimastreik“-Aktion eine Prüfung versäumt, kann in Deutschland und der Schweiz dafür mit der schlechtesten Note bestraft werden. Umgesetzt wurde diese Maßnahme allerdings bislang nur vereinzelt (z. B. in Payerne im Kanton Waadt).
In Baden-Württemberg, Bayern, Nordrhein-Westfalen und Schleswig-Holstein bestehen Politiker und Behördenvertreter auf der Einhaltung der Schulpflicht. Schüler müssten folgerichtig mit Sanktionen rechnen. Das nordrhein-westfälische Schulministerium hat aus Anlass der FFFD am 13. Februar 2019 einen Brief an alle Schulen des Landes verschickt. In diesem wird auf einen Erlass verwiesen, der zur Durchsetzung der Schulpflicht die „zwangsweise Vorführung“ oder „Ordnungswidrigkeitenverfahren“ vorsieht. Das Ministerium hat jedoch auch mitgeteilt, dass „grundsätzlich auch der Besuch einer politischen Veranstaltung (‚Demonstration‘) im Klassen- oder Kursverband im Rahmen des Unterrichts als Unterricht an einem außerschulischen Lernort denkbar“ sei. Der bayerische Kultusminister Michael Piazolo überlässt die Konsequenzen für Streikteilnehmer den Schulen seines Landes. Einige von ihnen haben bereits angekündigt, mit Verweisen zu reagieren.
Hessens Kultusminister Alexander Lorz vertritt den Standpunkt, dass es keinen Grund mehr gebe, während der Schulzeit zu demonstrieren, da das erste wichtige Ziel von FFFD, nämlich Aufmerksamkeit für ihr Anliegen zu schaffen, inzwischen erreicht sei.
Die Bildungssenatorin von Berlin, Sandra Scheeres, bewertet die Schülerdemonstration in der Hauptstadt positiv. Zwar gelte die Schulpflicht, die Schulen könnten jedoch im Kontext von Projekten mit dem Thema umgehen. Klimaschutz und globale Erwärmung seien im Rahmenlehrplan Berlin-Brandenburgs enthalten. Auch der niedersächsische Ministerpräsident Stephan Weil lobte das Engagement der Klimaaktivisten.
Die Abwesenheit vom Unterricht ist nach Auffassung der deutschen Gewerkschaft Erziehung und Wissenschaft (GEW) nicht wie Schwänzen zu werten oder mit einer Strafarbeit zu sanktionieren. „Die Schulen müssen den Spagat schaffen zwischen Verbieten und stillschweigendem Zulassen“, sagte die baden-württembergische GEW-Landeschefin Doro Moritz.
David Fopp, Assistenzprofessor für Theaterpädagogik am Departement für Geistes- und Sozialwissenschaften der Universität Stockholm und Scientists-for-Future-Gründer in Schweden, meint, die Streiks seien nicht einfaches Schulschwänzen, sondern demokratiebildende Aktionen. Wichtig sei es, dass die Schüler zu Mündigkeit und Wertschätzung gegenüber der Gesellschaft als Ganzem und damit auch gegenüber der Umwelt befähigt würden.
Die damalige CDU-Vorsitzende Annegret Kramp-Karrenbauer kritisiert das Schuleschwänzen der Schüler für die Demonstrationen von Fridays for Future.

## Analyse und Deutung
Zum Jahrestag der Fridays-for-Future-Proteste hat das Institut für Protest- und Bewegungsforschung die erste umfassende, deutschsprachige Studie zur Bewegung in Deutschland vorgelegt, die u. a. das Fazit „Der mittelfristige Verlauf der Kampagne hängt nicht nur von ihrer Fähigkeit ab, das hohe Mobilisierungsniveau unter jungen Menschen aufrechtzuerhalten, sondern auch von der Bildung strategischer Allianzen und der Diffusion des Protests in bislang passive Teile der Gesellschaft“ enthält.
Der Soziologe Stefan Kühl analysiert, dass die Bewegung ihre Kraft aus dem Regelverstoß der Verweigerung der Schulpflicht bezieht, da diese Konsequenzen herausfordere, die wiederum die Proteste befeuern können.
Der Politikwissenschaftler Mathias Albert meint, dass die „Klimastreik“-Bewegung die erste Bewegung sei, die wirklich die Verantwortung der älteren Generationen anspreche. Was diese jungen Menschen erkennten, sei, dass es offensichtlich älteren Generationen Schwierigkeiten bereite, etwas zu ändern, insbesondere dann, wenn sie bestimmte wirtschaftliche Interessen verfolgten.
In einem Essay für die Neue Zürcher Zeitung argumentiert der Kunsthistoriker und Journalist Jörg Scheller, die jungen Anhänger der Bewegung verträten im Grunde konservative Tugenden: „Die jungen Klimaaktivisten … ziehen in asketischer Stimmung unter dem Banner der Vernunft in die Schlacht, sie wollen langfristig denken, die Welt retten, die Schöpfung bewahren, der Wissenschaft Reverenz erweisen. So widerlegen sie die Klischees der Jugend.“ Die älteren Rechtskonservativen unter ihren Gegnern hingegen schlüpften – unwillentlich – in die Rolle postmoderner Gegenbewegter: „Die Mainstream-Wissenschaft, rufen sie, ist ein interessengeleiteter Herrschaftsapparat! Man will uns blenden, uns gefügig machen, unsere Freiheiten beschneiden! Recht hat nicht die Mehrheit der Klimaforscher, sondern die heroische Minderheit der Unterdrückten, die in unserem Sinne gegen den Strom schwimmt!“ Vor diesem Hintergrund diagnostiziert Scheller einen „Klimakarneval“, in dem überkommene soziale Rollenverständnisse auf den Kopf gestellt werden.
Der Jugendforscher Klaus Hurrelmann sieht die Stärke der Bewegung darin, dass sie bisher eine Vereinnahmung durch Parteien oder Organisationen nicht zugelassen hat und sehr authentisch auftritt. Als Besonderheit hebt er das junge Alter der Akteure hervor und spricht von einer „kinderpolitischen Bewegung“. Dies unterscheide die Bewegung beispielsweise von der 68er- oder der Anti-Atomkraft-Bewegung, die von Studierenden im Alter von 25 bis 30 Jahren angeführt wurden. Unter den jetzigen 15- bis 20-jährigen Hauptakteuren befinden sich vor allem junge Frauen. Vor dem Sommerkongress im August meint er zum Einfluss der Bewegung: „Dominierte zugunsten der AfD zuvor das Flüchtlingsthema viele Debatten, wird nun in einer breiten Öffentlichkeit über die Auswirkungen des Klimawandels diskutiert.“
Doris Bühler-Niederberger erklärt den einstweiligen Erfolg von FFF damit, dass von den „Kindern“ eine Kraft ausgehe, die die Soziologin „Macht der Unschuld“ nennt. Kinder gälten als unvoreingenommen und authentisch. Sie hätten noch keine Zeit gehabt, um etwas so Schlimmes wie den Klimawandel zu verursachen. Ihre Opferrolle sei keine Inszenierung, sondern echt.
Peter Grassmann begreift den Schulstreik als Anklage und gewaltfreien Protest sowohl gegen diejenigen, die die jahrelangen Bemühungen der Vereinten Nationen um Klimaschutz ausgebremst haben, als auch gegen die Regierungen, die das Reden über den Klimaschutz dem Handeln vorzogen. Er attestiert ein Scheitern der jetzigen Machtelite bezüglich des Klimaschutzes. Mit der neuen Generation verbindet er die Hoffnung auf eine „natur- und klimafreundliche Marktwirtschaft“ mit „stärkerer Demokratie, geschwächtem Lobbyismus und mehr Mut der Politiker, zu handeln“.
Ralf Fücks ordnet Fridays for Future als eine neue Art außerparlamentarischer Opposition ein, die allerdings nicht durch zuversichtliche Visionen geprägt sei, sondern durch Zukunftsangst. Fücks befürchtet, dass die Klimastreiker bereit sein könnten, die Demokratie und die Marktwirtschaft ihrer Panik zu opfern. Dem setzt er seinen Schlussappell entgegen: „Die Jungen haben allen Grund, ungeduldig zu sein und Regierungen wie Unternehmen Dampf zu machen. Aber am Ende werden wir nur gewinnen, wenn wir die große Mehrheit unserer Gesellschaften überzeugen, dass Klimaschutz, Wohlstand und eine freiheitliche Lebensform unter einen Hut zu bringen sind. Mut zur Zukunft ist besser als Panik.“
Wolfgang Huber sieht in dem Aufstand der Jugend den Versuch, Angst in zukunftsorientiertes Handeln umzuwandeln. Das letzte Wort behalte demnach die Hoffnung, nicht die Angst.
Maximilian Probst weist darauf hin, dass Fridays for Future den Politikbetrieb in parlamentarischen Demokratien grundsätzlich in Frage stelle. In Demokratien sei es üblich, dass durch Wahlen legitimierte Abgeordnete per Mehrheitsbeschluss darüber befänden, was geschehen solle. Damit es zu einer parlamentarischen Mehrheit komme, müsse im Vorfeld verhandelt und um einen Kompromiss gerungen werden. Die Frage, ob das Ergebnis „richtig“ sei, stelle sich hier nicht, da die Legitimation eines Beschlusses sich allein aus dem Verfahren ergebe und da Menschen sich irren könnten. Der Klimawandel stelle einen Ausnahmefall dar. Hier stelle sich nur die Frage, ob die Mehrheit der Wissenschaftler Recht habe oder nicht. Routiniers seien geschockt darüber, dass „[d]ie Katastrophe […] nicht so komplex“ sei „wie unser Weltbild. Sondern so simpel wie die Slogans der protestierenden Schüler.“
Die Professur Kultur- und Länderstudien Ostmitteleuropas der Technischen Universität Chemnitz hat nach der Befragung von mehreren tausend FFF-Demonstrationsteilnehmern in 13 Städten in 9 Ländern festgestellt, dass eine zahlenmäßige Dominanz weiblicher Teilnehmer besteht, die in manchen Städten bis zu 70 % ausmachen. Dieser überproportionale Anteil von Frauen ist nach Aussage des Projektleiters Piotr Kocyba auf „die starke Präsenz weiblicher Führungsfiguren zurückzuführen“. Beim Sommerkongress in Dortmund 2019 waren 58 % der Teilnehmer weiblich.
Der Protestforscher Dieter Rucht antwortet auf die Frage „Wie kommt Fridays for Future über das Sommerloch?“: „Ewig auf die Straße zu gehen wird nicht funktionieren. Die stehen jetzt vor der strategischen Entscheidung, ob sie eine härtere Gangart einschlagen, mit zivilem Ungehorsam und all dem, oder ob sie sich zeitlich begrenzte, politische Ziele setzen, konkrete Projekte angehen, oder ob sie stärker in die Parteien hineinwirken.“ Der Umweltforscher Rainer Grießhammer erwartet im Gegensatz zu Rucht, dass es „durch Fridays for Future tatsächlich einen politisch und kulturell massiven Wechsel geben wird – wie vielleicht zuletzt mit der 68er-Bewegung. Das wird sich auch in den Lebensstilen der Mehrheit zeigen: Das Elterntaxi, das eigene Auto, der Billigflug zum Barcelona-Wochenende sind dann out. Und der Streit mit den Eltern beim geplanten Kauf eines SUV ist vorprogrammiert“.
Der Greta-Effekt innerhalb der Klimabewegung Fridays for Future nimmt einer Studie der TU Chemnitz (2020) zufolge immer mehr ab. Internationale Erhebungen ergaben, dass Aktive ihr Engagement immer weniger auf den Einfluss von Greta Thunberg zurückführten. Die Wissenschaftler ziehen daraus den Schluss, dass die Bewegung mittlerweile fest etabliert ist und auch außerhalb von Schweden lokale, meist weibliche Führungspersonen die Bewegung tragen. Weiter wurde ermittelt, dass das Durchschnittsalter global von 30 auf knapp 33 Jahre angestiegen ist.
Der ARD-DeutschlandTrend kam am 15. September 2023 zu dem Ergebnis, dass Fridays for Future auf drei Viertel der Deutschen wenig (35 % der Befragten) oder gar keinen Einfluss (40 %) habe. Jeder Vierte sei von der Bewegung stark (19 %) oder sehr stark (4 %) beeinflusst.

## Auszeichnungen
Am 7. Juni 2019 gab Amnesty International bekannt, dass Greta Thunberg und Fridays for Future mit dem Ambassador of Conscience Award für 2019 geehrt werden, der höchsten Auszeichnung der Menschenrechtsorganisation. Die Preisverleihung fand am 16. September 2019 in Washington, D.C. statt.
Ebenfalls 2019 wurde Fridays for Future mit dem Förderpreis des Marion Dönhoff Preises ausgezeichnet.
Im Jahr 2020 erreichte Fridays for Future Deutschland den 2. Platz beim „NRW-Medienpreis für entwicklungspolitisches Engagement“.

## Verhältnis zu anderen sozialen Bewegungen

### Klimaaktivisten
Im April 2019 stellte Hannah Elshorst, Sprecherin von Extinction Rebellion (XR) Deutschland, klar, dass Greta Thunberg auch „unsere Greta“ (d. h. die von Extinction Rebellion) sei. Es gebe viele Verbindungen zwischen XR und Fridays for Future. So nähmen Anhänger von Extinction Rebellion auch an den Massendemonstrationen von FFF teil. Allerdings sei XR radikaler als FFF. Gegen FFF spricht Elshorst zufolge, dass die Streiks „zwar eine große Welle ausgelöst“ hätten, sie „aber in ihren Forderungen weitgehend ignoriert“ würden. Nach Aussagen von XR-Anhängern im Vereinigten Königreich ist es für sie selbstverständlich, in der Tradition Mahatma Gandhis zu riskieren, für Aktionen inhaftiert zu werden.
Fridays for Future hat sich am 19. Juni 2019 in einer Pressemitteilung mit Ende Gelände, einer Bewegung für Klimagerechtigkeit, solidarisiert: „Wir erachten zivilen Ungehorsam als legitime Protestform. Er ist zwingend notwendig zum Schutz unserer Zukunft“, so die Pressemitteilung von FFF. Um die Räumung Lützeraths zu verhindern, gründete sich ein Aktionsbündnis u. a. mit Fridays for Future, Alle Dörfer Bleiben, Extinction Rebellion, Interventionistische Linke, Ende Gelände u. a.

### Friedensbewegung
In vielen Städten Deutschlands erhielten vor allem „Alt-68er“, die an der Tradition der Ostermärsche festhielten, über die Ostertage 2019 Unterstützung durch FFF-Aktivisten. Den sachlichen Zusammenhang beider Bewegungen brachte Felix Winter vom Kasseler Friedensforum mit den Worten auf den Punkt: „Die Märsche sind besonders wichtig im Moment, weil wir in der NATO diese unheimliche Aufrüstung haben – wir sollen unsere Rüstungsausgaben fast verdoppeln. Das ganze Geld, was da verpulvert wird, wird uns fehlen für eine nachhaltige Politik und eine ökologische Wende. Das kann man nicht zulassen.“

### Europäismus
Am 3. März 2019 demonstrierten FFFD-Anhänger in Freiburg im Breisgau, am 7. April in Koblenz gemeinsam mit der pro-europäischen Pulse of Europe. Jesko Treiber, Mitorganisator von Fridays for Future in Freiburg, begründete diesen Schritt damit, dass in einer Zeit, in der der Rechtspopulismus in ganz Europa wieder stärker geworden sei und die Klimakrise immer weiter voranschreite, internationaler Zusammenhalt mehr als je zuvor benötigt werde. Nur so könne man der Klimakrise entgegenwirken.

### Ökomodernismus/Wachstumskritik/Antikapitalismus
Bei der Frage der Wirtschaftsordnung ist Fridays for Future heterogen. Während es einerseits Gruppen wie Entrepreneurs for Future gibt, die eine ökologische Modernisierung der bestehenden Wirtschaftsordnung anstreben, gibt es auch radikalere Positionen, die wachstumskritisch und teils antikapitalistisch auftreten, wie die Gruppe Change for Future. Allerdings haben diese radikaleren Positionen nur wenig Einfluss innerhalb von Fridays for Future.

### Arbeiterbewegung
Aktivisten von Fridays for Future Deutschland unterstützten 2020 die Beschäftigten aus dem öffentlichen Personennahverkehr bei ihrem Kampf für bessere Tarifverträge. „Gute Arbeitsbedingungen für die Beschäftigten sind die Voraussetzung dafür, dass wir den ÖPNV ausbauen können“, führten die Aktivisten aus. Zur UN-Klimakonferenz in Glasgow 2021 betonte Greta Thunberg, „Klimagerechtigkeit bedeutet auch soziale Gerechtigkeit und dass wir niemanden zurücklassen“ und lud streikende Arbeiter aus der Region ein, sich der Kundgebung anzuschließen. In München solidarisierten sich die Klimaaktivisten mit Beschäftigten eines Bosch-Werkes, das Kraftstoffpumpen für Verbrennungsmotoren fertigte und von der Schließung bedroht war. Die Aktivisten forderten, anstatt das Werk zu schließen, die Umstellung der Produktion hin zu klimafreundlichen Produkten. Außerdem unterstützt Fridays for Future in Berlin die Berliner Krankenhausbewegung.

### Haltung zum Nahostkonflikt und Antisemitismusvorwürfe

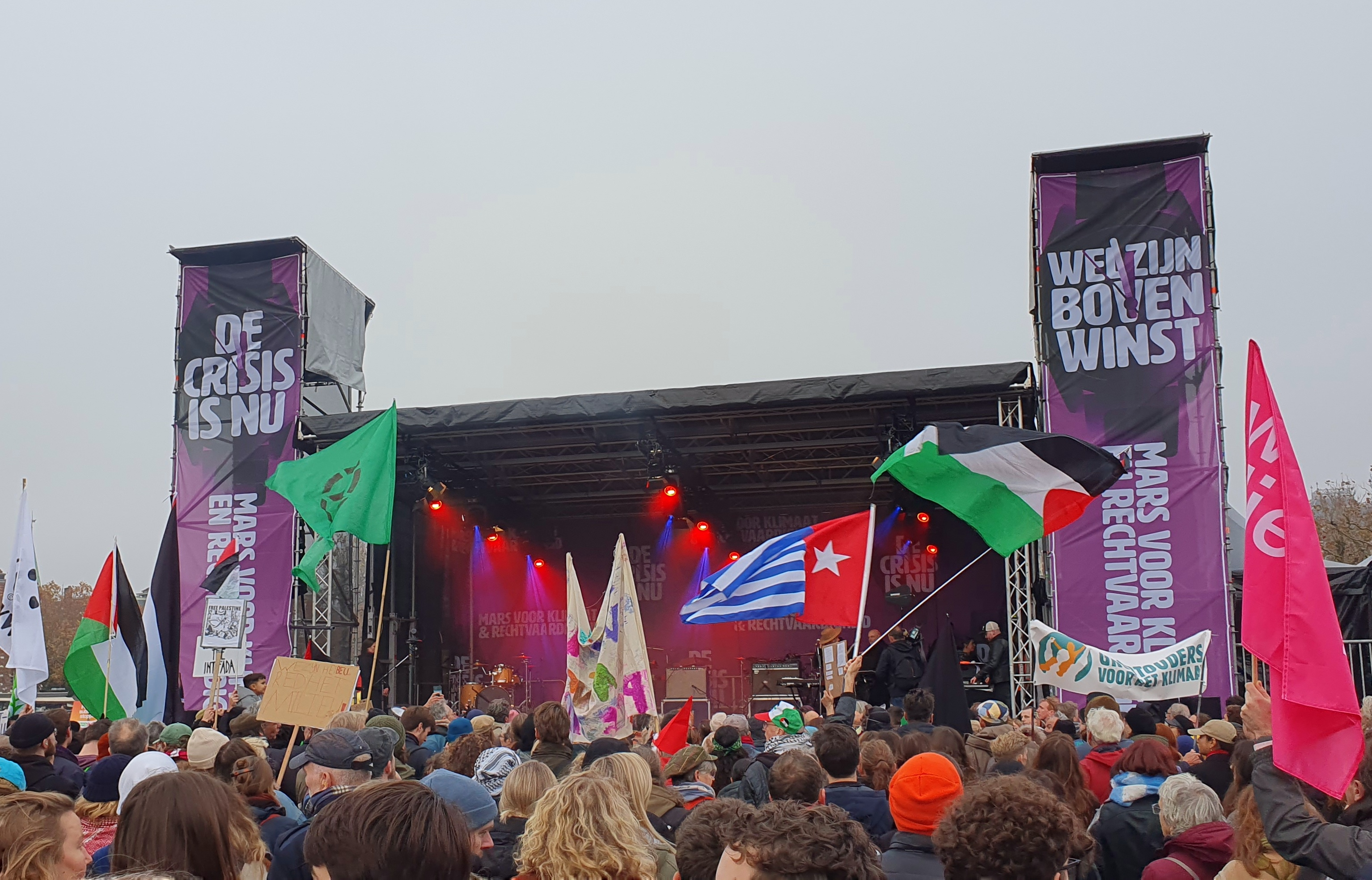
Palästinensische Flaggen bei einer Veranstaltung mit Greta Thunberg in Amsterdam im November 2023

Der Antisemitismusbeauftragte des Landes Baden-Württemberg, Michael Blume, kritisierte 2021 einen Instagram-Post der internationalen Bewegung zum Nahostkonflikt. Das Existenzrecht Israels werde bestritten, die Äußerungen enthielten viel Antisemitismus. Kritik an antisemitischen Äußerungen von Mitgliedern der Bewegung wurde auch von anderen Medien vorgebracht, insbesondere auch nach Äußerungen von Greta Thunberg sowie einer ehemaligen Sprecherin der Bewegung im Oktober 2023 nach dem Terrorangriff der Hamas auf Israel. Von letzterer distanzierte sich die Bewegung.
Die deutsche Sektion von Fridays for Future bekundete seit dem Tag nach dem Hamas-Angriff wiederholt ihre Solidarität mit Israel und widersprach den Äußerungen, die auf internationalen FFF-Kanälen gepostet wurden; ebenso distanzierte sich die österreichische Sektion.
Recherchen der Jüdischen Allgemeinen ergaben, dass die Äußerungen auf den internationalen FFF-Kanälen von einer kleinen Gruppe von Aktivisten ausgingen, die in Telegram-Gruppen die geposteten Statements untereinander aushandelten und nicht repräsentativ für die gesamte Bewegung seien.

## Kommerzielle Verwendung der Bezeichnung „Fridays for Future“

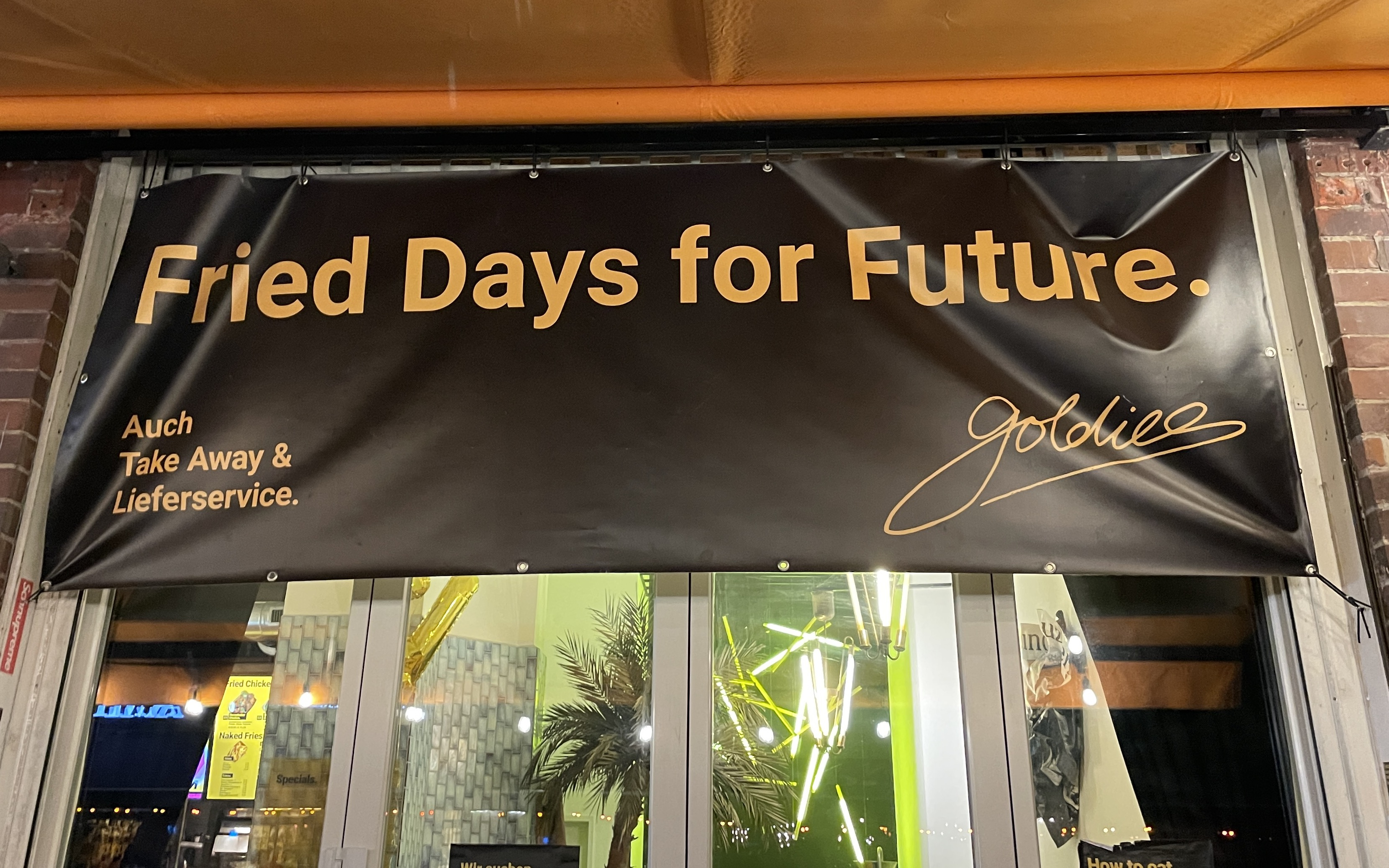
Slogan „Fried Days for Future“ eines Pommes-Frites-Restaurants in Berlin (2021)

Ein dem US-Konzern Amazon zugeordnetes Unternehmen verkauft T-Shirts mit der Aufschrift „Fridays-for-Future“. Der Gewinn fällt an das Unternehmen. Die Bewegung distanziert sich davon und geht davon aus, dass es die T-Shirts weder fair noch nachhaltig produziert. Es wirbt mit Fast Fashion (Unternehmensziel, „in hoher Frequenz neue Mode in Geschäfte zu bringen“). „Die Beschleunigung in der Produktion“ gehe dabei „meist zu Lasten der Umwelt“, was den Zielen der FFF-Bewegung widerspreche.
Der Versuch eines Unbeteiligten, „Fridays for Future“ als Wortmarke beim Deutschen Patent- und Markenamt einzutragen, wurde durch das DPMA wegen mangelnder Unterscheidungskraft abgelehnt.
Verfechter des Verbrennungsmotors verwenden den Begriff mit der ironischen Anspielung Fridays for Hubraum.